# Hải chiến ngoài khơi Samar
Hải chiến ngoài khơi Samar hay Trận Samar là trận đánh mang tính quan trọng trong thời gian diễn ra cuộc Hải chiến vịnh Leyte, một trong những trận hải chiến lớn nhất trong lịch sử, diễn ra ngoài khơi đảo Samar, thuộc Biển Philippines vào ngày 25 tháng 10 năm 1944. Đó là trận đánh duy nhất trong toàn bộ chuỗi trận đánh ở vịnh Leyte mà người Mỹ hoàn toàn không có sự chuẩn bị từ trước. Trận chiến ngoài khơi Samar được các nhà sử học coi là một trong những trận hải chiến không cân sức vĩ đại nhất trong lịch sử hải quân thế giới; với chiến thắng hoàn toàn của người Mỹ trước Lực lượng Trung tâm của Hải quân Đế quốc Nhật Bản dưới sự chỉ huy của Phó Đô đốc Kurita Takeo - mặc dù họ chịu thương vong rất nặng và bị áp đảo hoàn toàn về lực lượng.
Đô đốc William Halsey Jr. cùng với Đệ Tam Hạm đội hùng mạnh đã trúng bẫy của người Nhật và bị một hạm đội của Phó đô đốc Jisaburō Ozawa nhử kéo toàn bộ tàu chiến dưới quyền chỉ huy của ông ra khỏi khu vực. Những đơn vị còn lại của người Mỹ là ba đội hàng không mẫu hạm hộ tống của Đệ Thất Hạm đội. Những chiếc hàng không mẫu hạm hộ đống và khu trục hộ tống hạm, vốn có tốc độ chậm và lớp giáp mỏng, được đóng với vai trò bảo vệ các đoàn tàu vận tải, hậu cần khỏi mối đe dọa của tàu ngầm và tấn công các mục tiêu mặt đất. Chúng mang rất ít ngư lôi chống hạm và phần lớn phụ thuộc vào sự hỗ trợ của Halsey.
Một lực lượng thiết giáp hạm và tuần dương hạm của Nhật Bản - dẫn đầu bởi thiết giáp hạm Yamato, con tàu lớn nhất và được trang bị pháo cỡ lớn nhất từng được hạ thủy trong lịch sử - đã bị đánh bại trong trận chiến trước đó và được cho là đã rút lui khỏi khu vực. Nhưng khác với suy nghĩ của người Mỹ, hạm đội đó đã quay đầu mà không bị phát hiện và chạm trán với một đội tàu ở phía Bắc, thuộc Đơn vị Đặc nhiệm 77.4.3 ("Taffy 3"), do Chuẩn Đô đốc Clifton Sprague chỉ huy. Ba khu trục hạm và bốn khu trục hộ tống hạm của Taffy 3, không đủ hỏa lực cũng như giáp không đủ mạnh để chống lại 23 tàu chiến thuộc lực lượng hùng mạnh của Nhật Bản. Nhưng những con tàu vẫn tấn công với các khẩu pháo cỡ nòng 5-inch (127 mm) và ngư lôi để yểm trợ cho các hàng không mẫu hạm hộ tống chậm chạp của họ rút lui. Máy bay từ những hàng không mẫu hạm của Taffy 1, 2 và 3, bao gồm những chiếc FM-2 Wildcat, F6F Hellcat và TBF Avenger, đã tấn công đánh lạc hướng, ném bom, phóng ngư lôi, phóng tên lửa, bom chống ngầm và thậm chí đã thực hiện nhiều cuộc tấn công giả vào tàu của Nhật Bản sau khi sử dụng hết toàn bộ đạn dược.
Taffy 3 mất hai hàng không mẫu hạm hộ tống, hai khu trục hạm, một khu trục hộ tống hạm và nhiều máy bay. Hơn 1.000 lính Mỹ tử trận, cao hơn mức thương vong của người Mỹ tại Biển San Hô và Midway cộng lại. Đổi lại, ba tuần dương hạm hạng nặng của người Nhật bị đánh chìm, ba chiếc khác bị hư hỏng nặng và tạo thế hỗn loạn đến mức khiến Phó Đô đốc Kurita phải ra lệnh rút lui khỏi khu vực, thay vì tiếp tục tiến lên và tấn công đội tàu vận tải của Mỹ tại vịnh Leyte. Thương vong ở Samar chiếm đến một nửa trong tổng số thương vong của người Mỹ trong suốt toàn bộ chiến dịch ở vịnh Leyte. Dù Yamato cùng các tàu còn lại rút lui thành công về Nhật Bản, cuộc chiến này đã đánh dấu sự thất bại hoàn toàn của Hải quân Đế quốc Nhật Bản, khi phần lớn số tàu còn lại đều lưu lại ở các cảng trong giai đoạn cuối của cuộc chiến, không còn tỏ ra hiệu quả như trước.

## Bối cảnh
Chiến lược tổng thể của Nhật Bản tại Vịnh Leyte - được biết qua mật danh Shō-Go 1 - là dùng Lực lượng phương Bắc của Phó Đô đốc Jisaburō Ozawa để dụ Đệ Tam Hạm đội của Hoa Kỳ ra khỏi khu vực các bãi đổ bộ của Đồng minh ở Leyte, bằng việc sử dụng lực lượng các hàng không mẫu hạm của Nhật Bản làm mồi nhử. Lực lượng đổ bộ, khi mất đi Đệ Tam Hạm đội cùng bức màn phòng thủ trên không, sau đó sẽ bị tấn công từ phía tây và nam bởi Lực lượng Trung tâm của Phó Đô đốc Kurita Takeo, lực lượng này sẽ xuất kích từ Brunei và Lực lượng phía Nam của Phó Đô đốc Nishimura Shōji. Lực lượng Trung tâm của Kurita, với năm thiết giáp hạm, bao gồm Yamato và Musashi - những thiết giáp hạm lớn nhất từng được chế tạo, được hộ tống bởi các tuần dương hạm và khu trục hạm. Đội tàu của Nishimura bao gồm hai thiết giáp hạm và được theo sau bởi đội tàu của Phó Đô đốc Kiyohide Shima với ba tuần dương hạm.
Vào đêm ngày 23 tháng 10, các tàu ngầm Dace và Darter của Mỹ đã phát hiện ra Lực lượng Trung tâm đang tiến vào hành lang Palawan. Sau khi báo động cho Halsey, các tàu ngầm đã phóng ngư lôi và đánh chìm hai tuần dương hạm, đồng thời làm hư hại chiếc thứ ba và buộc nó phải rút lui. Một trong những tuần dương hạm bị mất là kỳ hạm của Đô đốc Kurita, nhưng ông đã được vớt khỏi mặt nước và chuyển cờ hạm của mình sang Yamato.
Các mẫu hạm của Đệ Tam Hạm đội đã tiến hành một loạt các cuộc không kích nhằm vào lực lượng của Kurita trên Biển Sibuyan, làm hư hại một số tàu và đánh chìm Musashi, ban đầu buộc Kurita phải rút lui. Một tốp sóng máy bay từ Đệ Tam Hạm đội cũng tấn công Lực lượng phía Nam của Nishimura, chỉ gây thiệt hại nhẹ. Cùng lúc đó, Phó Đô đốc Onishi Takijiro đã tiến hành các cuộc tấn công từ các sân bay trên Luzon chống lại lực lượng của Halsey, với một máy bay ném bom đã trúng hàng không mẫu hạm hạng nhẹ Princeton, khiến con tàu bị hư hại rất nặng và chìm sau những nỗ lực cứu vớt không thành.
Cùng đêm đó, Lực lượng phía Nam của Nishimura gồm hai thiết giáp hạm, một tuần dương hạm hạng nặng và bốn khu trục hạm sẽ tiếp cận từ phía nam và sẽ phối hợp với lực lượng của Kurita. Thành phần thứ hai của Lực lượng phía Nam, do Phó Đô đốc Kiyohide Shima chỉ huy, bao gồm ba tuần dương hạm và bảy khu trục hạm, đã tụt lại phía sau Nishimura đến 74 km. Trong trận chiến ở Eo biển Surigao, tàu của Nishimura đã lọt vào một cái bẫy đã được người Mỹ dang sẵn từ trước. Bị Lực lượng Hỗ trợ thuộc Đệ Thất Hạm đội Hoa Kỳ áp đảo hoàn toàn, họ chịu thương vong rất nặng, bị một loạt ngư lôi từ 28 tàu PT và 28 khu trục hạm tấn công trước khi phải hứng chịu những phát pháo chính xác từ sáu thiết giáp hạm (năm trong số chúng sống sót sau cuộc đột kích Trân Châu Cảng) và tám tuần dương hạm. Sau đó, khi lực lượng của Shima hội quân với những gì còn lại của của Nishimura, họ cũng bị người Mỹ tấn công, nhưng may mắn rút lui được. Trong số bảy tàu ban đầu của Nishimura, chỉ có một khu trục hạm sống sót.
Trong trận chiến tại Biển Sibuyan, Đệ Tam Hạm đội của Halsey đã tấn công Lực lượng Trung tâm của Kurita. Lực lượng này đã bị phát hiện khi đang trên đường đến vị trị neo đậu của các lực lượng đổ bộ của người Mỹ từ phía bắc. Lực lượng Trung tâm không có bất kỳ sự hỗ trợ nào trên không để chống lại 259 máy bay từ năm hàng không mẫu hạm Intrepid, Essex, Lexington, Enterprise, Franklin, và hàng không mẫu hạm hạng nhẹ Cabot. Cuộc tấn công tổng lực này đã đánh chìm thiết giáp hạm Musashi với 17 quả bom và 19 quả ngư lôi. Dù bị tấn công liên tục và chịu thiệt hại nặng nề, nhưng ngay cả lực lượng áp đảo đó cũng không thể ngăn cản được Kurita, vì hầu hết các cuộc tấn công đều nhắm vào một thiết giáp hạm duy nhất (Musashi). Ngoài việc một tuần dương hạm bị ngư lôi làm hư hỏng nặng, mọi tàu khác bao gồm cả Yamato vẫn còn đủ khả năng để chiến đấu.
Đệ Tam Hạm đội của Halsey đã bỏ lỡ trận chiến quan trọng nhất và tham gia vào trận chiến ngoài khơi Mũi Engaño, với Lực lượng phương Bắc của Ozawa, bao gồm một hàng không mẫu hạm chủ lực và ba hàng không mẫu hạm hạng nhẹ. với tổng cộng 108 máy bay, hai thiết giáp hạm, ba tuần dương hạm hạng nhẹ và chín khu trục hạm. Halsey tin rằng Lực lượng phương Bắc là mối đe dọa chính, đúng như mong đợi của người Nhật trong kế hoạch của họ. Halsey đã điều ba nhóm của Lực lượng Đặc nhiệm 38, vốn áp đảo hoàn toàn Lực lượng Phương Bắc của Ozawa, với năm hàng không mẫu hạm chủ lực, năm hàng không mẫu hạm hạng nhẹ. cùng với hơn 600 máy bay, sáu thiết giáp hạm, tám tuần dương hạm và hơn 40 khu trục hạm đi truy đuổi Ozawa. Halsey không nhận ra rằng ông đã điều một lực lượng lớn đi chỉ để tấn công một hạm đội mà sau đó được biết là mồi nhử vô hại.
Quyết định của Halsey đã mở rộng cánh cửa cho Kurita vào vịnh Leyte. Ban đầu khi Kurita rút lui, người Mỹ cho rằng lực lượng Nhật Bản đang rút lui hẳn khỏi trận chiến. Cuối cùng, Kurita quay lại và đi qua Eo biển San Bernardino dưới sự che trở của màn đêm một cách an toàn, với ý định tiêu diệt lực lượng đổ bộ của Mỹ. Chỉ có những đội Taffy, có nhiệm vụ hỗ trợ cho lực lượng đổ bộ của Đệ Thất Hạm đội, là chắn đường Kurita. Đội tàu này vốn chỉ được trang bị vũ khí để tấn công các mục tiêu trên mặt đất và tàu ngầm dưới sự bảo vệ của các mẫu hạm thuộc hạm đội của Halsey, chứ không phải đối đầu với các thiết giáp hạm và tuần dương hạm của Kurita. Sai lầm của Halsey đã dẫn đến một trận chiến không cân sức nhưng hào hùng của những con tàu mỏng manh, nhỏ bé suốt ba giờ đồng hồ với hạm đội hùng mạnh của Kurita.

## Lực lượng hai bên

### Nhật Bản

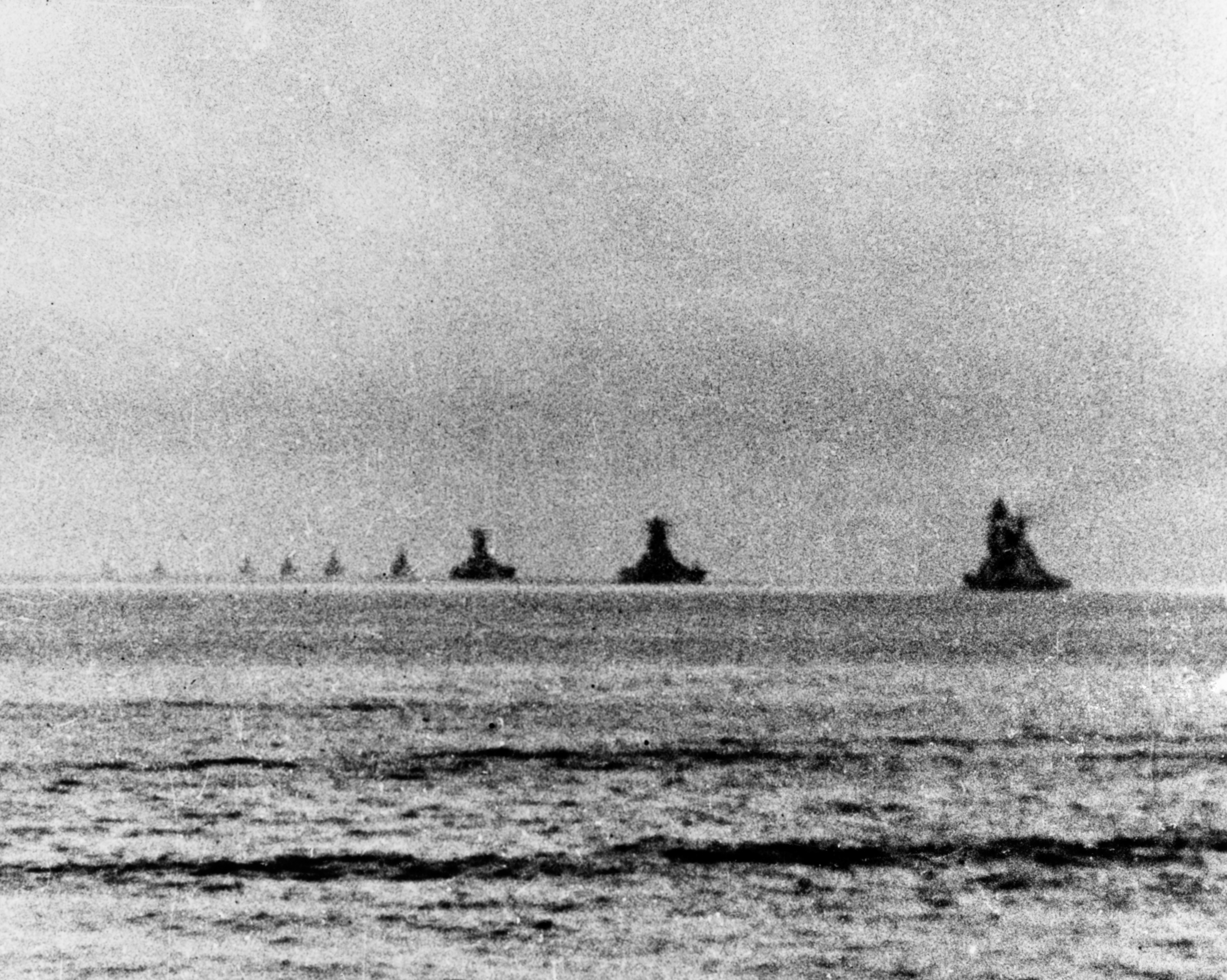
Lực lượng Trung Tâm đang rời vịnh Brunei, Borneo để tới Philippines, ngày 22 tháng 10 năm 1944.

Lực lượng Trung Tâm của Kurita bao gồm thiết giáp hạm Yamato, Nagato, Kongō và Haruna; tuần dương hạm hạng nặng Chōkai, Haguro, Kumano, Suzuya, Chikuma, Tone; tuần dương hạm hạng nhẹ Yahagi và Noshiro; 11 khu trục hạm lớp Kagerō, Yūgumo và Shimakaze. Dù không có bất kỳ hàng không mẫu hạm nào, lực lượng này có trang bị hệ thống máy phóng với số lượng thủy phi cơ tương đối, ví dụ Yamato mang đến bảy thủy phi cơ. Trong trận đánh này, người Nhật cũng sử dụng các đội bay Thần phong làm nhiệm vụ tấn công tự sát. Các đội thiết giáp hạm và tuần dương hạm được trang bị pháo hạm áp đảo hoản toàn những khẩu pháo 5-inch (127 mm) của Taffy 3. Yamato có chín khẩu pháo 18,1-inch (460 mm), có tầm bắn đến 40 km. Hệ thống pháo được ngắm bắn bằng hệ thống kính ngắm quang học có sự trợ giúp của hệ thống điện tử, dù chúng vẫn kém hiệu quả hơn so với hệ thống dẫn bắn bằng radar tích hợp trên các khu trục hạm của người Mỹ.
Ngoài ra, nhiều tàu Nhật còn trang bị ngư lôi Type 93 Long Lance. Type 93 được coi là loại ngư lôi tân tiến nhất thế giới lúc đó - có tầm phóng gấp đôi ngư lôi của phe Đồng Minh và không tạo vệt bong bóng trên mặt nước. Hải quân Nhật coi chúng là thứ vũ khí mang tính quyết định. Ngư lôi của họ dùng oxy nén thay vì không khí nén thông thường trong hệ thống đẩy. Tuy nhiên, Type 93 dễ bị kích nổ hơn do dễ chịu tác động của sóng xung kích hơn các loại ngư lôi khác, dễ gây thiệt hại cho những con tàu mang chúng.

### Hoa Kỳ
Nhóm Đặc nhiệm 77.4 của Đệ Thất Hạm đội bao gồm ba Đơn vị Đặc nhiệm nhỏ, mỗi nhóm có sáu mẫu hạm hộ tống lóp Casablanca hoặc Sangamon, được bảo vệ bởi các đội khu trục hạm và khu trục hộ tống hạm. Các tàu khu trục được trang bị năm khẩu pháo 5-inch (127 mm), khu trục hộ tống hạm có hai khẩu và mẫu hạm hộ tống chỉ có duy nhất một khẩu được lắp đặt ở đuôi tàu. Phần lớn các phi công và thủy thủ đều thuộc lực lựong Dự bị của Hải quân với ít kinh nghiệm trận mạc, và do nhiệm vụ của họ phần lớn là săn ngầm và tấn công các lực lượng mặt đất, các đội mẫu hạm chỉ được trang bị số ít bom và ngư lôi chống hạm vì ít có khả năng họ bị đội tàu mặt nước của địch tấn công.
Với việc không có tàu nào trang bị pháo có tầm bắn hơn 16 km, Taffy 3 dễ dàng bị áp đảo bởi pháo của người Nhật, vốn có tầm bắn xa và cỡ nòng lớn. Trận đánh cũng đồng thời chỉ ra rằng hệ thống dẫn bắn tự động của Hải quân Nhật Bản không thực sự hiệu quả khi tấn công các mục tiêu di động ở khoảng cách xa dù một vài con tàu như Kongō đã bắn trúng mục tiêu. Dù tàu chiến của Nhật Bản khai hỏa ở khoảng cách khá xa và trúng vài mục tiêu, và chỉ bắn gần trúng thôi cũng đủ để gây một số thiệt hại cho đội tàu của người Mỹ, hỏa lực của họ chỉ thực sự hiệu quả khi họ đi vào tầm bắn của các mẫu hạm hộ tống. Ngược lại, các khu trục hạm của Mỹ có hệ thống dẫn bắn Mark 37 có khả năng lấy đường ngắm tự đông và bắn trúng nhiều mục tiêu một cách hiệu quả khi đang di chuyển liên tục. Sự lạc hậu của hệ thống điệu tử Nhật Bản còn được đề cập trong các báo cáo của phi công Mỹ sau trận đánh, khi hỏa lực cao xạ của người Nhật không thật sự hiệu quả khi đối đầu với máy bay Mỹ.
- Đơn vị Đặc nhiệm 77.4.1 ("Taffy 1") của Chuẩn Đô đốc Thomas L. Sprague bao gồm các hàng không mẫu hạm hộ tống thuộc Hải đội Hàng không mẫu hạm 22 (CarDiv 22) là Sangamon, Suwannee, Santee và Petrof Bay. (hai hàng không mẫu hạm hộ tống còn lại của Taffy 1, Chenango và Saginaw Bay, đã rời đến Morotai thuộc Đông Ấn Hà Lan vào ngày 24 tháng 10 để sửa chữa và thay thế máy bay hỏng. Chúng quay trở lại với số máy bay mới sau khi trận đánh kết thúc).

- Đơn vị Đặc nhiêm 77.4.2 ("Taffy 2") của Chuẩn Đô đốc Felix Stumps bao gồm hàng không mẫu hạm hộ tống Natoma Bay và Manila Bay thuộc Hải đội Hàng không mẫu hạm 24 (CarDiv 24), và Marcus Island, Kadashan Bay, Savo Island và Ommaney Bay thuộc Hải đội Hàng không mẫu hạm 27 (CarDiv 27) của Chuẩn Đô đốc William D. Sample.

- Đơn vị Đặc nhiệm 77.4.3 ("Taffy 3") của Chuẩn Đô đốc Clifton Sprague bao gồm các hàng không mẫu hạm Fanshaw Bay, St. Lo, White Plains, Kalinin Bay thuộc Hải đội Hàng không mẫu hạm 25 (CarDiv 25) và các mẫu hạm Kitkun Bay và Gambier Bay thuộc Hải đội Hàng không mẫu hạm 26 (CarDiv 26) của Chuẩn Đô đốc Ralph A. Ofstie. Lực lượng hộ tống của Taffy 3 bao gồm khu trục hạm Hoel, Johnston và Heermann, và khu trục hộ tống hạm Dennis, John C. Butler, Raymond và Samuel B. Robert.

Mỗi mẫu hạm hộ tống chỉ mang số lượng máy bay nhỏ là khoảng 28 chiếc, nên 16 chiếc CVE của cả ba "Taffy" mang tổng cộng hơn 450 chiếc máy bay, tương đương với số máy bay của năm mẫu hạm chủ lực. Tốc độ tối đa của chúng chỉ đạn 32.4 km/h để phù hợp với việc hộ tống các đoàn vận tải hoặc cung cấp hỏa lực hỗ trợ mặt đất, chúng quá chậm để tấn công hoặc rút lui khỏi các hải đội đột kích của kẻ thù. Máy bay của chúng có nhiệm vụ tấn công các mục tiêu mặt đất, phòng không và chống ngầm, nên chúng chỉ được trang bị súng máy, bom chống ngầm, bom nổ mảnh và bom gây sát thương đối với con người, chỉ hiệu quả với các mục tiêu như binh lính địch, máy bay, tàu ngầm hoặc khu trục hạm, nhưng không thực sự hiệu quả khi phải đối đầu với các thiết giáp hạm và tuần dương hạm vi lớp giáp kiên cố. Trong trận đánh, các phi công của Taffy 2 đã có đủ thời gian để bay đến các căn cứ Không lực Lục quân Hoa Kỳ ở Philippines để nạp lại bom, ngư lôi chống hạm, để có thể tấn công các tàu chiến Nhật hiệu quả hơn

## Trận đánh
Lực lượng của Kurita đi qua Eo Biển San Bernardino lúc 03:00 ngày 25 tháng 10 năm 1944 và tiến về phía nam dọc bờ biển của đảo Samar, mong rằng hạm đội của Halsey đã mắc bẫy và kéo toàn bộ hạm đội của ông ra khỏi Leyte, và đúng là như vậy. Kurita nhận được tin báo rằng hạm đội của Nishimura đã bị hủy diệt hoàn toàn ở Eo Biển Surigao và sẽ không gia nhập hạm đội của ông ở vịnh Leyte. Nhưng Kurita không hề nhận được bất cứ thông tin nào về Đội Phía Bắc của Ozawa rằng họ đã thành công trong việc nhử toàn bộ mẫu hạm chủ lực và thiết giáp hạm thuộc Đệ Tam Hạm đội của Halsey ra khỏi Leyte. Trong suốt trận đánh, Kurita luôn đau đầu về vị trí thực sự của Halsey. Gió thổi theo hướng Bắc-Đông Bắc, tầm nhìn xa đạt khoảng 37 km, trời u ám và thỉnh thoảng có mưa lớn và đó chính là yếu tố mà người Mỹ sẽ khai thác triệt để vào trận đánh sắp tới.

### Taffy 3 bị tấn công

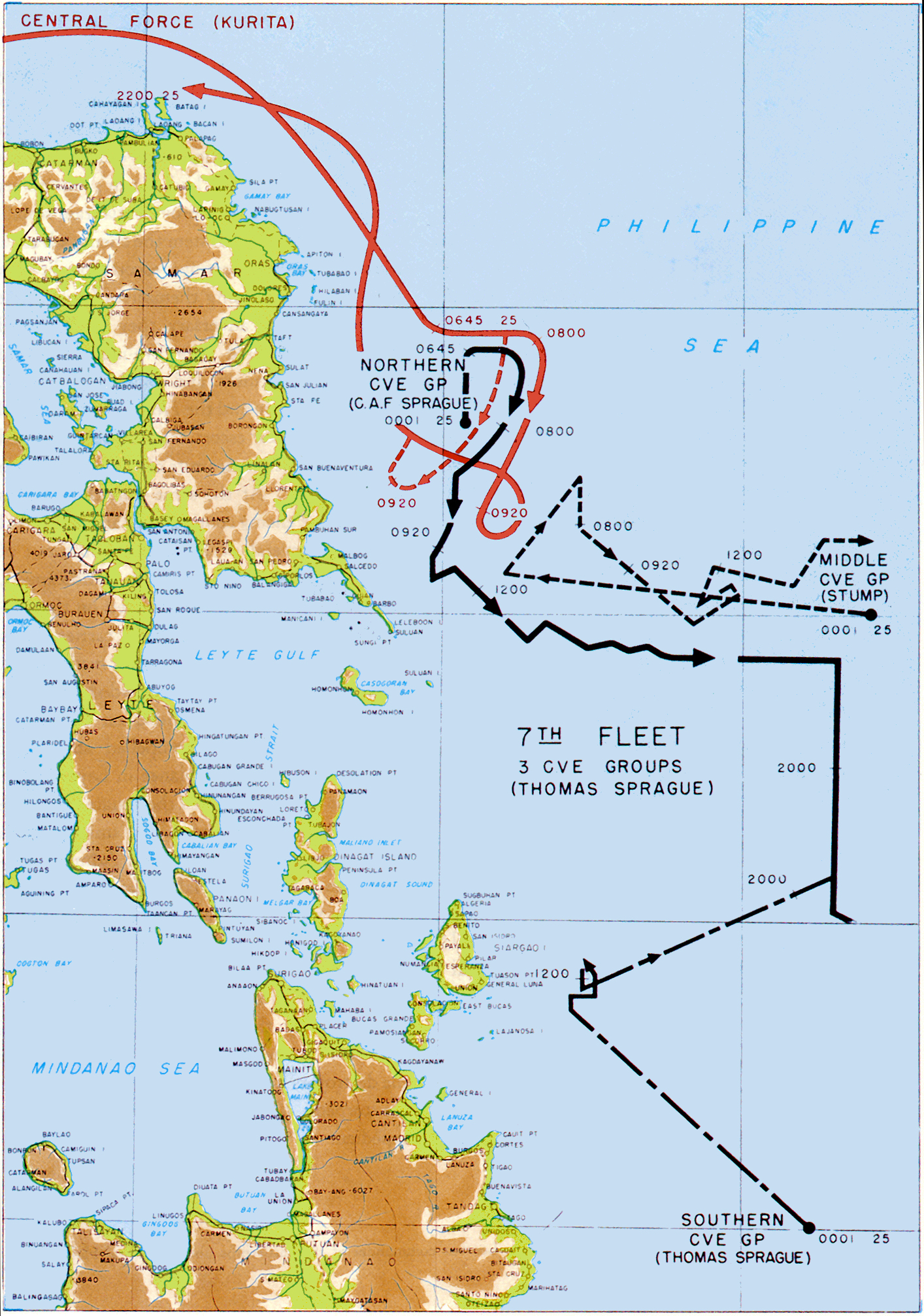
Bản đồ diễn biến trận đánh.

Sau khi di chuyển khoảng 110 km về phía đông Samar trước bình minh ngày 25 tháng 10, St. Lo bắt đầu phóng bốn máy bay làm nhiệm vụ tuần tra và săn ngầm trong đó những mẫu hạm còn lại của Taffy 3 đang chuẩn bị cho các phi vụ không kích hỗ trợ đổ bộ trên các bãi biển. Lúc 06:37, Thiếu úy William C. Brooks - phi công một chiếc Grumman TBF Avenger thuộc đội bay của St. Lo, đã phát hiện một hạm đội lớn mà lúc đầu được cho là thuộc Đệ Tam Hạm đội của Halsey, nhưng thực chất chúng chính là những con tàu của người Nhật. Khi anh báo về hạm đội, đô đốc Sprague không tin điều đó và yêu cầu xác nhận cụ thể hơn. Bay tới gần hơn để quan sát, Brooks báo lại một thông tin đáng sợ, "Tôi có thể thấy các tháp chùa. Tôi có thể thấy chấm đỏ tròn trên một lá cờ to nhất trên chiếc thiết giáp hạm to nhất mà tôi từng thấy!". Yamato nặng hơn toàn bộ tải trọng của toàn bộ tàu thuộc Taffy 3 cộng lại. Brooks đã phát hiện ra lực lượng hùng mạnh nhất trong số ba hạm đội chủ lực của người Nhật tại Philippines, bao gồm bốn thiết giáp hạm, sáu tuần dương ham hạng nặng, hai tuần dương hạm hạng nhẹ và khoảng mười khu trục hạm.
Hạm đội Nhật tiếp cận từ phía Tây-Tây Bắc, cách Taffy 3 khoảng 31 km, và Taffy 3 đã hoàn toàn nằm trong tầm bắn và tầm nhìn của  tàu chiến Nhật. Chỉ mang bom chìm để phòng khi bắt gặp tàu ngầm địch, Brooks cùng các phi công vẫn tiếp tục bắt đầu cuộc tấn công đầu tiên trong trận đánh, thả toàn bộ bom chìm vào tuần dương hạm Nhật Bản nhưng tất cả đều bị nảy ra khỏi tàu.
Hoa tiêu của Taffy 3 phát hiện ra hỏa lực cao xạ ở phía Bắc. Người Nhật đã thành công trong việc bất ngờ phục kích Taffy 3 lúc 06:45. Cùng lúc đó, các tàu khác trên Taffy 3 bắt được tín hiệu địch trên radar và các kênh liên lạc người Nhật. Khoảng 07:00, Yamato khai hỏa ở khoảng cách 31 km. Không sở hữu hệ thống radar dẫn bắn và máy tính dẫn bắn Mark I như người Mỹ, vốn có thể tính toán được toàn bộ thông số chỉ khi radar dẫn bắn vẫn khóa về phía mục tiêu, hệ thống dẫn bắn của người Nhật dựa vào máy tính toán đạn đạo cơ học và một máy khác để đo tốc độ và khoảng cách của mục tiêu cần bắn, cung cấp bởi máy đo quang học. Các chất nhuộm màu cũng được sử dụng trong các viên đạn xuyên giáp của thiết giáp hạm để các hoa tiêu có thể xác định được vị trí đạn rơi, điều khá phổ biến với những tàu chủ lực của nhiều đơn vị Hải quân trên thế giới.. Các thủy thủ Mỹ, vốn khá xa lạ với phương thức tác chiến của thiết giáp hạm, nhanh chóng ấn tượng bởi những vệt nước đầy màu sắc bốc lên xung quanh họ. Nagato dùng màu hồng sáng, Haruna dùng màu xanh lá vàng hỗn hợp và được miêu tả là xanh và vàng bởi người Mỹ, và Kongō dùng màu đỏ tuơi và đôi khi xuất hiện cả màu tím và xanh da trời trong một số khoảnh khắc. Yamato không dùng màu để nhận biết nên vệt nước của nó hiện màu trắng nguyên bản.
Không tìm thấy được những chiếc mẫu hạm hộ tống nhỏ bé kia trong danh sách nhận biết tàu của Hải quân, Kurita lầm tưởng chúng là những mẫu hạm chủ lực và cho rằng Đệ Tam Hạm đội của Halsey đang nằm trong tầm bắn của tàu ông. Ưu tiên hàng đầu của ông là loại bỏ các mối đe dọa của hàng không mẫu hạm, nên đã ra lệnh "Tấn công toàn lực", thay vì tổ chức đội hình cẩn thận và cụ thể, mỗi hải đội sẽ tấn công một mục tiêu cụ thể riêng biệt. Lúc đó người Nhật vừa thay đổi đội hình vòng tròn, nên mệnh lệnh này đã gây ra một số hỗn loạn, tạo điều kiện cho Sprague lùa người Nhật vào pha truy đuổi gắt gao, đẩy người Nhật vào thế chỉ dùng được pháo ở mũi tàu và hạn chế tính hiệu quả của hỏa lực cao xạ. Các tàu của Sprague sẽ không mất nhiều hỏa lực trong cuộc rượt đuổi như thế này, vì vũ khí được đặt ở đuôi tàu nhiều hơn ở phía trước, và các mẫu hạm của ông vẫn có thể tiến hành hoạt động bay như thường.

### Rút chạy về phía đông

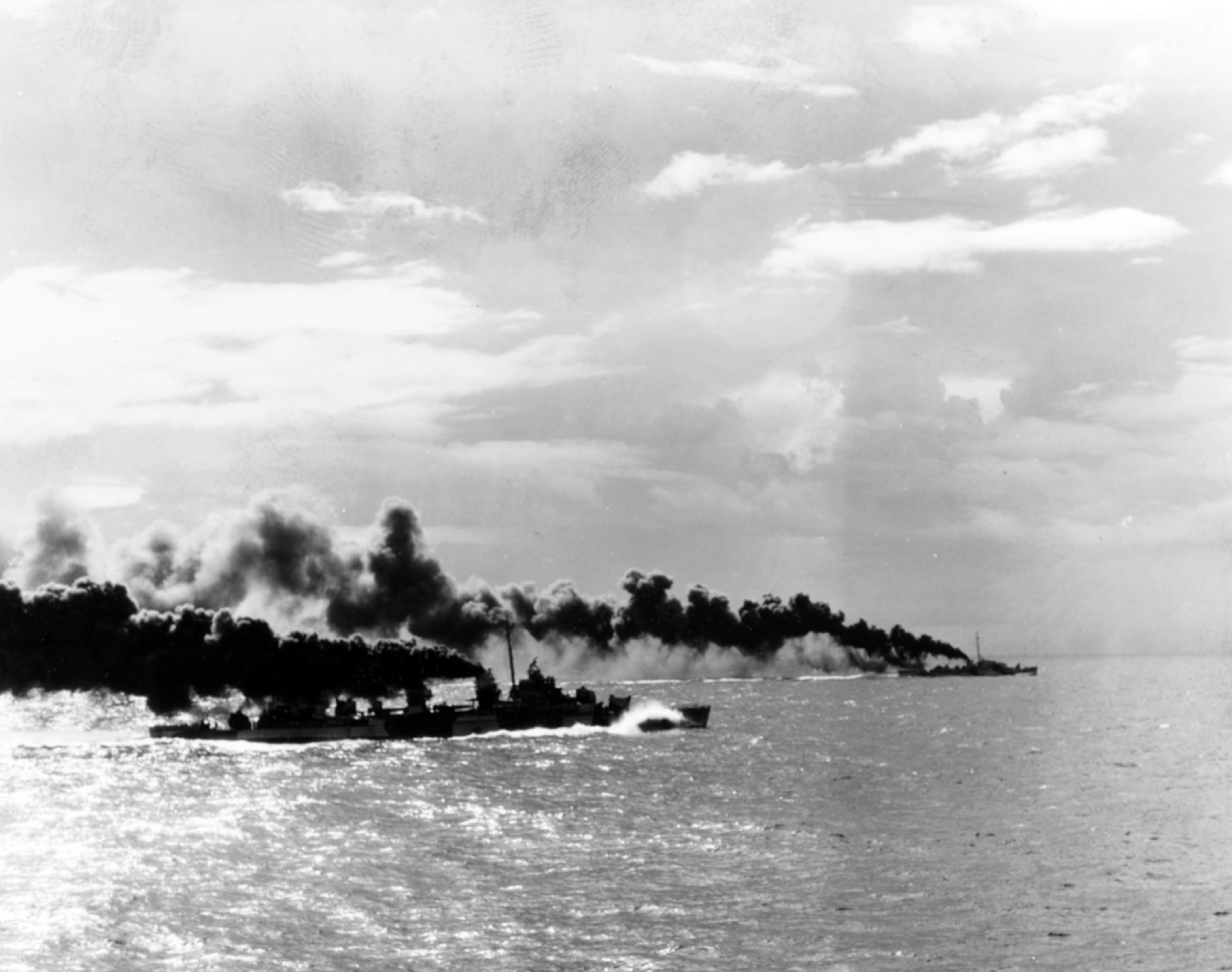
Khu trục hạm USS Heermann (gần) và một khu trục hộ tống hạm đang xả khói bảo vệ Taffy 3 trong giờ đầu tiên của trận đánh.

Lúc 06:50, đô đốc Sprague ra lệnh chuyển hướng toàn bộ đội hình về hướng 090, cho các mẫu hạm của ông phóng máy bay rồi di chuyển về phía Đông, hi vọng rằng tầm nhìn kém ở đó sẽ làm hạn chế độ chính xác của hải pháo Nhật Bản. Ông ra lệnh cho các mẫu hạm ở rìa đội hình xả khói để che chắn đội hình rút lui, đồng thời ra lệnh cho các tàu bẻ lái liên tục để làm rối loạn đường ngắm của kẻ thù, và cho các tàu phóng toàn bộ số máy bay họ có trên tàu như FM-2 Wildcat và TBM Avenger với tất cả số vũ khí mà chúng có thể lắp được. Số lắp tên lửa, súng máy, số lắp bom chống ngầm hoặc không lắp gì cả. Rất ít tàu có trang bị bom chống hạm hoặc ngư lôi chống hạm. Các phi công được lệnh "tấn công các đơn vị tàu Nhật Bản và sau đó quay về sân bay dã chiến Tacloban ở Leyte để tiếp tế đạn dược và nhiên liệu". Nhiều phi công tiếp tục thực hiện các đợt tấn công "giả" sau khi sử dụng hết toàn bộ đạn dược và bom mìn họ mang theo nhằm đánh lạc hướng kẻ thù. Lúc 07:20, Taffy 3 đi vào một cơn tố, và điều đó khiến pháo thủ Nhật gặp nhiều khó khăn hơn khi hệ thống dẫn bắn của họ không lấy thông tin được qua lớp mưa và khói dày đặc.
Trong thời gian đó, Kurita đang phải gánh chịu hậu quả của việc ra lệnh Tổng tấn công, Hải đội Tuần dương hạm số 5 và Hải đội Khu trục hạm số 10 di chuyển cắt qua đường đi của Hải đội Thiết giáp hạm số 3, vốn đang cố gắng thu gọn khoảng cách với tàu người Mỹ. Sự hỗn loạn đó buộc thiết giáp hạm Kongō phải bẻ lái sang hướng Bắc và tách khỏi đội hình, khiến con tàu phải tự thân vận động trong suốt trận đánh. Lo ngại việc những chiếc khu trục hạm sẽ tiêu thụ quá nhiều nhiên liệu vào việc rượt đuổi thứ được cho là mẫu hạm chủ lực và đồng thời cản trở tầm bắn của những chiếc thiết giáp hạm trong đội hình, Kurita ra lệnh cho những đội khu trục hạm di chuyển ra phía rìa của hạm đội lúc 07:10, một quyết định gây hậu quả tức thì, khi Hải đội Khu trục hạm số 10 buộc phải quay lại đúng lúc đội tàu của người Mỹ đi vào tầm bắn của họ. Hải đội Khu trục hạm số 2 gặp kết cục đau đầu hơn nếu lệnh không chuyển đến ngay lập tức: di chuyển phía sau Hải đội Thiết giáp hạm số 3, Yahagi và đội khu trục hạm phải di chuyển từ phía Nam lên phía Bắc của đội hình của Kurita để tập hợp với kì hạm của Hải đội - Kongō, khiến Kurita không còn con tàu nào ở vị trí đánh chặn đội tàu của người Mỹ khi họ quay đầu về hướng Nam lúc 07:30. Mặc dù đã ra lệnh tổng tấn công từ đầu buổi sáng, Kurita tiếp tục thay đổi lộ trình di chuyển của hạm đội xuyên suốt trận đánh.

### "Small Boys Attack!"

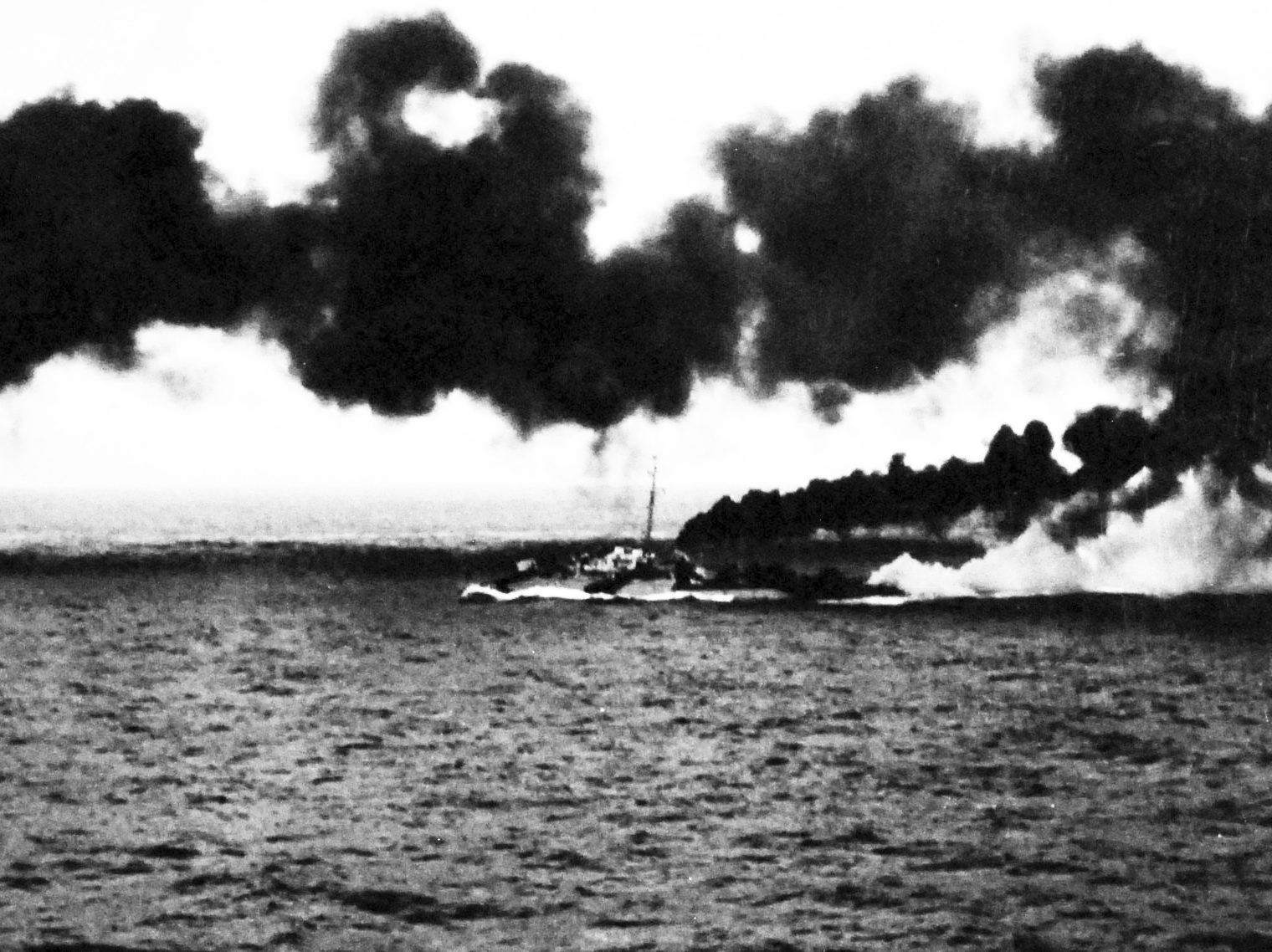
Khu trục hộ tống hạm USS Dennis (DE-405) đang xả khói che cho đội mẫu hạm hộ tống của Taffy 3, Samar, 25 tháng 10 năm 1944.

Ba khu trục hạm và bốn khu trục hộ tống hạm có nhiệm vụ bảo vệ đội mẫu hạm hộ tống khỏi mối đe dọa của máy bay và tàu ngầm. Ba khu trục hạm lớp Fletcher - có biệt danh "Hộp thiếc" (Tin can) vì lớp giáp mỏng - nhưng đủ nhanh để bắt kịp với các đội mẫu hạm chủ lực. Mỗi chiếc mang năm tháp pháo nòng đơn 5-inch (127 mm) và hệ thống vũ khí cao xạ tối thiểu, không đủ hiệu quả để đối đầu với những con tàu bọc giáp lớn của người Nhật. Chỉ có mười quả ngư lôi 21-inch (530 mm) Mark-15 - được nạp trong hai hệ thống phóng năm nòng - là mối đe dọa lớn với những chiếc thiết giáp hạm và tuần dương hạm của người Nhật.
Thế mạnh của những chiếc khu trục hạm Hoa Kỳ là hệ thống dẫn bắn bằng radar Mark 37 GFCS, có thể cung cấp đường bắn cho những khẩu pháo 5-inch tự động. Hệ thống đa chức năng này có thể giúp tàu chiến Mỹ bắn trúng mục tiêu địch mặc cho tầm nhìn kém và tốc độ di chuyển nhanh. Người Nhật dựa vào hệ thống ngắm bắn quang học và vệt màu từ đạn pháo nên sẽ gặp nhiều khó khăn hơn khi xác định mục tiêu trong mưa, khói hay bị giới hạn hỏa lực khi thay đổi hướng di chuyển.
Bốn khu trục hộ tống hạm lớp John C. Butler nhỏ và chậm hơn, vì chúng được thiết kế để bảo vệ những đoàn vận tải chậm chạp khỏi mối đe dọa của tàu ngầm. Chúng được trang bị hai pháo 5-inch (127 mm) nhưng không có cơ chế bắn tự động, và ba quả ngư lôi, dù thủy thủ đoàn không được huấn luyện kỹ càng về phương thức tác chiến bằng ngư lôi. Ngư lôi chỉ có tầm hoạt động khoảng 10 km, nên chúng phù hợp nhất trong các cuộc tấn công vào ban đêm. Vào ban ngày, họ phải vượt qua làn đạn pháo với khoảng cách lên tới gần 50 km. Trong trận Samar, họ phải đối đầu với hạm đội dẫn đầu bởi chiếc thiết giáp hạm lớn nhất trong lịch sử và những màn khói ngụy trang được tạo ra trong trận đánh đã có ảnh hưởng không nhỏ tới cục diện của trận đánh.
Sau khi xả khói cản trở tầm nhìn của tàu Nhật khỏi những chiếc mẫu hạm hộ tống, họ bắt đầu những cuộc tấn công nhỏ lẻ, tiếp tục xả khói để che đi tầm nhìn của người Nhật. Những con tàu nhỏ bé này chiến đấu quả cảm đến mức người Nhật lầm tưởng họ đang phải đối đầu với những chiếc tuần dương hạm, và những chiếc khu trục hộ tống hạm có dáng y hệt những chiếc khu trục hạm thông thường. Lớp giáp mỏng này đã khiến những quả đạn pháo xuyên giáp đâm xuyên qua tàu mà không phát nổ, đến khi người Nhật bắt đầu nạp lại đạn HE và gây ra những thiệt hại lớn hơn. Tốc độ và sự cơ động đã giúp vài con tàu né được hoàn toàn các loạt pháo của người Nhật trước khi vào vị trí phóng ngư lôi. Khả năng kiểm soát thiệt hại và sự khỏe khoắn của hệ thống động cơ đã giúp các con tàu tiếp tục di chuyển và chiến đấu ngay cả khi đã trúng hơn chục phát pháo vào tàu, trong khi thi thể và người bị thương nằm la liệt khắp tàu. Các khu trục hạm của Taffy 2 cũng bị tấn công, nhưng đúng lúc Gambier Bay phát hiện ra họ và đánh tin hiệu xin trợ giúp, họ được lệnh quay lại để bảo vệ đội mẫu hạm hộ tống của Taffy 2. Lúc 07:10, mười phút sau khi xả khói bảo vệ đội mẫu hạm, Johnston bắt đầu tách đội hình và xông thẳng vào đội hình tàu Nhật tấn công. Khi Johnston đang tiếp tục chiến đấu, Đô đốc Sprague, từ hàng không mẫu hạm Fanshaw Bay, đã truyền đi một trong những mệnh lệnh đi vào lịch sử "Small Boys Attack!".

#### USSJohnston

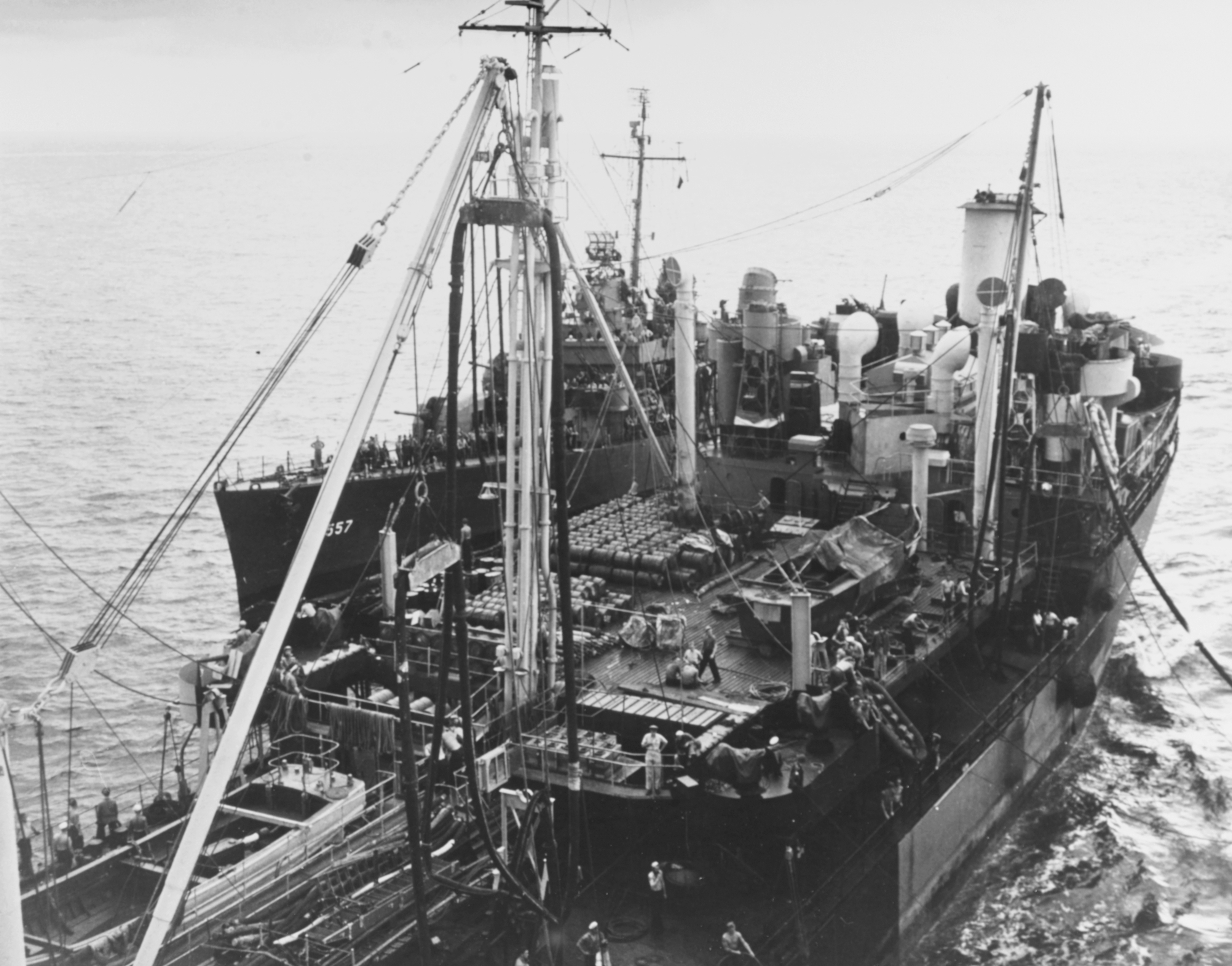
Khu trục hạm USS Johnston đang tiếp nhiên liệu từ tàu chở dầu USS Millicoma, tháng 8 năm 1944.

Lúc 07:00, Trung tá Ernest E. Evans - thuyền trưởng của Johnston, bắt đầu cho tàu xả khói để bảo vệ đội mẫu hạm hộ tống khỏi những đợt pháo của tàu Nhật và cho tàu di chuyển kiểu zig-zag. Mười phút sau đó, Sĩ quan Hỏa lực - Đại úy Robert Hagen bắt đầu cho khai hỏa vào mục tiêu gần nhất, cách đó 16 km và bắn trúng vài phát pháo vào chiếc tuần dương hạm dẫn đầu đoàn. Tàu Nhật bắt đầu bắn vào Johnston và những vụ nổ liên tục khiến con tàu rung lắc dữ dội. Đáp trả lại không chút chần chừ, Evans cho Johnston "tăng tốc độ tối đa, bẻ lái sang trái". Johnston tiếp tục xả khói và chạy zigzag, và di chuyển với tốc độ tối đa tới đội hình tàu chiến Nhật Bản.
Lúc 07:15, Hagen tập trung hỏa lực vào chiếc tuần dương hạm dẫn đầu đội hình - chiếc Kumano. Liên tục khai hỏa những khẩu pháo 5-inch ở khoảng cách tối đa 19 km, Johnston ghi nhận nhiều pha bắn trúng vào hệ thống thượng tầng của Kumano, tạo ra nhiều đám cháy lớn trên tàu.
Lúc 07:16, Spague ra lệnh cho Trung tá William D. Thomas - chỉ huy đội khu trục hạm và hiện đang có mặt trên khu trục hạm Hoel, dẫn đầu đội hình khu trục hạm và tấn công. Ba tàu bao gồm: Hoel, Heermann và Samuel B. Roberts bắt đầu tách đội hình và tăng tốc tiếp cận mục tiêu để phóng ngư lôi.
Johnston tiếp tục các cuộc tấn công một mình, bắn hơn 200 viên đạn pháo và liên tục bẻ lái qua những đợt sóng mạnh, khiến người Nhật khó có thể bắn trúng được. Johnston bắt đầu phóng toàn bộ mười quả ngư lôi ở khoảng cách 900 m. Lúc 07:24, hai đến ba quả đã bắn trúng chiếc Kumano và thổi bay mất phần mũi tàu của nó. Vài phút sau, lúc 07:33, bốn quả ngư lôi sượt qua vị trí chiếc Kongō (Morisons cho rằng Kongō buộc phải bẻ lái về hướng Bắc để tránh loạt ngư lôi này, nhưng điều này không được đề cập trong báo cáo của Kongō sau trận đánh. Không rõ loạt ngư lôi đó là của Johnston hay là của Hoel). Tuần dương hạm Suzuya, vốn bị hư hại nặng sau các cuộc không kích và bị vô hiệu hóa khỏi trận đánh khi đang dừng lại giúp đỡ chiếc Kumano. Cuộc tấn công của Johnston đã khiến cho các chỉ huy người Nhật bối rối, họ vẫn đang nghĩ mình đang phải nghênh chiến với những chiếc tuần dương hạm của người Mỹ. Evans sau đó thay đổi lộ trình và dưới sự che chở của làn khói, mở rộng khoảng cách giữa tàu của ông và người Nhật.
Lúc 07:30, ba viên đạn pháo bắn từ thiết giáp hạm đâm xuyên qua sàn của Johnston xuống phòng máy, khiến tốc độ của con tàu giảm xuống còn một nửa, tức 31 km/h và làm vô hiệu hóa hệ thống điện của toàn bộ hệ thống pháo nằm ở đuôi tàu. Hagen báo cáo rằng đó là đạn 14-inch (356 mm) bắn từ thiết giáp hạm Kongō, từ khoảng cách 13 km. Nhưng đến nay không rõ phát đạn đó có phải là của Kongō hay không vì Kongō lúc đó ở vị trí rất xa so với đội hình của người Nhật và báo cáo của Kongō chỉ ra họ không thể khai hỏa vào bất cứ mục tiêu nào khi đi vào một cơn mưa lớn. Dựa vào khoảng cách và góc xuyên, có thể nói đó là đạn 18,1-inch (460 mm) bắn từ chiếc Yamato ở khoảng cách 18.574 km, và không lâu sau, Ba viên 6.1-inch (150 mm) từ Yamato đã bắn trúng đài chỉ huy chiếc Johnston, gây thương vong lớn và cướp đi vài ngón tay trái của Trung tá Evans. Con tàu bị hư hại rất nặng, thi thể của thủy thủ nằm la liệt dọc con tàu. Yamato sau này báo cáo họ đã đánh chìm một tuần dương hạm của kẻ thù (có thể là phóng đại) với pháo 18,1-inch lúc 07:27. Khu trục hạm Kishinami, đã hỗ trợ Yamato tấn công Johnston cùng thời gian đó, sau này cũng báo cáo Yamato đánh chìm một tuần dương hạm của kẻ thù lúc 07:28.
Tuy nhiên, Johnston không chìm ngay lập tức. Vốn đã sử dụng gần hết số nhiêu liệu trước trận đánh, nên lượng còn lại trong tàu không đủ để gây ra vụ nổ nghiêm trọng. Con tàu nhanh chóng ẩn mình trong một cơn mưa rào và thủy thủ đoàn đã tận dụng thời gian đó để khắc phục thiệt hại và khôi phục lại thành công hệ thống điện cho 2/3 tháp pháo ở đuôi tàu. Radar tìm kiếm của tàu đã bị bắn hỏng và rơi xuống sàn tàu trong một mớ hỗn độn, nên họ không thể làm gì được. Hệ thống radar dẫn bắn cũng bị hư hỏng nhưng nhanh chóng được sửa chữa và đưa vào hoạt động trở lại. Chỉ sau vài phút nấp trong cơn mưa, Johnston đã đưa radar dẫn bắn và phần lớn hệ thống pháo quay trở lại hoạt động. Từ trong cơn mưa, lúc 07:35, Johnston bắt đầu khai hỏa vào một khu trục hạm Nhật ở khoảng cách 9.1 km. Sau đó, họ chuyển mục tiêu sau một chiếc tuần dương hạm đang tiếp cận từ hướng đông, bắn thêm vài chục quả đạn nữa vào mục tiêu cách đó khoảng 10 km. Mục tiêu thứ hai không thể quan sát rõ bằng mắt thường và không được xác định được một cách rõ ràng, nên Johnston cho rằng đó là một "tuần dương hạm", nhưng thực chất đó là thiết giáp hạm Haruna.
Lúc 07:37, Trung tá Thomas ra lệnh bắt đầu tấn công bằng ngư lôi thông qua radio. Johnston và Heermann nhận được lệnh và bắt đầu nghênh chiến. Lúc Johnston đang mở rộng khoảng cách với hạm đội người Nhật, nó đi ngang qua đội hình xung kích dẫn đầu bởi khu trục hạm Hoel, vốn đã bị hư hại rất nặng. Evans cho Johnston quay đầu tiếp tục cuộc tấn công vừa rồi và hỗ trợ hỏa lực cho đội tàu của Thomas vào vị trí phóng ngư lôi. Johnston thu hẹp khoảng cách với chiếc tuần dương hạm hạng nặng dẫn đầu đoàn Nhật - Tone, khoảng 5,5 km và nổ súng. Dù đã mất đi Radar dẫn bắn SC, Johnston vẫn bắn trúng Tone nhiều viên đạn, dù không còn độ chính xác như trước.
Trong trận đánh, Evans đã dẫn dắt chiếc Johnston chiến đấu với những con tàu đối thủ to và có hỏa lực vượt trội hơn chính chiếc Johnston. Lúc 08:20, sau khi ẩn mình trong làn khói và cơn mưa mù, Johnston bất ngờ xuất hiện và nghênh chiến với một thiết giáp hạm 36,600 tấn lớp Kongō (có thể là Haruna, dựa theo báo cáo của con tàu về việc nghênh chiến với một chiếc khu trục hạm của người Mỹ trong cùng khoảng thời gian đó). Johnston bắn liên tiếp ít nhất 40 quả đạn pháo và hơn 15 viên được ghi nhận bắn trúng cấu trúc thượng tầng của Haruna, Johnston thay đổi lội trình di chuyển và biến mất trong làn khói, tránh việc bị pháo 14-inch của Haruna bắn trả. Lúc 08:26 và một lần nữa, lúc 08:30, Thomas yêu cầu một cuộc tấn công vào đội tuần dương hạm của kẻ thù đang di chuyển ở vị trí phía đông của đội mẫu hạm hộ tống. Johnston phản hồi lúc 08:30 và đổi hướng di chuyển về một chiếc tuần dương hạm đang liên tục nã pháo vào chiếc Gambier Bay, vốn đang rút chạy trong sự bất lực. Ở khoảng cách 5.5 km, Johnston bắn trả trong vòng 10 phút vào chiếc tuần dương hạm được vũ trang mạnh mẽ hơn rất nhiều lần (có thể là chiếc Haguro) và bắn trúng được nhiều phát đạn.
Lúc 08:40, một cuộc tấn công nữa của người Nhật mở màn: bảy khu trục hạm chia thành hai đội, nhanh chóng rút gọn khoảng cách với đội mẫu hạm chậm chạp của người Mỹ. Evans lập tức cho Johnston vòng lại để đánh chặn với ý định đi ngang qua đội hình người Nhật theo chiến thuật cắt ngang chữ T cổ điển. Evans cho khai hỏa về phía đội khu trục hạm Nhật và hai bên đấu pháo với nhau dữ dội. Nhận ra cái thế bất lợi của mình, chỉ huy đội khu trục hạm Nhật quyết định vòng lại và rút về phía tây. Ở khoảng cách khoảng 6.4 km, Hagen đã bắn trúng hơn 12 viên đạn vào chiếc khu trục hạm dẫn đầu đoàn trước khi nó rút lui, sau đó chuyển hướng bắn sang chiếc thứ hai trong đoàn, bắn trúng năm viên trước khi nó cũng rút lui theo đội hình. Kì lạ thay, cả đội hình tàu Nhật đã đổi hướng di chuyển về phía tây chỉ để tránh hỏa lực của chiếc Johnston. Họ sau đó phóng ngư lôi lúc 09:20 ở khoảng cách 9.6 km. Vài quả ngư lôi bị bắn nổ bởi những chiếc máy bay làm nhiệm vụ bảo vệ mẫu hạm, số còn lại không quả nào bắn trúng mục tiêu.
Cả tàu Nhật và người Mỹ sau đó đều rơi vào thế hỗn loạn. Làn khói dày đặc khiến tầm nhìn kém đến nỗi lúc 08:40, Johnston suýt chút nữa đâm phải chiếc Heermann khi đi cắt qua đội hình của Thomas, buộc chiếc Samuel B. Roberts phải bẻ lái mạnh để tránh cả hai chiếc. Gambier Bay và Hoel đều chìm khá nhanh chóng sau đó, nên việc lựa chọn mục tiêu để bắn đối với người Nhật không phải là quá khó khăn. Sau 09:00, khi Hoel và Samuel B. Roberts đều đã bị loại khỏi vòng chiến đấu, chiếc Johnston tàn tạ là một mục tiêu dễ dàng cho pháo thủ Nhật. Tuy vậy, con tàu vẫn bắn trả lại kiên cường với bốn tuần dương hạm và một số lượng lớn khu trục hạm của Nhật.
Johnston tiếp tục bị hỏa lực của người Nhật bắn cho kiệt quệ, vô hiệu hóa tháp pháo số 51 và cướp đi sinh mạng của vô số thủy thủ. Lúc 09:20, sau khi bị hất tung khỏi đài chỉ huy bởi một vụ nổ kho đạn, Evans tiếp tục việc chỉ huy ở phía đuôi tàu bằng việc hét lớn tới đội kĩ sư phòng máy thông qua một lỗ thủng trên sàn để thay đổi lộ trình của con tàu. Hỏa lực của Nhật sau đó bắn hỏng nốt động cơ còn lại, khiến Johnston chết đứng giữa biển lúc 09:40. Người Nhật tập trung vào chiếc Johnston nhiều đến mức quên đi cả những chiếc mẫu hạm đang rút chạy khỏi trận đánh. Johnston bị bắn hỏng nặng đến nỗi một thủy thủ sống sót sau này đã kể lại rằng "đội kiểm soát thiệt hại của chúng tôi không thể vá lại các lỗ thủng đủ nhanh để giữ cho con tàu tiếp tục nổi nữa."
Lúc 09:45, Trung tá Evans ra lệnh bỏ tàu. Johnston chìm 25 phút sau đó và đem theo sinh mạng của 186 thành viên của thủy thủ đoàn. Evans cũng bỏ tàu cùng người của ông và đó cũng là lần cuối cùng ông được nhìn thấy. Evans sau được truy tặng Huân chương Danh dự vì đã dũng cảm chỉ huy con tàu chiến đấu tới những giờ phút cuối cùng. Khi khu trục hạm Yukikaze đi ngang qua chỗ những người sống sót, Trung sĩ Clint Carter - chỉ huy khẩu đội pháo số 52 của Johnston, chỉ cách mạn phải của Yukikaze vài chục mét, ngạc nhiên vì những gì anh thấy sau đó "Có vẻ như toàn bộ thủy thủ của tàu đang đứng ở tư thế nghiêm, như kiểu trong đội hình duyệt binh vậy, và họ đứng chào chúng tôi." Khi chiếc Yukikaze đi qua, Carter thấy một người sĩ quan già, trong bộ quân phục chỉnh tề và gọn gàng, đứng chào bọn họ ở trên đài chỉ huy tàu. "Tôi có thể chắc một điều rằng", Carter sau này kể lại "..họ khâm phục con tàu kiên cường này...USS Johnston."  Một người thủy thủ đứng ở đuôi chiếc Yukikaze đã ném một vật gì đó về chỗ của Carter. Cái hộp đó quá to so với một quả lựu đạn và quá bé so với một quả bom chìm, đó là cà chua đóng hộp. Carter vồ lấy nó, kiểm tra và phát hiện rằng hộp này được đóng tại bang Arkansas. "Đã ba năm chiến tranh rồi [với người Mỹ] và họ vẫn ăn cà chua đóng hộp của người Mỹ."

#### USSSamuel B. Roberts

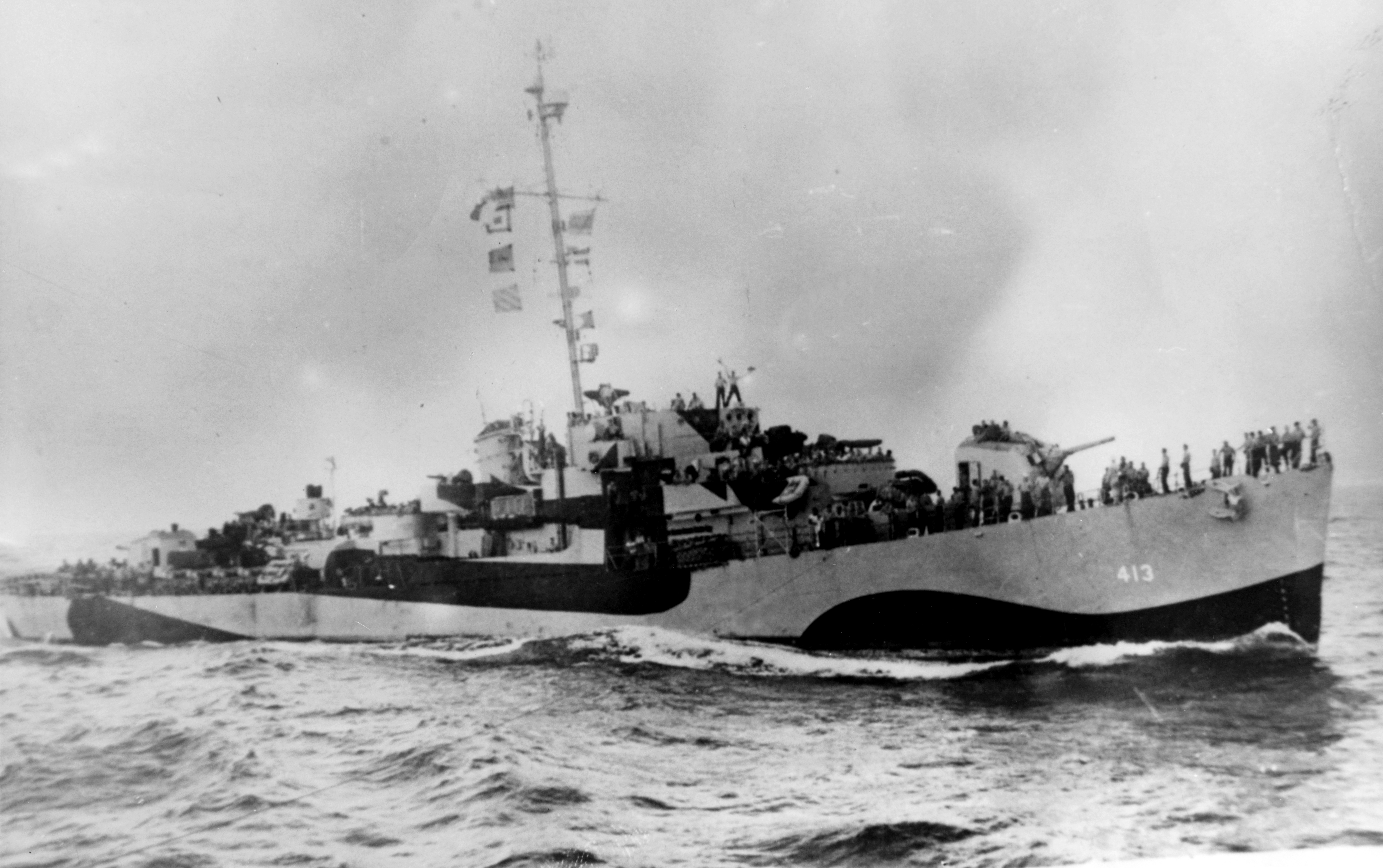
Khu trục hộ tống hạm USS Samuel B. Roberts (DE-413) tại biển Philippines, tháng 10 năm 1944.

Dù những chiếc khu trục hộ tống hạm được thiết kế khá nhỏ gọn, chỉ đủ để làm nhiệm vụ săn ngầm và bảo vệ các đoàn tàu vận tải chậm chạp, chúng vẫn được trang bị cấu hình vũ khí chống hạm tiêu chuẩn như ngư lôi và pháo 5-inch (127 mm). Samuel B. Roberts được coi là "khu trục hộ tống hạm chiến đấu như một thiết giáp hạm" trong trận đánh, đã chiến đấu với những chiếc tuần dương hạm (được thiết kế để chống chịu hỏa lực của pháo 5-inch). Lúc 07:40, Thiếu tá Robert W. Copeland dẫn dắt con tàu của ông tránh ra khỏi chiếc khu trục hạm Heermann, vốn đang tiến công vào đội hình tàu Nhật. Nhìn chiếc khu trục hạm đó, ông nhận ra con tàu của ông đang ở vị trí phù hợp để phóng ngư lôi vào các tuần dương hạm của kẻ thù. Qua hệ thống loa thông báo, ông nói "Đây sẽ là một cuộc chiến không cân sức mà cơ hội sống sót là điều không thể hi vọng được. Nhưng chúng ta sẽ gây thiệt hại cho kẻ thù nhiều nhất có thể." Dù không được lệnh tấn công từ Sprague, ông vẫn cho tàu tăng tốc tối đa và theo chiếc Heermann tấn công những chiếc tuần dương hạm của Nhật Bản.
Dưới sự bao phủ của khói từ những chiếc khu trục hạm, Sammy B thoát khỏi sự chú ý của người Nhật. Không muốn thu hút toàn bộ sự chú ý của người Nhật vào con tàu nhỏ bé của ông, Copeland liên tiếp từ chối lệnh nổ súng của Sĩ quan Hỏa lực - Đại úy Bill Burton. Copeland không muốn phung phí bất cứ viên đạn 5-inch nào, dù các mục tiêu đều trong tầm ngắm và có thể thấy rõ ràng, nhưng khoảng cách vẫn còn rất xa, và ông có ý định phóng ngư lôi ở khoảng cách 4.6 km. Burton liên tiếp yêu cầu nổ súng nhiều đến mức Copeland phải hét lên "Chết tiệt, anh Burton, tôi sẽ cho anh biết khi nào cần phải nổ súng."
Một viên đạn lạc, có thể xuất phát từ một khu trục hạm gần đó, đã bắn trúng cột buồm của Sammy B và vô hiệu hóa máy phóng ngư lôi lúc 08:00. Sau khi khôi phục lại máy phóng, ở khoảng cách 3,7 km, Sammy B phóng ngư lôi vào Chōkai mà không bị Chōkai bắn trả. Sau khi thay đổi lộ trình di chuyển, Sammy B biến mất trong làn khói. Hoa tiêu báo cáo rằng có ít nhất một quả ngư lôi đã bắn trúng, và khiến chiếc Chōkai thất tốc và dạt vào bên rìa của đội hình lúc 08:23.
Lúc 08:10, Sammy B đang ở rìa của đội mẫu hạm hộ tống. Qua làn khói và cơn mưa dày đặc, tuần dương hạm hạng nặng Chikuma xuất hiện, bắn toàn lực vào đội mẫu hạm. Copeland đổi hướng di chuyển và nói với Burton "Anh Burton, anh có thể nổ súng." Sammy B và Chikuma bắt đầu đấu pháo nhau và Chikuma phải sẻ hỏa lực của mình giữa các đội mẫu hạm và chiếc Sammy B. Bị ép vào khoảng cách gần và tốc độ bắn chậm, Chikuma gặp nhiều khó khăn trong việc bắn vào các con tàu nhỏ và nhanh nhẹn của đối phương (vào thời gian đầu của trận đánh, khi biết rằng Sammy B sẽ phải làm nhiệm vụ bảo vệ đội hộ tống khỏi các mối đe dọa của tàu mặt nước Nhật Bản, kĩ sư trưởng - Đại úy Herbert "Bill" Trowbridge đã cho toàn bộ máy chạy vượt công suất và quá mức an toàn cho phép, khiến Sammy B đạt được tốc độ khoảng 52 km/h).Sammy B không gặp khó khăn về vấn đề tốc độ bắn như Chikuma. Trong suốt 35 phút, ở khoảng cách 4,8 km, Sammy B đã bắn gần như toàn bộ cơ số đạn 5-inch (127 mm) trữ ở trên tàu vào chiếc Chikuma - hơn 600 viên đạn. Chikuma chịu hư hại nặng dọc con tàu. Hệ thống thượng tầng của tàu bị "biến dạng" sau khi trúng đủ các loại đạn liên tục, từ những viên xuyên giáp, đạn nổ mạnh, đạn cao xạ tới cả những viên pháo sáng, tạo đám cháy lớn trên con tàu. Đài chỉ huy của Chikuma gần như không còn, cháy lớn xuất hiện dọc hệ thống thượng tầng và tháp pháo số ba đã bị vô hiệu hóa.
Tuy vậy, Chikuma không ở đó một mình, và ngay sau đó, hàng loạt các cột nước đủ màu sắc bốc lên xung quanh chiếc Sammy B, tức là con tàu đang ở trong tầm bắn của Yamato, Nagato và Haruna. Để tránh các loạt đạn đó, Copeland cho tàu lùi hết tốc lực, tuy nhiên lúc đó con tàu đã trở thành 1 mục tiêu ngon lành cho tàu chiến Nhật. Lúc 08:51, con tàu trúng một loạt đạn từ tuần dương hạm của Nhật, làm hỏng một động cơ của tàu. Ở tốc độ 31 km/h, Sammy B bắt đầu trúng đạn liên tục hơn trước. Kongō bắn một loạt kết liễu chiếc Sammy B lúc 09:00, vô hiệu hóa nốt động cơ còn lại. Chết đứng giữa biển và chìm dần, sứ mệnh của Sammy B trong trận đánh đã kết thúc.
Hạ sĩ Pháo thủ Paul H. Carr là chỉ huy khẩu đội pháo 5-inch (127 mm) số 52 nằm ở đuôi tàu. Khẩu pháo này đã bắn gần như toàn bộ 325 viên đạn pháo trong vòng 35 phút trước khi một túi thuốc súng phát nổ vì sức nóng của khẩu pháo. Trung sĩ Chalmer Goheen - một thợ máy của tàu, đã tìm thấy Carr trong lúc đi tìm kiếm người sống sót thuộc khẩu đội pháo số 52. Goheen tìm thấy Carr trong bộ quần áo rách tươm và mang thương tích khắp người, và đang chật vật nạp nốt viên 5-inch cuối cùng vào khẩu pháo. Anh cầu xin Goheen giúp anh nạp nốt viên đạn nặng 54 pound đó, nhưng Goheen từ chối và bế Carr ra khỏi khẩu pháo. Carr được Goheen nhìn thấy lần cuối cùng khi đang bò lại về chỗ khẩu pháo trước khi gục cạnh viên đạn mà anh vẫn cố gắng hết sức mình để nạp vào. Carr được truy tặng Huân chương Sao Bạc và tên anh được đặt cho một con tàu frigate mang tên lửa lớp Oliver Hazard Perry để vinh danh anh.
Khu trục hộ tống hạm Raymond, Dennis và John C. Butler cũng phóng ngư lôi về phía tàu Nhật. Dù không quả ngư lôi nào được bắn trúng, nhưng chúng đã làm chậm đà truy đuổi của người Nhật. Dennis trúng đạn pháo bởi ít nhất hai tuần dương hạm của Nhật, và John C. Butler phải ngừng bắn sau khi dùng hết toàn bộ cơ số đạn sau một giờ nghênh chiến.

#### USSHoel

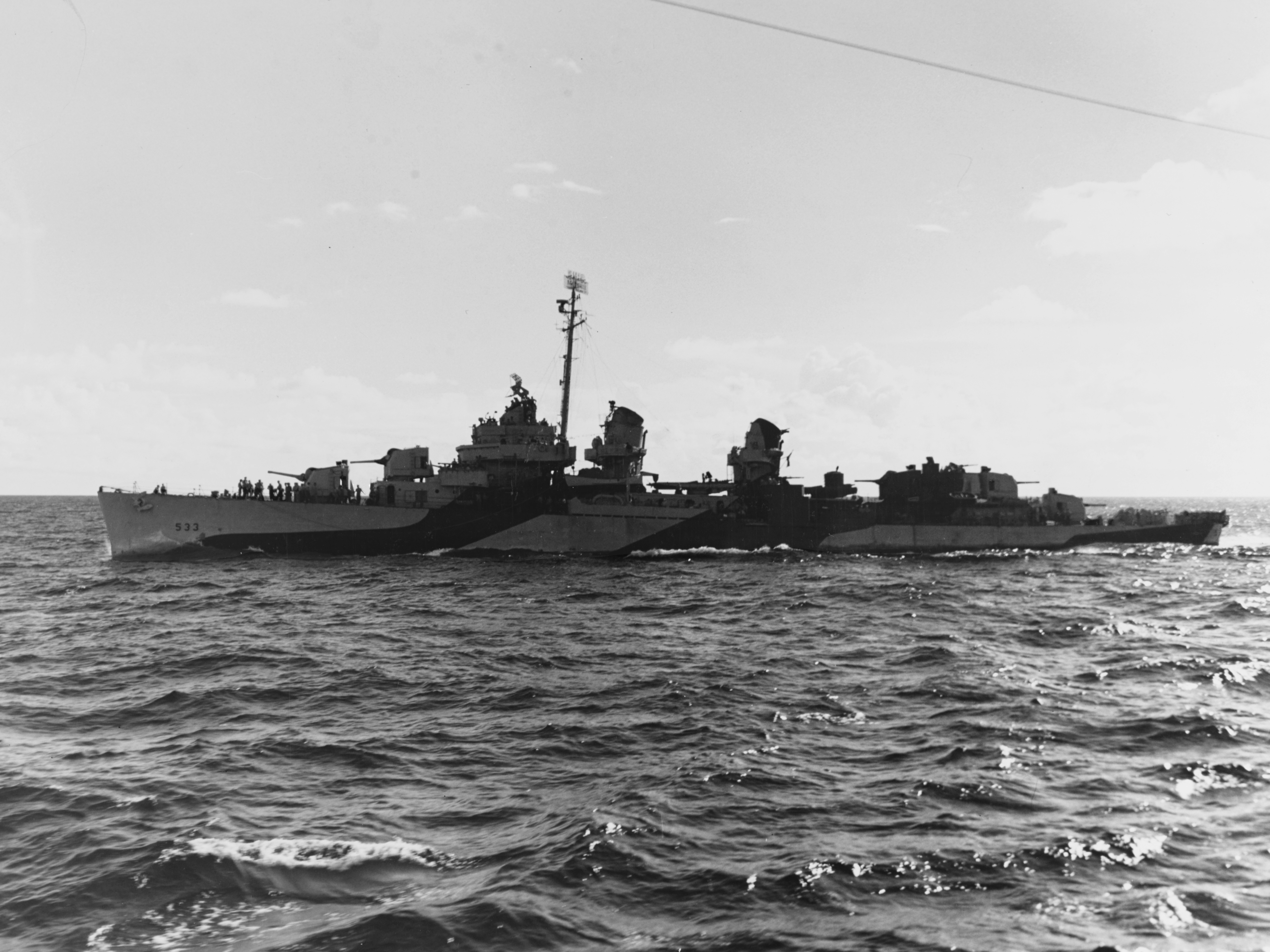
Khu trục hạm USS Hoel (DD-533) ở Nam Thái Bình Dương, ngày 10 tháng 8 năm 1944.

Khu trục hạm Hoel được chỉ huy bởi Trung tá Leon S. Kintberger, và là kỳ hạm của đội khu trục hạm và khu trục hộ tống hạm của Taffy 3. Ngay sau khi các cột nước xuất phát từ những viên đạn pháo Nhật bốc lên xung quanh các tàu của hạm đội, Hoel bắt đầu di chuyển zigzag và xả khói để bảo vệ đội mẫu hạm đang rút chạy. Khi Hoel thu hẹp khoảng cách với tàu Nhật tầm 16 km, Kintberger ra lệnh nổ súng, và ngay lập tức, mọi sự chú ý đều dồn vào con tàu này. Pháo 155 mm của Yamato bắn trúng một viên vào đài chỉ huy của Hoel ở khoảng cách 13 km, đánh sập toàn bộ hệ thống liên lạc của tàu, cướp đi sinh mạng của bốn thủy thủ và khiến Trung tá Kintberger và Sĩ quan chỉ huy đội khu trục hạm - Trung tá William Dow Thomas, bị thương.
Đô đốc Sprague sau đó lệnh cho Thomas tấn công tàu chiến Nhật bằng ngư lôi. Thomas sau đó cố gắng tập hợp được ba khu trục hạm dưới quyền của ông và "di chuyển theo đội hình và tiến công" lúc 07:40. Qua làn khói mù và các cơn mưa dày đặc, Hoel tiến thẳng về đội hình tàu chiến Nhật theo kiểu zig zag, theo đó bởi Heermann và Samuel B. Roberts. Cũng ẩn mình trong cơn mưa lúc đó, chiếc Johnston đang khai hỏa vào những con tàu chiến Nhật với sự trợ giúp của hệ thống radar dẫn bắn.
Kintberger nhanh chóng lựa chọn mục tiêu để tấn công khi khoảng cách giữa họ đang ngày càng thu hẹp. Trong Phòng Tác chiến (CIC), Thiếu tá Fred Green đề xuất lộ trình di chuyển để có thể đưa Hoel vào vị trí thuận lợi để tấn công chiếc "thiết giáp hạm" dẫn đầu đoàn (có thể là chiếc Kongō, hoặc tuần dương hạm Haguro). Không chút do dự, Kintberger cho Hoel tấn công. Và lộ trình đó đã dẫn họ đi thẳng vào giữa đội hình của Lực lượng Trung tâm.
Sĩ quan Hỏa lực - Đại úy Bill Sanders đã điều chỉnh hỏa lực liên tục của năm khẩu pháo 5-inch và ghi nhận nhiều viên bắn trúng, và đồng thời thu hút sự chú ý của một vài đội tàu chiến Nhật. Ngay sau đó, đạn pháo bắt đầu nổ xung quanh chiếc Hoel. Vào khoảng 07:27, ở khoảng cách 8,2 km, Hoel bắn một  nửa số lượng ngư lôi trên tàu và đổi hướng di chuyển. Không ai rõ được kết quả của loạt ngư lôi đó, nhưng nhiều báo cáo chỉ ra rằng loạt ngư lôi đã khiến chiếc Haguro phải bẻ lái mạnh và tụt lại phía sau chiếc Tone.
Sau khi phóng loạt ngư lôi đầu tiên, Hoel bị một loạt đạn bắn trúng, vô hiệu hóa toàn bộ hệ thống vũ khí chính ở đuôi tàu, vô hiệu hóa động cơ bên trái và hỏng hệ thống dẫn bắn Mark-37, radar FD và phòng lái ở đài chỉ huy. Con tàu thất tốc còn 17 knot và phải điều khiển chân vịt bằng tay. Kintberger nhận ra ông phải nhanh chóng phóng nốt toàn bộ số ngư lôi còn lại khi còn có thể.
Nhanh chóng tiến về phía tây nam sau loạt ngư lôi đầu tiên, Kintberger đổi hướng về phía tây và phóng loạt ngư lôi thứ hai vào một chiếc "tuần dương hạm hạng nặng" (có thể là Yamato hoặc Haruna, do tầm nhìn kém trong mưa nên cả hai bên đều không thể nhận biết rõ được mục tiêu) vào khoảng 07:50. Lúc này, thủy thủ đoàn được mãn nhãn bởi một loạt cột nước bốc lên xung quanh mục tiêu của họ. Những cột nước đó có thể xuất phát từ những quả bom ném trượt từ máy bay của Taffy 3. Báo cáo của Nhật có đề cập rằng loạt ngư lôi đó đã phóng về chiếc Yamato, khiến con tàu phải bẻ lái mạnh về bên trái để tránh ngư lôi và kết quả là buộc phải chạy về phía Nam đến khi những quả ngư lôi đó hết nhiên liệu, đẩy Kurita ra rìa của trận đánh và không thể nắm bắt được tình hình của đội tàu của ông.
Hoel, với tốc độ bị giảm xuống còn 17 knot, bị hư hại nặng và nhanh chóng bị tàu Nhật bao vây. Trong vài phút sau đó, hệ thống lái ở mũi tàu đã được khôi phục và Kintberger ra lệnh tiến về phía nam để hội quân với Taffy 3. Khi đang di chuyển zig-zag, con tàu khai hỏa về phía những mục tiêu gần nhất với hai khẩu pháo 5-inch còn lại. Cuối cùng, lúc 08:30, sau khi trúng hơn 40 viên đạn cỡ nòng từ 5-16-inch (127-406 mm), một viên 8-inch (203 mm) đã vô hiệu hóa động cơ cuối cùng của tàu. Với việc phòng máy nhanh chóng bị ngập nước và kho đạn số một bốc cháy dữ dội, con tàu dần nghiêng về bên trái và chìm dần về hướng đuôi tàu. Lệnh bỏ tàu được đưa ra lúc 08:40 và nhiều thủy thủ sống sót bơi ra xa khỏi con tàu.
Một chiếc tuần dương hạm hạng nặng và vài khu trục hạm của Nhật thu hẹp khoảng cách với Hoel chỉ còn 1,8 km. Trong 10 phút sau đó, hai bên liên tục khai hỏa vào nhau và họ bắn hư hại một chiếc tuần dương hạm lớp Tone. Khi đội khu trục hạm của Nhật tiếp cận ở khoảng cách 910 m, hai đội pháo lại chuyển hướng bắn về những mục tiêu đó. Người Nhật chỉ ngừng bắn lúc 08:55 khi Hoel lật úp hoàn toàn và chìm ở độ sâu 7,3 km, sau hơn 90 phút kịch chiến.
Hoel là con tàu đầu tiên của Taffy 3 bị bắn chìm, và chịu mức tổn thất về nhân mạng cao nhất toàn Taffy 3, chỉ 86 thành viên của thủy thủ đoàn sống sót, 253 sĩ quan và thủy thủ tử trận cùng con tàu. Trung tá Kintberger, sống sót qua trận đánh và sau này giải ngũ với quân hàm Chuẩn Đô đốc, đã miêu tả lại sự dũng cảm của Hoel trên một văn bia như sau: "Những chàng trai này hoàn toàn nhận thức được kết quả tất yếu của việc nghênh chiến với một hạm đội khổng lồ và hoàn toàn áp đảo mình, và họ đã tận tâm thực hiện mọi nghĩa vụ được giao phó tới những giờ phút cuối cùng của mình."

#### USSHeermann

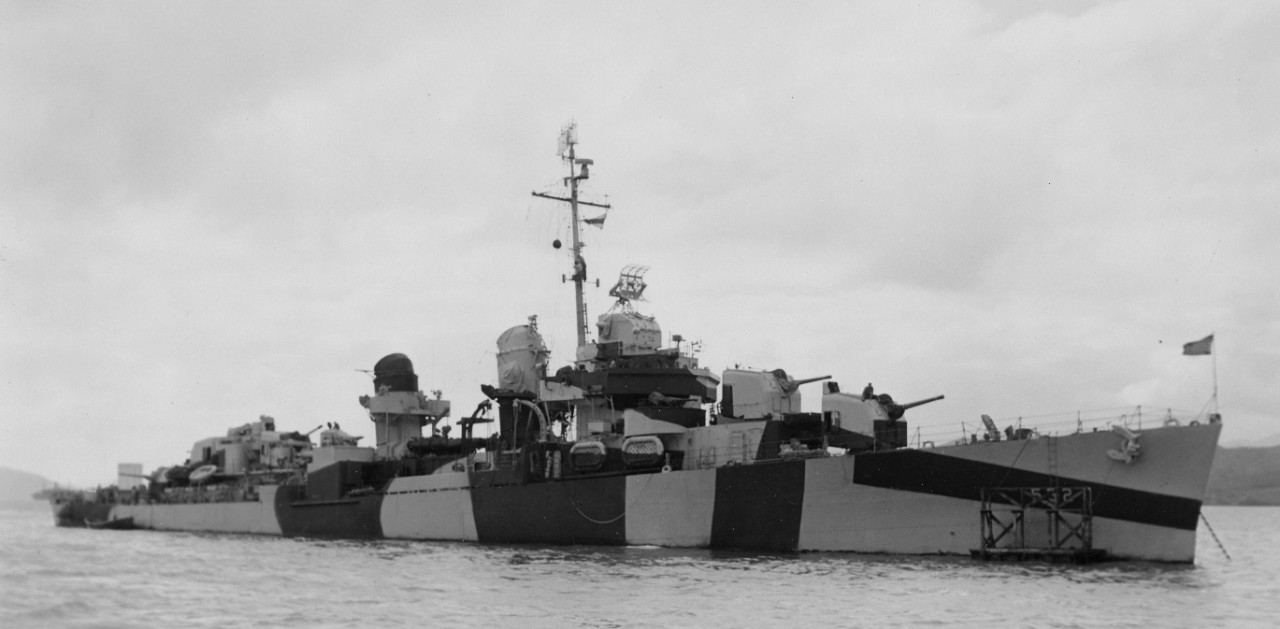
Khu trục hạm USS Heermann (DD-532) đang neo đậu tại Nouméa, tháng 8 năm 1944.

Heermann - chỉ huy bởi Trung tá Amos T. Hathaway - lúc đó đang rút chạy cùng đội hàng không mẫu hạm hộ tống. Lúc 07:37, Hathaway nhận được thông báo từ Thomas, lệnh cho Heermann dẫn đầu đội hình khu trục hạm tấn công tàu chiến Nhật. Heermann tăng tốc tối đa dưới sự che chở của khói và những cơn mưa dày đặc làm tầm nhìn xa chỉ còn khoảng 90 m, và hai lần phải bẻ lái khẩn cấp để tránh va chạm với 2 khu trục hạm khác trong đội hình, đầu tiên là Samuel B. Roberts và sau đó là Hoel lúc 07:49, khi con tàu đang cố gắng lên vị trí đầu đoàn để chuẩn bị phóng ngư lôi..
Lúc 07:50, Heermann tấn công tuần dương hạm Haguro với pháo 5-inch, cùng lúc đó, thủy thủ đoàn tích cực chuẩn bị một nửa số ngư lôi để chuẩn bị tấn công. Trong sự hỗn loạn, thủy thủ trực máy phóng ngư lôi số hai đã lỡ phóng thêm hai quả ngư lôi nữa sau khi máy số một đã phóng toàn bộ năm quả, trước khi được chỉ huy máy phóng cản lại. Sau khi phóng bảy quả ngư lôi, Heermann đổi hướng di chuyển để tấn công đội hình ba thiết giáp hạm đang nã pháo vào con tàu.
Hathaway ra lệnh khai hỏa vào thiết giáp hạm Haruna, con tàu dẫn đầu đoàn. Sau đó, ông thu hẹp khoảng cách lại còn khoảng bốn kilomét và phóng nốt ba quả ngư lôi còn lại. Haruna khéo léo né tất cả số ngư lôi đó, nhưng sử gia Samuel Eliot Morison cho rằng Yamato mới là mục tiêu của số ngư lôi đó, và khiến con tàu phải bẻ lái về hướng bắc suốt 10 phút để né số ngư lôi đó, trong khi đó Lundgren, dựa trên báo cáo của người Nhật và Mỹ trong trận đánh, khẳng định số ngư lôi đó xuất phát từ loạt phóng thứ hai của Hoel lúc 07:53. Dù gì đi chăng nữa, Kurita và con tàu mạnh mẽ nhất hạm đội Nhật lúc đó đã bị đưa ra rìa của trận đánh. Người Nhật giờ đã mất thế chủ động và bị chững lại trước hàng phòng ngự kiên cường của người Mỹ.
Lúc 08:03, tin rằng một quả ngư lôi đã bắn trúng chiếc thiết giáp hạm, Hathaway đổi hướng di chuyển và quay về đội mẫu hạm, di chuyển theo kiểu zigzag và xả khói che mắt người Nhật. Heermann, vẫn hoàn toàn nguyên vẹn lúc đó, liên tục khai hỏa trong làn khói và mưa vào những mục tiêu lân cận. Sau đó con tàu bị nã pháo dữ dội, Heermann bắt đầu đấu pháo với thiết giáp hạm Nagato, khi những viên đạn pháo của Nagato rơi ngày một gần chiếc Heermann. Trong khoảng thời gian từ lúc 08:08 tới 08:25, Heermann hoàn toàn nằm trong tầm bắn của đội khu trục hạm Nhật, trước khi cả hai bị màn khói che mắt. Tuy vậy, không con tàu nào ở hai bên khai hỏa vào nhau, vì họ đều có những mục tiêu quan trọng hơn.
Lúc 08:26, Trung tá Thomas yêu cầu thu hút hỏa lực của những chiếc tuần dương hạm Nhật, đồng thời bắn hỗ trợ cho những chiếc CVE đang rút lui về phía đông. Hathaway đồng ý nhưng phải di chuyển lách qua đội hình mẫu hạm và đội hộ tống. Di chuyển với tốc độ tối đa, Heermann, một lần nữa, suýt đâm phải hai con tàu bạn, lần này là chiếc Fanshaw Bay và Johnston.
Heermann nhanh chóng tiếp cận chiếc Gambier Bay, đang bị hư hại rất nặng bởi những viên đạn pháo bắn ra ở khoảng cách rất gần. Ở khoảng cách 11 km, Heermann giao chiến với Chikuma để hút hỏa lực đang nhắm vào chiếc Gambier Bay sang mình. Chikuma giờ phơi mình giữa hỏa lực của chiếc Heermann và Samuel B. Roberts và trúng liên tiếp nhiều phát đạn. Cùng lúc đó, Heermann bị nã đạn bởi một hạm đội Nhật Bản. Các cột nước màu đỏ, vàng và xanh lá bốc lên chứng tỏ nó xuất phát từ thiết giáp hạm Kongō và Haruna. Nhiều cột nước không màu cũng bốc lên, có khả năng xuất phát từ những chiếc tuần dương hạm được dẫn đầu bởi chiếc Chikuma. Lúc 08:45, Heermann trúng một viên đạn pháo vào khu vực phòng lái, cướp đi sinh mạng của ba thủy thủ và làm thương nặng một người nữa. Tám viên đạn nữa bắn trúng chiếc Heermann và gây ngập nước ở khu vực khoang trước tàu, ngập sâu đến mức chốt giữ mỏ neo bị hỏng và khiến nó bị kéo lê trên mặt nước, đồng thời một tháp pháo 5-inch cũng bị vô hiệu hóa.
Lúc 08:50, máy bay từ Phi đội Tổng hợp số 10 (VC-10) xuất hiện. Họ bắt liên lạc được với Taffy 3 và được Taffy 3 chỉ dẫn bay về hướng đông thông qua kênh liên lạc VHF. Lúc 08:53, Chikuma và bốn tuần dương hạm bị máy bay Mỹ tấn công. Lúc 09:02, sau khi bị tấn công tứ phía bởi Heermann, Samuel B. Roberts và bom, ngư lôi, súng máy từ các đội bay xuất phát từ mẫu hạm, Chikuma rút lui khỏi trận đánh nhưng chìm không lâu sau đó.
Lúc 09:07, Tone đấu pháo ác liệt với Heermann tới khi phải vòng lại rút lui lúc 09:10. Lúc 09:17, Sprague lệnh cho Hathaway xả khói ở bên trái đội hình mẫu hạm hộ tống, và lúc 09:30, họ tập hợp lại thành đội hình bình thường và di chuyển về hướng nam.
Tin rằng mình đang phải đối đầu với lực lượng hùng mạnh hơn rất nhiều do sự phản kháng dữ dội của người Mỹ. Kurita ra lệnh ngừng bắn lúc 09:00 và đưa hạm đội về điểm hẹn ở phía bắc. Trong sự bất ngờ của người Mỹ, người Nhật bắt đầu triệt thoái và rút lui khỏi trận đánh.
Dù chịu thiệt hại rất nghiêm trọng, Heermann là con tàu duy nhất trong đội hình tấn công còn sống sót.

### Rút chạy về phía nam

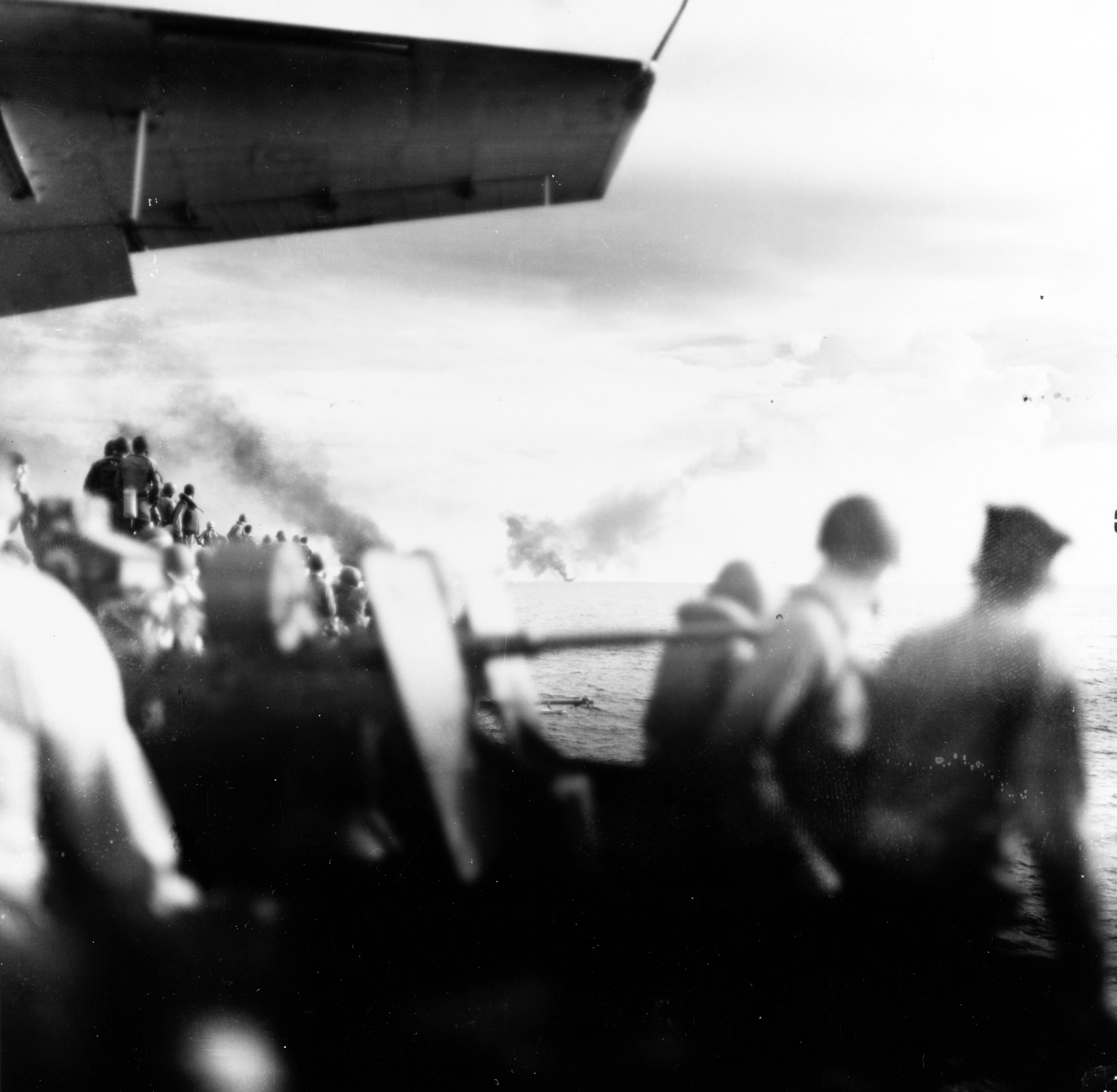
Hàng không mẫu hạm hộ tống USS Gambier Bay (CVE-73) bốc cháy dữ dội bởi hải pháo Nhật sau khi bị tụt lại phía sau đội hình. Ảnh chụp từ mẫu hạm hộ tống USS Kalanin Bay (CVE-68)

Trong lúc được một cơn mưa rào che mắt tầm bắn của người Nhật, Đô đốc Sprague đứng trước nhiều sự lựa chọn khó khăn. Di chuyển về hướng Đông sẽ kéo tàu địch tới quá gần Eo Biển San Bernardino và sẽ khó nhận được sự hỗ trợ từ lực lượng của Đô đốc Oldendorf ở phía nam, và Kurita đang chuẩn bị vào vị trí thuận lợi để tấn công tàu của ông. Cuối cùng lúc 07:30, Sprague ra lệnh thay đổi lộ trình, đầu tiên họ sẽ di chuyển về hướng đông nam và sau đó về hướng nam, và lệnh cho đội mẫu hạm hộ tống phóng toàn bộ máy bay phóng lôi để bảo vệ đội tàu thoát ra khỏi cơn mưa. Đó là một quyết định rất mạo hiểm của Sprague bởi vì nó sẽ cho Kurita cơ hội di chuyển vào hướng rẽ của Sprague và cắt thẳng qua đội tàu của ông.
Tuy nhiên, Kurita đã để lỡ mất cơ hội đó và đội tàu của ông phải đuổi theo hướng rẽ Taffy 3. Mệnh lệnh trước đó của Kurita về việc đưa đội khu trục hạm về rìa đội hình đã khiến đội tàu đó lỡ mất cơ hộ chặn lại đà rẽ của Taffy 3. Các mẫu hạm hộ tống của Taffy 3 nhanh chóng rẽ về hướng nam và rút lui trong làn đạn pháo của Nhật với tốc độ tối đa là 32.4 km/h. Sáu mẫu hạm này bẻ lái liên tục ra và vào những cơn mưa rào và nhiều lúc đi ngược hướng gió để cố gắng phóng toàn bộ số máy bay còn lại trên tàu.
Một giờ sau đó, người Nhật nhanh chóng thu hẹp khoảng cách với đội mẫu hạm còn khoảng 16 km. Việc những chiếc mẫu hạm hộ tống này di chuyển và né toàn bộ đạn pháo khéo léo đến mức khiến người Nhật càng tin hơn vào việc họ đang truy đuổi một đội mẫu hạm chủ lực. Những làn khói đen và trắng dày đặc do người Mỹ tạo ra khiến việc quan sát của người Nhật càng thêm khó khăn. Lúc 08:00, Sprague ra lệnh cho các mẫu hạm "khai hỏa các khẩu pháo 5-inch nếu mục tiêu ở trong tầm bắn." Cuộc truy đuổi này cũng tạo thuận lợi cho những chiếc mẫu hạm hộ tống của người Mỹ khi khẩu pháo chống hạm duy nhất của họ - pháo 5-inch (127 mm) điều khiển thủ công, được đặt ở đuôi tàu, dù chúng chỉ được trang bị đạn phòng không. Hỏa lực pháo từ những chiếc CVE này đã gây nhiều thiệt hại cho tàu Nhật và góp phần đánh chìm chiếc Chōkai. Khi các pháo thủ cao xạ phải quan sát một cách bất lực mà không giúp được gì, một sĩ quan đã hét lên để động viên họ "các cậu cứ đợi một chút nữa thôi, chúng ta sẽ cho chúng nó nếm mùi khi chúng đi vào tầm bắn của pháo 40 mm."

### Hàng không mẫu hạm hộ tống bị tấn công
Trong cuộc rút chạy về phía đông, các mẫu hạm hộ tống bị pháo kích dữ dội nhưng không chịu thiệt hại đáng kể do đạn rơi khá xa so với vị trí của họ. Lúc 08:05, Kalinin Bay trúng một viên đạn pháo 8-inch (200 mm) và các mẫu hạm bắt đầu bị pháo kích dữ dội. Tuy nhiên, người Nhật lúc đó đang sử dụng đan xuyên giáp (AP), nên phần lớn số đạn bay xuyên qua con tàu mà không phát nổ. Dù những CVE này thường được gọi là "Dễ cháy, dễ bị động và ít giá trị" (Combustible, Vulnerable, Expendable), nhưng chúng vẫn tỏ ra cực kì chủ động trong những loạt pháo đầu tiên của người Nhật và có khả năng chống chịu đạn pháo và bắn hạ những chiếc Thần Phong khá tốt.

#### USSWhite Plains

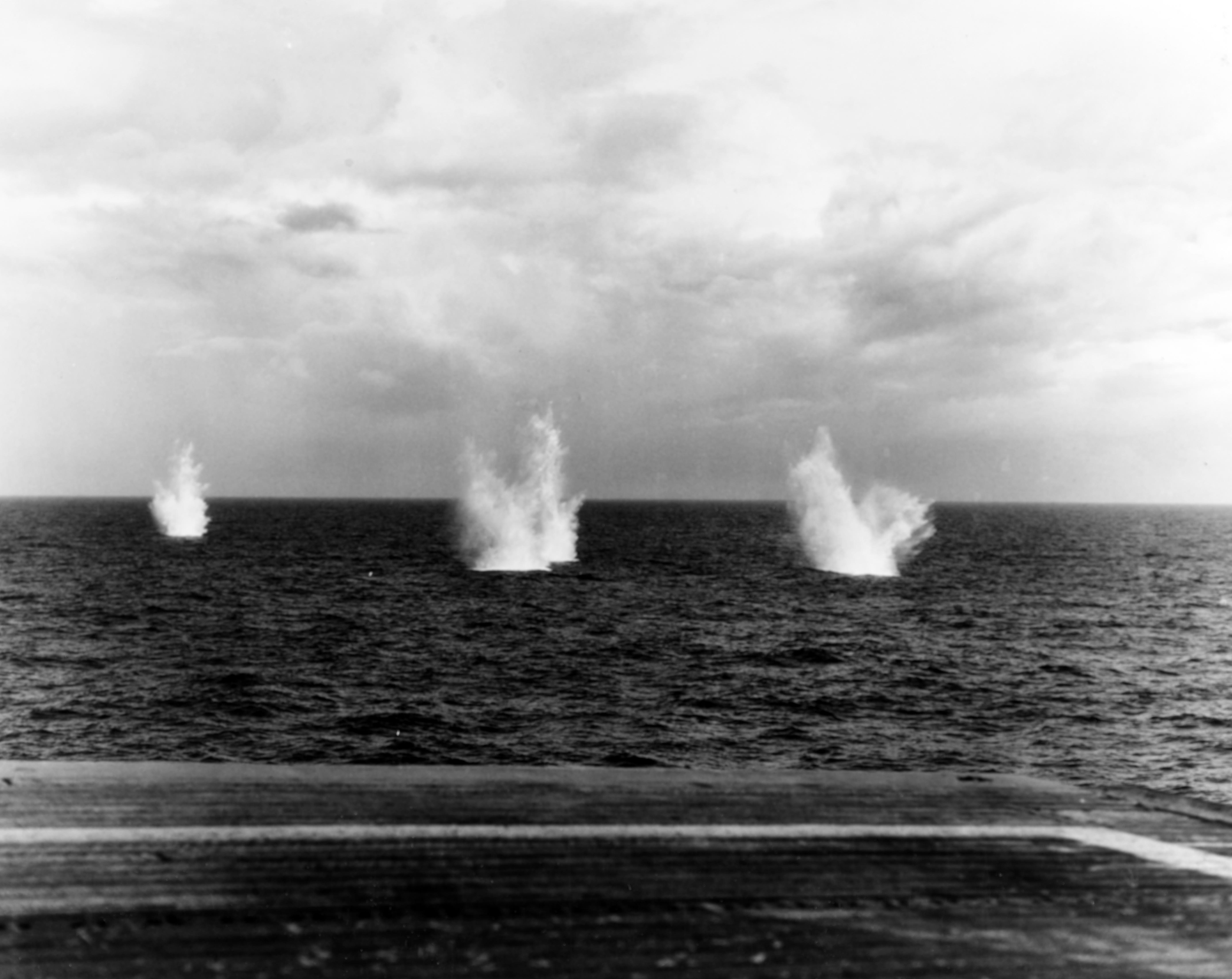
Những cột nước, gây ra bởi đạn pháo của tàu chiến Nhật, bốc lên gần khu vực hàng không mẫu hạm hộ tống USS Whtie Plain (CVE-66), Samar, 25 tháng 10 năm 1944.

Khi Yamato khai hỏa lúc 06:59 ở khoảng cách ước tình tầm 32 km, White Plains chính là mục tiêu của loạt đạn đầu tiên đó. Loạt pháo thứ ba của Yamato rơi sát chiếc White Plains lúc 07:04. một viên từ loạt đạn này phát nổ ngay dưới lườn con tàu, gần khoang số 142 và phòng máy đặt ở bên phải đuôi tàu. Dù không trúng viên đạn trực diện, nhưng vụ nổ đã làm hư hại nặng thân con tàu, chập hệ thống máy ở bên phải và đánh sập phần lớn hệ thống liên lạc của tàu. Đội kiểm soát thiệt hại đã nhanh chóng khôi phục động cơ và hệ thống liên lạc trong vòng ba phút, cố gắng duy trì tốc độ để bắt kịp với đội hình bằng việc tăng công suất máy ở phòng máy bên trái tàu. Màn khói đen bốc ra dữ dội từ những vụ nổ gây ra bởi đạn pháo đó đã khiến Yamato (và Nagato, cũng khai hỏa dàn pháo chính vào chiếc White Plains lúc đó) tin là họ đã bắn trúng mục tiêu và nhanh chóng chuyển sang mục tiêu khác. Việc thay đổi lộ trình về hướng nam đã đưa chiếc White Plains vào vị trí đầu đội hình và đã giúp họ thoát khỏi tầm bắn của người Nhật tới lúc trận đánh kết thúc.
Cũng trong trận đánh này, khẩu đội pháo 5-inch (127 mm) của White Plains đã ghi nhận bắn trúng sáu viên đạn pháo vào tuần dương hạm Chōkai, khiến con tàu bị hư hại trước khi bị trúng bom của máy bay Mỹ không lâu sau đó.

#### USSGambier Bay

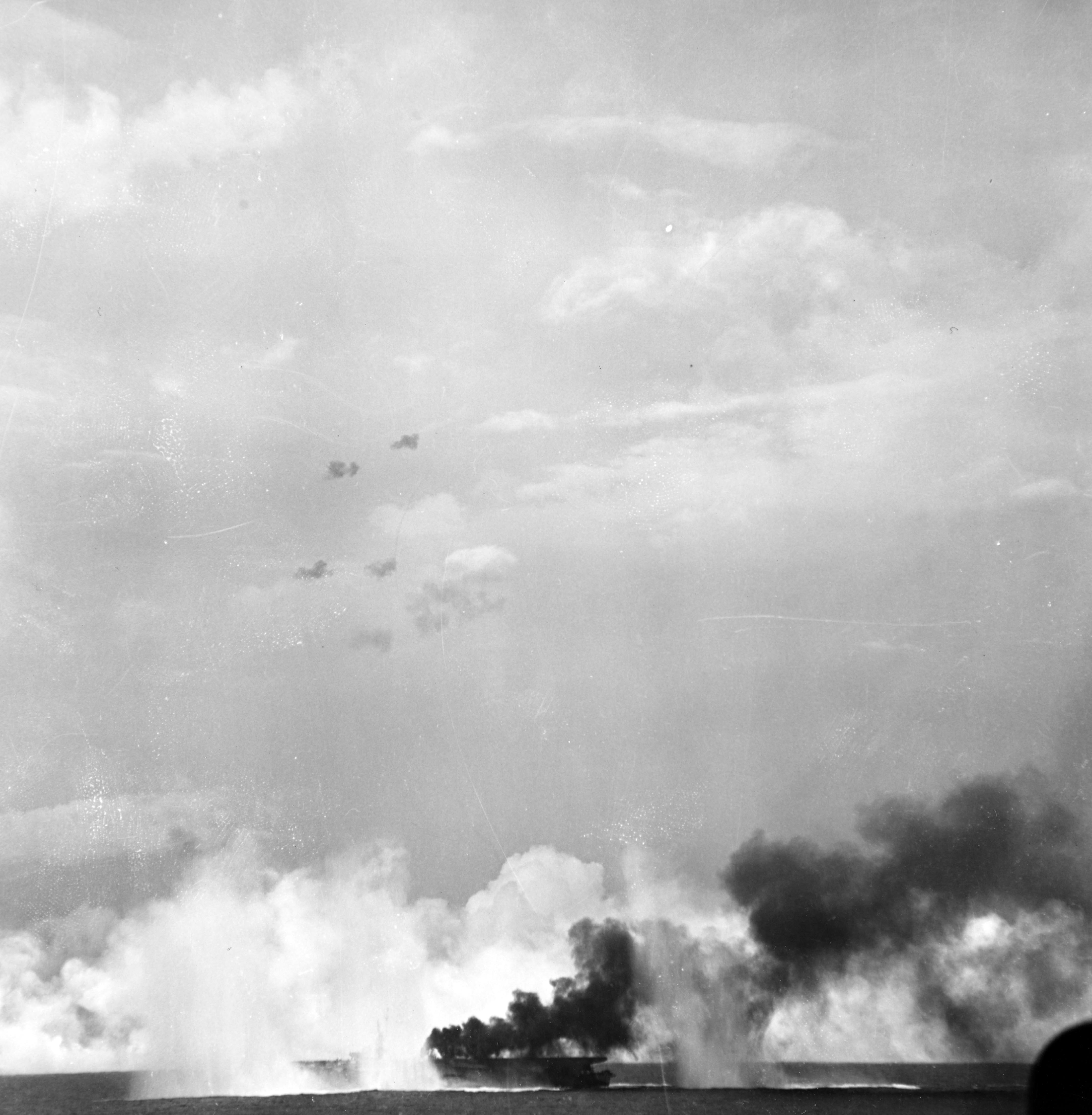
Hàng không mẫu hạm hộ tống USS Gambier Bay đang bị pháo kích bởi tàu chiến Nhật Bản.

Gambier Bay, vì là mẫu hạm gần với hạm đội của Kurita nhất, nên đã thu hút sự chú ý và nhanh chóng trở thành mục tiêu của phần lớn tàu chiến Nhật. Lúc 08:10, Chikuma thu hẹp khoảng cách còn 9.3 km và ghi nhận nhiều pha bắn trúng lên sàn bay chiếc Gambier Bay, dù phần lớn số đạn đều xuyên thẳng qua lớp giáp mỏng của tàu. Sau những pha bắn trúng không hiệu quả đó, các tàu chiến Nhật cho nạp lại đạn pháo nổ mạnh (HE) và những phát đạn sau đó đã đánh dấu cái kết cho chiếc Gambier Bay. Lúc 08:20, Gambier Bay bị hư hại khá nặng và một viên đạn pháo xuyên thẳng qua tàu, dù không phát nổ, nhưng đã khiến ngập nặng phòng máy ở trước tàu. Con tàu nhanh chóng bị thất tốc và sau đó chết đứng giữa biển. Trong khi phần lớn báo cáo của người Mỹ nói rằng viên đạn này xuất phát từ chiếc Chikuma thì báo cáo của người Nhật chỉ ra rằng đó có thể xuất phát từ chiếc thiết giáp hạm Yamato hoặc Kongō. Dù cả hai chiếc đều nhận họ đã bắn trúng một mẫu hạm trong cùng thời gian này, nhưng phát đạn đó được tin là của Yamato vì con tàu có vị trí gần chiếc Gambier Bay hơn và có góc bắn tốt hơn Kongō.
Ba tuần dương hạm của người Nhật nhanh chóng áp sát và khai hỏa ở khoảng cách cực gần. Trong lúc đó, những chiếc khu trục hạm, như Johnston, thì đang cố gắng thu hút sự chú ý của ba chiếc tuần dương hạm trong tuyệt vọng để cứu chiếc Gambier Bay, nhưng thất bại. Lửa bốc lên dữ dội từ con tàu tàn nua này. Gambier Bay lật úp lúc 09:07 và biến mất khỏi mặt biển lúc 09:11. Hơn 800 người sống sót và phần lớn họ được những đội tàu tuần tra từ vịnh Leyte cứu sống sau hai ngày trôi dạt trên biển. Gambier Bay là hàng không mẫu hạm hộ tống duy nhất của Hải quân Hoa Kỳ bị đánh chìm bởi hỏa lực hải pháo của kẻ thù trong Thế chiến II.

#### USSSt. Lo

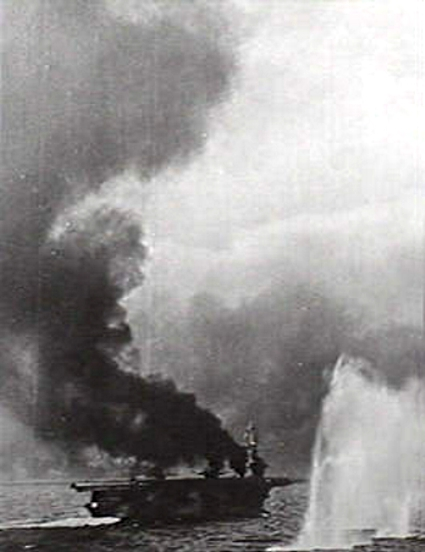
Hàng không mẫu hạm hộ tống USS St. Lo (CVE-63) xả khói trong trận Samar, ngày 25 tháng 11 năm 1944

Dù bị nã pháo dữ dội trong lúc rút chạy về phía đông, St. Lo vẫn lành lặn và không chịu bất cứ thiệt hại nghiêm trọng nào trong lúc đó. Lúc 07:38, đội tuần dương hạm Nhật áp sát mạn trái của St. Lo ở khoảng cách 13 km. St. Lo bắn trả dữ dội bằng khẩu pháo 5-inch (127 mm) duy nhất của mình, và báo cáo bắn trúng ít nhất ba viên đạn vào một chiếc tuần dương hạm lớp Tone. Lúc 10:00, con tàu phóng một chiếc Avenger được trang bị ngư lôi để tấn công cùng 1 đội bay phóng từ chiếc Kitkun Bay lúc 10:13. Lúc 10:51, Đại úy Yukio Seki, chỉ huy đội bay Shikishima, đã đâm chiếc A6M Zero của anh vào phía cuối sàn bay chiếc St. Lo, tạo ra một vụ nổ khủng khiếp và khiến lửa lan khắp khoang chứa máy bay. Sau mọi nỗ lực cứu tàu bất thành, Đại tá Francis J. McKenna ra lệnh bỏ tàu lúc 11:00. St. Lo lật úp và chìm lúc 11:25, đem theo sinh mạng của 114 thành viên thủy thủ đoàn.

#### USSKalinin Bay
Vì là chiếc di chuyển ở cuối đội hình sau khi Đô đốc Sprague cho đổi hướng về phía nam, Kalinin Bay nhanh chóng bị vây quanh bởi đạn pháo của người Nhật. Mặc dù được làn khói, một trận mưa rào che chở và các đợt phản công của đội khu trục hạm để thu hút sự chú ý của kẻ thù, con tàu trúng phát đạn trực diện đầu tiên, trong tổng số 15 phát đạn ngày hôm đó, lúc 07:50. Hỏa lực từ thiết giáp hạm Nhật đã bắn trúng mạn phải của khoang chứa máy bay, ngay phía sau thang máy số một.
Lúc 08:00, tuần dương hạm Nhật (Tone và Haguro) xuất hiện ở bên trái đuôi tàu và thu hẹp khoảng cách còn 16 km. Kalinin Bay đáp trả dữ dội bằng một loạt pháo 5-inch (127 mm). Con tàu tiếp tục trúng ba viên đạn 8-inch (200 mm) trong vòng vài phút sau đó. Lúc 08:25, khẩu pháo 5-inch (127 mm) duy nhất của tàu đã bắn trúng một viên đạn vào tháp pháo số hai của một tuần dương hạm lớp Myōkō ở khoảng cách 15 km, và tiếp tục bắn trúng một viên nữa, khiến con tàu phải quay đầu và tạm thời rút lui khỏi đội hình.
Lúc 08:30, năm khu trục hạm Nhật Bản xuất hiện ở phía cuối chân trời, áp sát mạn phải của Kalinin Bay và nổ súng ở khoảng cách 13,3 km. Trong khi đội khu trục hạm của Taffy 3 đang giao tranh với những chiếc tuần dương hạm Nhật và cố gắng xả khói che tầm nhìn pháo thủ Nhật khỏi đội mẫu hạm. Kalinin Bay chuyển mục tiêu và giao tranh với Hải đội Khu trục hạm số 10 trong suốt một giờ tiếp theo. Không khu trục hạm bắn trúng chiếc Kalinin Bay, nhưng Kalinin Bay vẫn trúng hơn mười viên đạn 8-inch (200 mm) từ những chiếc tuần dương hạm. Một viên đạn bắn xuyên qua sàn bay và rơi thẳng vào phòng liên lạc, phá huỷ toàn bộ hệ thống máy radar và radio. Phần lớn những viên đạn được ghi nhận bắn trúng Kalinin Bay sau 08:45, khi Tone và Haguro cách Kalinin Bay khoảng 9,2 km.
Vào lúc 09:15, một chiếc Avenger của St. Lo - được điều khiển bởi Trung úy Leonard "Tex" Waldrop, đã bắn nổ hai quả ngư lôi đang phóng về chiếc Kalinin Bay ở khoảng cách 91 m. Một quả ngư lôi nữa bị pháo 5-inch (127 mm) của tàu bắn gần trúng và vụ nổ đã làm chệch hướng di chuyển của nó. Lúc 09:30, khi hỏa lực của Nhật dần rời rạc và bắt đầu rút lui, Kalinin Bay đã bắn trúng một viên trực diện vào một chiếc khu trục hạm. Năm phút sau đó, con tàu ngừng bắn và rút về phía nam với những gì còn lại của Taffy 3.
Khoảng 10:50, Taffy 3 bị không kích dữ dội. Trong suốt 40 phút đó, toàn bộ đội mẫu hạm, ngoại trừ chiếc Fanshaw Bay, đều bị hư hại bởi các cuộc tấn công cảm tử của phi công Nhật. Bốn chiếc máy bay lao về phía đuôi và mạn trái của Kalinin Bay. Hai chiếc bị bắn hạ, nhưng chiếc thứ ba khéo léo luồn lách qua làn đạn cao xạ và đâm vào mạn phải của Kalinin Bay, và cú đâm của chiếc thứ bốn đã phá hủy toàn bộ phần đuôi tàu. Kalinin Bay chịu thiệt hại rất nặng với 60 thương vong, bao gồm năm người tử trận. 13 viên đạn và hai viên đạn cỡ nòng to hơn được ghi nhận bắn trúng tàu. Hai viên đạn suýt trúng đã phát nổ ngay dưới thân con tàu, đã làm hư hỏng đáng kể lườn của Kalinin Bay.

#### USSKitkun Bay

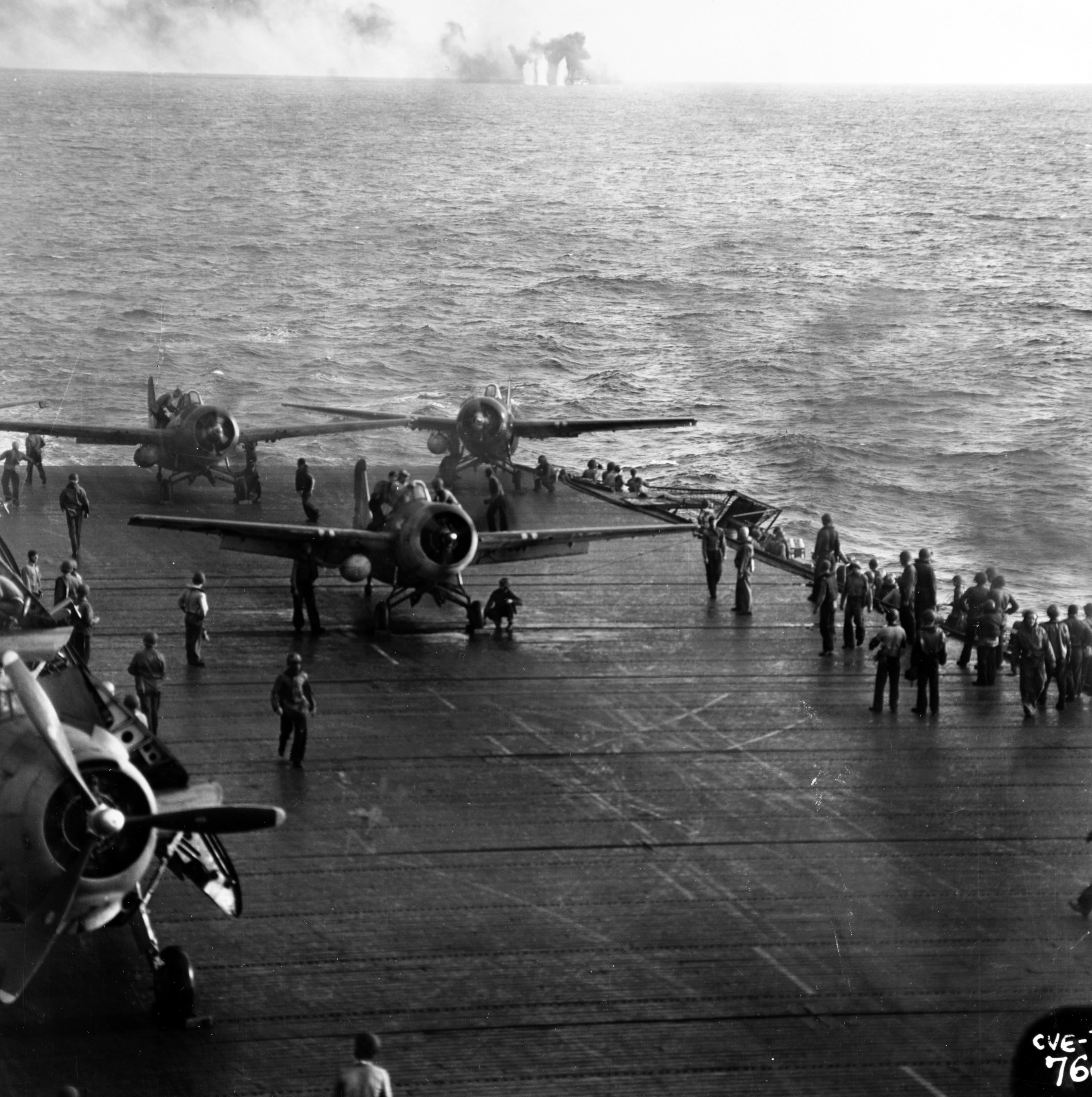
Hàng không mẫu hạm hộ tống USS Kitkun Bay (CVE-71) đang chuẩn bị phóng máy bay để tấn công hạm đội của Kurita. Mẫu hạm hộ tống đang bị pháo kích phía sau là chiếc White Plains.

Vì là chiếc ở rìa đội hình mẫu hạm khi đang rút chạy về phía đông, cùng với White Plains, Kitkun Bay cũng trở thành mục tiêu bị pháo kích của tàu chiến Nhật, nhưng may mắn không trúng một viên đạn pháo nào của họ. Kitkun Bay sau đó trở thành chiếc dẫn đầu đoàn khi đội hình mẫu hạm chuyển hướng về phía nam và tránh được những thiệt hại nghiêm trọng. Lúc 10:13. con tàu phóng năm chiếc Avengers (bốn chiếc trang bị ngư lôi và một chiếc trang bị bom) để tấn công hạm đội đang rút lui của người Nhật. Năm chiếc này, cùng với một chiếc Avenger khác của St. Lo, đã tấn công Yamato lúc 10:35 nhưng không gây ra thiệt hại đáng kể nào. Kitkun Bay sau đó cũng bị tấn công bởi những chiếc máy bay cảm tử kamikaze lúc 11:08, hỏa lực cao xạ hiệu quả của Kitkun Bay (và với sự trợ giúp của Fanshaw Bay) đã giúp con tàu thoát khỏi những vụ tấn công tự sát và biến cô thành chiếc mẫu hạm hộ tống duy nhất trong toàn bộ đội mẫu hạm của Sprague sống sót lành lặn qua trận đánh.

#### USSFanshaw Bay
Dù là mục tiêu của hai thiết giáp hạm Kongō và Haruna trong giờ đầu tiên của trận đánh, nhưng Fanshaw Bay - kì hạm của Đô đốc Sprague vẫn tránh được những thiệt hại nghiêm trọng khi đang rút về phía đông và là chiếc ở rìa đội hình, đối diện với chiếc Gambier Bay bên kia đội hình khi đang rút về phía nam. Khi hạm đội bị tấn công ác liệt bởi những tốp máy bay cảm tử, Fanshaw Bay suýt bị một chiếc đâm trực diện vào mạn phải con tàu, giúp bắn hạ một chiếc đang cố gắng lao vào Kitkun Bay và hỗ trợ việc hạ cánh cho những chiếc máy bay từ những mẫu hạm bị hư hại hoặc bị bắn chìm. Fanshaw Bay chịu mức thương vong bốn thủy thủ tử trận và bốn thủy thủ bị thương trong suốt trận đánh.

### Thiết giáp hạmYamato

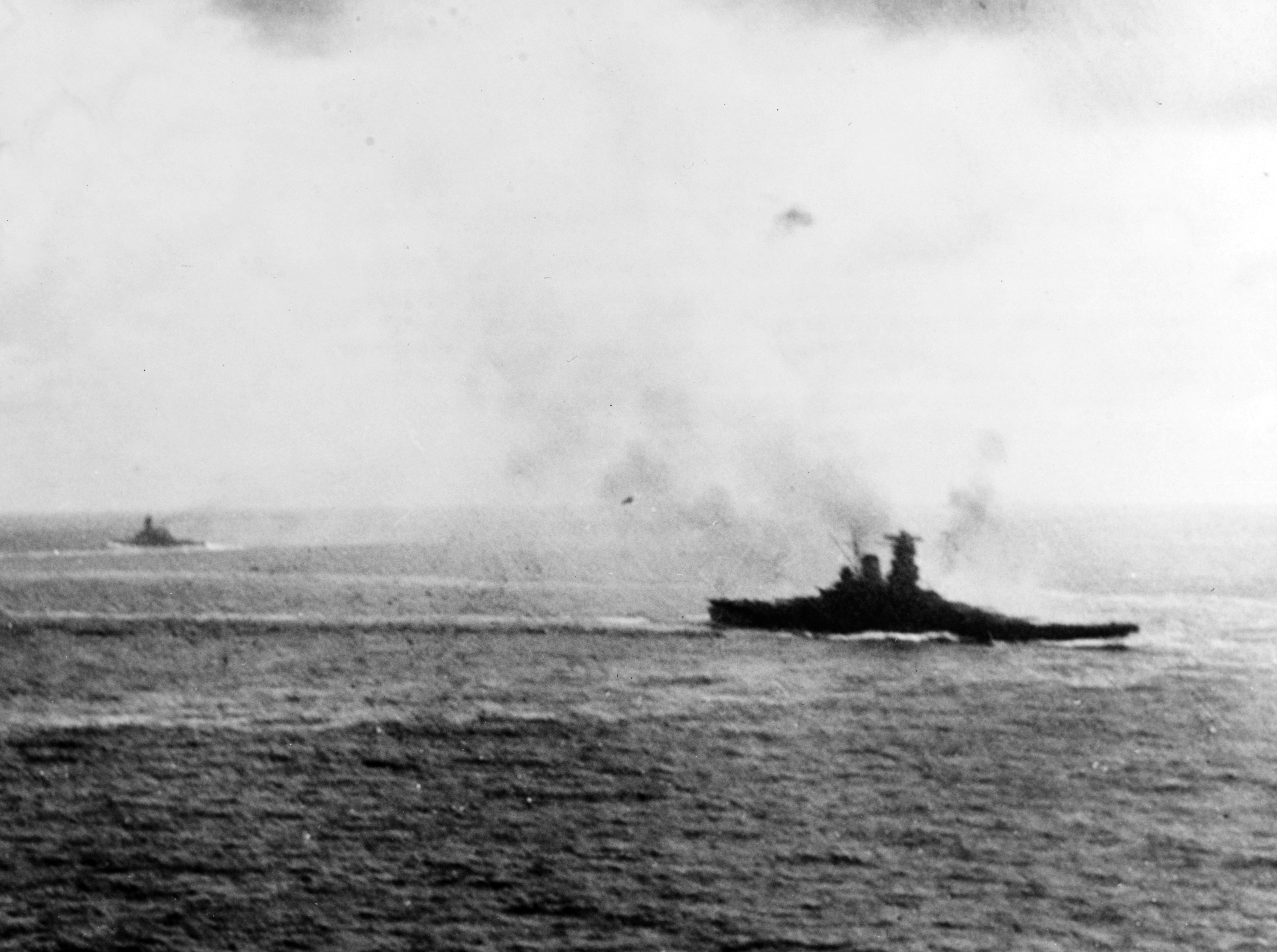
Thiết giáp hạm Yamato trong trận Samar, ngày 25 tháng 10 năm 1944.

Samar là lần đầu tiên và cũng là lần cuối cùng Yamato có cơ hội được nghênh chiến với hạm đội mặt nước của kẻ thù, dù mũi tàu đã chìm xuống khoảng 2 m và thất tốc còn 26 knot sau khi trúng 3 quả bom xuyên giáp ở Biển Sibuyan. Yamato bắt đầu khai hỏa lúc 06:59, vào chiếc White Plains ở khoảng cách 31.569 km, khiến White Plains hư hỏng khá nặng ở loạt đạn suýt trúng mục tiêu thứ ba. Do làn khói xả ra mù mịt từ chiếc mẫu hạm để che mắt tầm nhìn kẻ thù đã khiến Yamato tin rằng mục tiêu đó đã bị tiêu diệt, và họ ngừng bắn lúc 07:09. Lúc 07:27, Yamato báo cáo pháo của họ đã bắn trúng một "tuần dương hạm của kẻ thù" ở khoảng cách 18.574 km. Khoảng thời gian, khoảng cách và góc bắn của Yamato lúc đó đều khớp với số liệu thiệt hại ghi lại trên khu trục hạm Johnston. Lúc 07:51, Yamato chuyển mục tiêu cho pháo 155 mm sang chiếc Raymond ở khoảng cách 9.232 km trước khi phải đánh lái tối đa sang bên trái để tránh ngư lôi phóng từ khu trục hạm USS Hoel lúc 07:54. Lúc 07:55, Yamato khai hỏa hệ thống pháo cao xạ 5-inch (127 mm) vào chiếc Hoel và bị trúng một viên đạn 5-inch (127 mm) của người Mỹ. Với việc bị Haruna ép sát mạn phải và đội khu trục hạm ở bên trái, cộng thêm loạt ngư lôi tiếp theo của Hoel, Yamato buộc phải bẻ lái về phía bắc đến khi những quả ngư lôi cạn nhiên liệu và quay lại đội hình lúc 08:12.

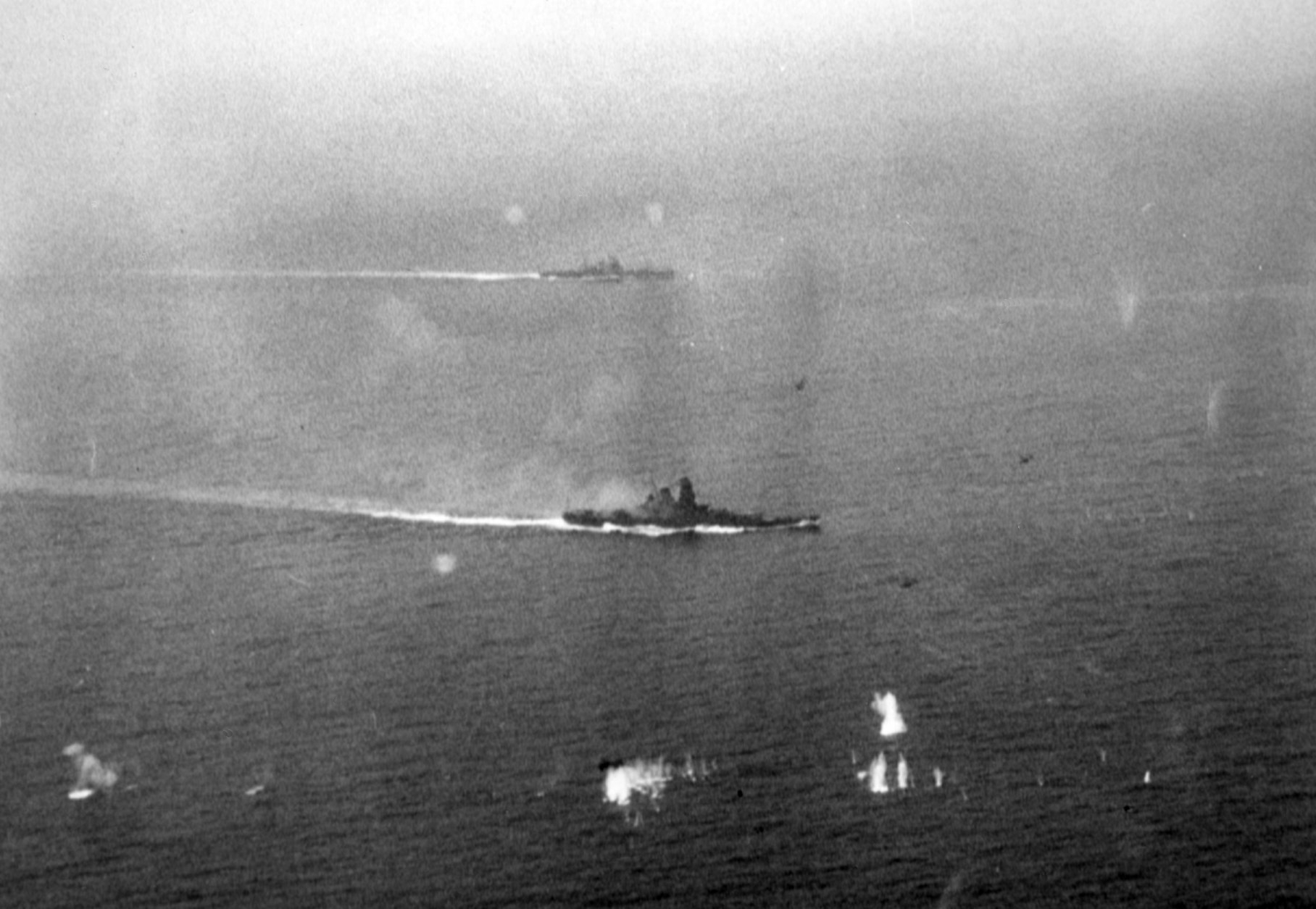
Thiết giáp hạm Yamato và một tuần dương hạm trong Trận Samar, 25 tháng 10 năm 1944.

Lúc 08:23, một thủy phi cơ F1M2 của Yamato báo cáo rằng pháo của Yamato đã bắt trúng ít nhất một viên vào mẫu hạm hộ tống Gambier Bay, dù bên Kongō cũng ghi nhận pha bắn trúng đó là của họ. Báo cáo của Gambier Bay chỉ ra rằng họ chịu thiệt hại do một viên đạn bắn gần trúng từ 1 thiết giáp hạm trong cùng thời gian đó. Lúc 08:34, hệ thống pháo phụ của Yamato bắt đầu khai hỏa vào một "tuần dương hạm hạng nhẹ" (có thể là chiếc Hoel, chìm không lâu sau đó lúc 08:40). Lúc 08:45, Yamato phát hiện ba hàng không mẫu hạm của người Mỹ trong tầm bắn của họ, nhưng khói xả ra khiến họ không thể quan sát được toàn bộ đội hình của người Mỹ. Trong khoảng thời gian từ 09:06 tới 09:17, Yamato liên tục chịu các đợt không kích và ngư lôi từ máy bay Mỹ, và ghi nhận bắn hạ một máy bay Mỹ lúc 09:15. Phi công tiêm kích - Trung úy Richard W. Roby đã xả hết toàn bộ cơ số đạn súng máy vào sàn và đài chỉ huy của Yamato sau khi tấn công các khu trục hạm trước đó, khiến cho Yamato gặp nhiều khó khăn. Tuy nhiên, báo cáo của người Mỹ về việc Yamato đã thu hẹp khoảng cách còn ít nhất 2,2 km với hạm đội của người Mỹ trước khi bị máy bay xuất kích từ mẫu hạm tấn công vẫn còn nhiều mâu thuẫn với báo cáo của Yamato sau trận đánh. Lúc 09:11, Kurita ra lệnh cho toàn bộ tàu của ông tập hợp tại phía bắc và lúc 09:22, Yamato giảm tốc độ xuống còn 20 knot và chuyển hướng 040, và cuối cùng là hướng 000 (về hướng bắc) lúc 09:25. Kurita báo cáo rằng hạm đội của ông đã đánh chìm hai hàng không mẫu hạm, hai tuần dương hạm và vài khu trục hạm và cho rằng Yamato thực sự đã đánh chìm White Plains trong bốn loạt đạn đầu tiên. Hạm đội của Kurita sự thật chỉ đánh chìm một mẫu hạm hộ tống, hai khu trục hạm và một khu trục hộ tống hạm, và hỏa lực của Yamato đã góp phần đánh chìm ba trong số bốn chiếc trên (dù vẫn còn nhiều tranh cãi).

### Thiệt hại của Nhật Bản

Hạm đội của Kurita tại Samar, ngày 25 tháng 10 năm 1944. Ảnh chụp bởi một trinh sát cơ từ hàng không mẫu hạm Hornet.

Chōkai là mục tiêu của pháo 5-inch (127 mm) của các khu trục hạm và khu trục hộ tống hạm của Taffy 3. Chōkai trúng nhiều phát đạn vào mạn phải tàu, và khiến một máy phóng ngư lôi phát nổ. Nhiều báo cáo cho rằng thủ phạm của vụ nổ đó là xuất phát từ pháo 5-inch trên hàng không mẫu hạm hộ tống White Plains. Viên đạn pháo đó đã xuyên qua lớp giáp của Chōkai, tạo ra đám cháy lớn. Lửa từ đám cháy đó lan đến vị trí của một máy phóng ngư lôi của tàu và đã kích nổ số ngư lôi trong đó. Nhưng trong cuộc khảo sát xác tàu vào năm 2019, các nhà khoa học phát hiện rằng cả hai máy phóng ngư lôi của tàu đều nguyên vẹn. Trong trận đánh, 1 máy bay Mỹ ném trúng một quả bom 500 lb (230 kg) vào phòng máy của Chōkai, động cơ của chân vịt tàu bị hư hại nghiêm trọng khiến Chōkai bị tụt lại phía sau đội hình. Cuối ngày, Chōkai bị khu trục hạm Fujinami đánh đắm và đồng thời bị không kích dữ dội bởi máy bay của hàng không mẫu hạm hộ tống Ommaney Bay thuộc Taffy 2.
Báo cáo chi tiết của Haguro chỉ ra rằng một quả bom ném trúng Chōkai lúc 08:51 là nguyên nhân chính khiến con tàu chết đứng giữa biển. Có khả năng Chōkai bị trúng ít nhất một viên đạn pháo 14-inch từ thiết giáp hạm Kongō khi Chōkai di chuyển vào trong phạm vị bắn của Kongō.
Sau khi bị Johnston bắn nổ mũi tàu bằng một quả ngư lôi Mark 15, Kumano buộc phải rút về Eo Biển Bernardino, và chịu hư hại nhẹ bởi một cuộc không kích tại đó.

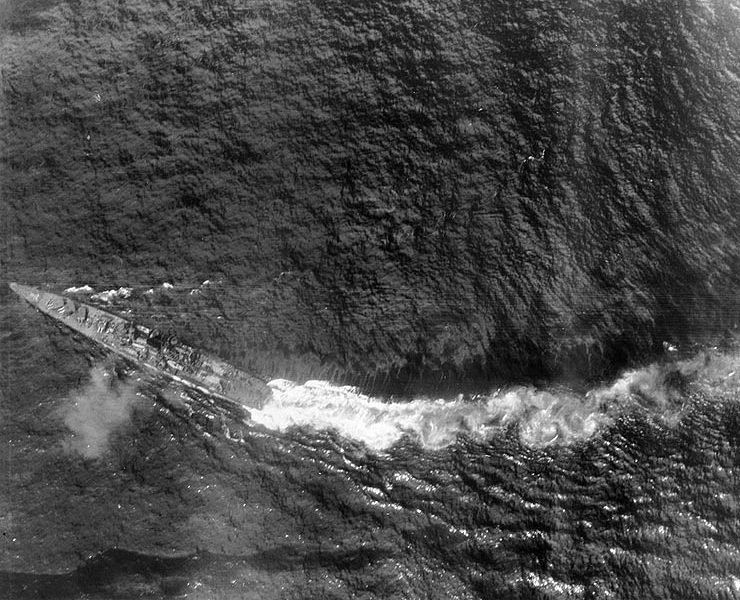
Không ảnh của Chikuma tại Samar, ngày 25 tháng 10 năm 1944. Phần đuôi tàu đã bị biến mất sau khi trúng 1 quả ngư lôi từ máy bay Mỹ.

Chikuma tham gia vào việc truy đuổi và tiêu diệt đội mẫu hạm hộ tống người Mỹ, giúp sức bắn chìm chiếc Gambier Bay nhưng sau đó bị bắn trả ác liệt bởi khu trục hạm Heermann và liên tục bị không kích dữ dội, Báo cáo chỉ ra rằng khu trục hạm Nowaki đã cứu vớt thủy thủ đoàn của Chikuma trước khi đánh đắm tàu ở tọa độ 11°25′ Bắc 126°36′ Đông vào rạng trưa 25 tháng 10 năm 1944. Nhưng các nghiên cứu gần đây cho thấy Chikuma chìm sau khi chịu thiệt hại nặng bởi các cuộc không kích, và Nowaki chỉ kịp tới để cứu vớt người sống sót.
Nowaki sau đó bị phục kích và bị khu trục hạm Owen bắn chìm khi đang trên đường triệt thoái khỏi khu vực. Ngoại trừ một thủy thủ của Chikuma, không một ai sống sót.
Tuần dương hạm Suzuya - một trong những tàu tham gia vào việc truy sát đội mẫu hạm hộ tống, chịu thiệt hại đáng kể bởi các đợt không kích của máy bay Mỹ. Ở giờ đầu của trận đánh, Suzuya bị mười chiếc Avenger của Taffy 3 tấn công. Một quả bom nổ sát mạn trái tàu đã làm hư hại hệ thống chân vịt tàu, khiến con tàu thất tốc còn 20 knot. Lúc 10:50, Suzuya lại bị tấn công bởi hơn 30 máy bay nữa. Một quả bom nổ sát mạn phải của phần mũi tàu, kích nổ số ngư lôi lắp trong hệ thống máy phóng ở mạn phải. Lửa lan ra mất kiếm soát tới vị trí máy phóng ngư lôi khác, tạo ra những vụ nổ lớn hơn và làm hỏng một lò hơi và động cơ ở mũi tàu. Lệnh bỏ tàu được ban ra lúc 11:50, lửa lan đến chỗ ngư lôi còn lại và kích nổ hầm đạn của tàu 10 phút sau đó. Suzuya lật úp và chìm lúc 13:22. 401 sĩ quan và thủy thủ được cứu sống bởi khu trục hạm Okinami, số còn lại được cứu bởi tàu của người Mỹ.

### Kurita rút lui
Dù những thiết giáp hạm của Kurita không gặp nhiều thiệt hại nghiêm trọng, các đợt không kích và phản công của khu trục hạm đã làm rối loạn toàn bộ đội hình của ông và khiến ông bắt nhịp được toàn bộ hoạt động của hạm đội. Kì hạm của ông - chiếc Yamato, đã bị buộc phải rẽ về phía bắc để tránh các loạt ngư lôi của người Mỹ, khiến ông mất liên lạc với phần lớn hạm đội của ông. Các cuộc tấn công dữ dội từ trên không, cũng như từ các đội khu trục hạm của người Mỹ đã làm tê liệt và đánh chìm các tuần dương hạm Chōkai, Kumano, và Chikuma, củng cố suy nghĩ của ông rằng họ đang phải đối đầu với hạm đội chủ lực của người Mỹ. Lúc đầu Kurita không hề biết rằng Halsey đã mắc bẫy và kéo toàn bộ hạm đội của ông ra khỏi vịnh Leyte để truy đuổi hạm đội của Ozawa. Các cuộc tấn công mãnh liệt càng khiến Kurita bối rối và tin rằng những cuộc tấn công như thế này chỉ có thể xuất phát từ các đội mẫu hạm chủ lực, khó có thể là các đội mẫu hạm hộ tống. Những đoạn liên lạc cuối cùng từ Ozawa đã thuyết phục Kurita rằng ông đang không phải đối đầu với toàn bộ Đệ Tam Hạm đội hùng mạnh của Halsey, nhưng vẫn còn một số đội nhỏ của chúng còn ở lại gần Samar, và họ có thể phản công và tiêu diệt nếu hạm đội của Kurita nán lại ở Samar quá lâu.
Sau đó, Kurita nhận được tín hiệu từ Hạm đội Phía Nam rằng họ đã bị tiêu diệt vào tối trước đó. Sau khi tính toán kỹ lưỡng rằng sẽ chịu thêm tổn thất vô ích và cho rằng ông đã đánh chìm được vài mẫu hạm của kẻ thù, Kurita ra lệnh rút lui lúc 09:20. Ông đặt lộ trình tới vịnh Leyte nhưng sau đó bối rối bởi báo cáo về sự xuất hiện của một hạm đội hàng không mẫu hạm nữa của người Mỹ trong khu vực. Cuối cùng, ông đưa hạm đội di chuyển về phía bắc và rút qua Eo Biển San Bernardino.
Khi Kurita đang rút về phía bắc, sau đó là phía tây qua Eo Biển San Bernardino, những lực lượng nhỏ lẻ còn lại của Taffy 3 vẫn tiếp tục phản công. Khi đang theo dõi người Nhật rút lui, Đô đốc Sprague nghe thấy một thủy thủ ở gần đó kêu lên "Chết tiệt, anh em à, chúng nó chạy mất rồi!"

### Đệ Thất Hạm đội cầu cứu

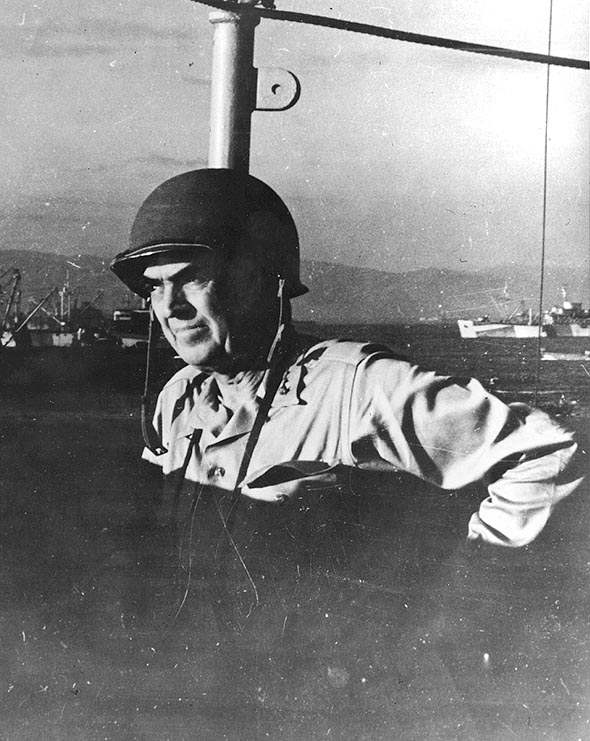
Phó Đô đốc Thomas C. Kinkaid

Sau 07:00, những bức điện yêu cầu hỗ trợ trong tuyệt vọng của Đệ Thất Hạm đội liên tục được gửi đi. Trong đó có 1 đoạn tin, với ngôn từ đơn giản và ngắn gọn được Phó Đô đốc Thomas C. Kinkaid truyền đi lúc 08:29 "Tình hình của chúng tôi rất nguy cấp. Cần sự hỗ trợ từ những thiết giáp hạm nhanh và máy bay để ngăn chặn việc kẻ thù tiêu diệt [những chiếc CVE] và tiến vào vịnh Leyte."
Lúc 07:27, Kinkaid liên lạc qua radio, "Yêu cầu Lee có mặt để bảo vệ Leyte, cần không lực hỗ trợ ngay lập tức."
Lúc 07:39, Kinkaid liên lạc tiếp qua radio, "Rất cần sự có mặt của những thiết giáp hạm nhanh ở vịnh Leyte."
Lúc 09:07, Kinkaid thông báo về hạm đội mà ông đang phải đối mặt: "Bốn thiết giáp hạm, tám tuần dương hạm đang tấn công đội mẫu hạm hộ tống của chúng tôi."

Cách đó hơn 5.000 km, ở Trân Châu Cảng, Đô đốc Chester W. Nimitz liên tục nhận được những tín hiệu cầu cứu trong tuyệt vọng từ Taffy 3, và ông gửi một bức điện "TF 34 đang ở đâu?" tới Halsey. Để gây khó khăn cho việc giải mã của người Nhật, các sĩ quan thông tin phải thêm các cụm từ vô nghĩa vào đầu và cuối đoạn tin, trong trường hợp này là "Turkey Trots To Water" và "The World Wonders", trong đó điểm bắt đầu và kết thúc nội dung thực của bức điện sẽ được đánh dấu bằng phụ âm kép (GG và RR trong đoạn tin). Nguyên văn đoạn tin là: 
TURKEY TROTS TO WATER GG FROM CINCPAC ACTION COM THIRD FLEET INFO COMINCH CTF SEVENTY-SEVEN X WHERE IS RPT WHERE IS TASK FORCE THIRTY FOUR RR THE WORLD WONDERS

Tạm dịch: 
TURKEY TROTS TO WATER GG TỪ BỘ CHỈ HUY TÁC CHIẾN CINCPAC TỚI CHỈ HUY ĐỆ TAM HẠM ĐỘI VÀ LỰC LƯỢNG ĐẶC NHIỆM 77 X LỰC LƯỢNG ĐẶC NHIỆM 34 ĐANG Ở ĐÂU, XIN NHẮC LẠI, ĐANG Ở ĐÂU RR THE WORLD WONDERS
Toàn bộ tàu khác của trong hạm đội của Halsey đều nhận được tin nhắn trên và giải mã thành công. Tuy vậy, sĩ quan giải mã trên kì hạm của Halsey - thiết giáp hạm New Jersey, dù đã loại bỏ cụm từ đầu tiên một cách hợp lý, nhưng anh lại không cắt bớt cụm từ cuối  (vì nghĩ rằng cụm này được thêm vào là có chủ ý) trước khi chuyển đoạn tin lên chỗ Halsey. Và nguyên văn đoạn tin Halsey nhận được hôm đó là:
Where is, repeat, where is Task Force Thirty Four?  The world wonders.

Vì để lại đoạn cuối như vậy nên đoạn tin sẽ được hiểu là:
Lực lượng Đặc nhiệm 34 đang ở đâu, xin nhắc lại, đang ở đâu? Cả thế giới đang tự hỏi.

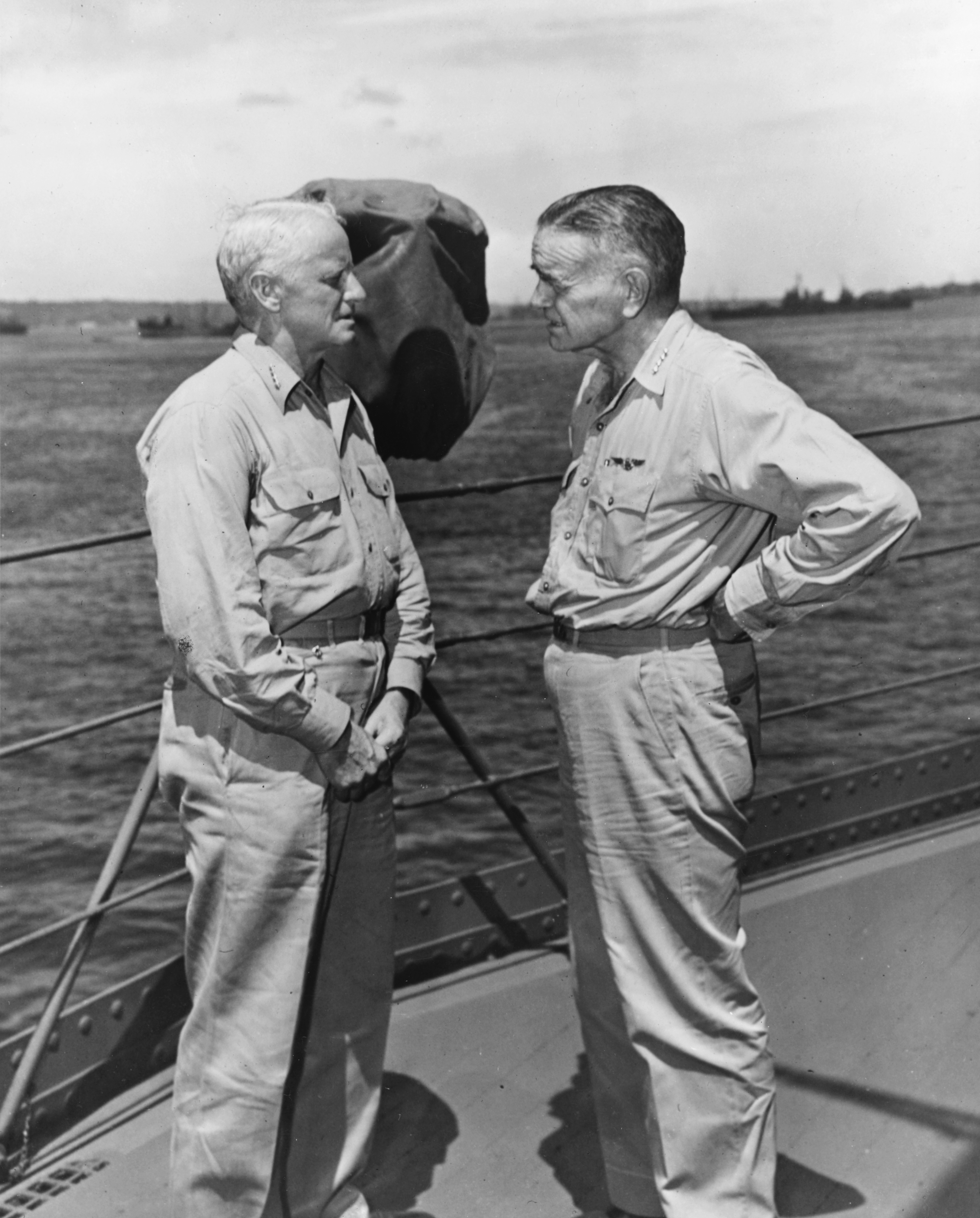
Đô đốc Chester W. Nimitz và Đô đốc William F. Halsey trên tàu USS Curtiss (AV-4), Espiritu Santo, ngày 20 tháng 1 năm 1943.

Một câu hỏi đơn giản về vị trí của Lực lượng Đặc nhiệm 34 bỗng dưng trở thành một lời khiển trách khó nghe của Nimitz. Halsey không nhận ra cụm "The World Wonders" chỉ là cụm từ đệm trong đoạn mã nên vô cùng tức giận. Ông nổi nóng, ném mũ của mình xuống đất và bắt đầu chửi rủa. Chuẩn Đô đốc Robert Carney - Tham mưu trưởng của Halsey, sau khi chứng kiến cơn thịnh nộ của Halsey, đã nắm vai Halsey và quát lớn, "Dừng lại! Ông bị làm sao vậy? Bình tĩnh lại đi!"
Sau khi trấn tĩnh lại bản thân, Halsey điều Đơn vị Đặc nhiệm 38.1 (TG 38.1) của Chuẩn Đô đốc John S. McCain tới hỗ trợ Kinkiad. Sau này Halsey nói ông không nhận được các đoạn tin nào của Kinkaid tới lúc 10:00 và cho rằng ông biết Kinkaid đang gặp rắc rối, nhưng không nghĩ rằng rắc rối đó nghiêm trọng hơn bình thường. Ngược lại, McCain đã nhận được toàn bộ đoạn tin của Sprague và đã dẫn toàn bộ TG 38.1 đến giải cứu trước cả khi mệnh lệnh đó được Halsey đưa ra. Điều đó đã đặt ra nhiều nghi vấn trong lời bào chữa của Halsey.
Lúc 10:05, Kinkaid liên lạc, "Ai đang bảo vệ Eo Biển San Bernardino?"
McCain tức tốc lao về phía trận đánh và di chuyển ngược gió để chuẩn bị phóng máy bay. Lúc 10:30, một đội máy bay bao gồm những chiếc Hellcat, Avenger và Helldiver từ mẫu hạm Hornet, Hancock và Wasp, được phóng từ khoảng cách rất xa - hơn 600 km, để hỗ trợ Taffy 3. Dù cuộc tấn công này không gây ra được thiệt hại đáng kể, nhưng đủ để khiến Kurita rút lui khỏi trận đánh.
Lúc 11:15, hơn hai tiếng sau tin nhắn "chỉ trích" từ Nimitz, Halsey cho toàn bộ TF 34 vòng lại và truy đuổi Kurita, nhưng Kurita và hạm đội của ông đã trốn thoát thành công.
Chỉ vài giờ trước khi nhận được tin nhắn của Nimitz, hạm đội của Halsey đã tiêu diệt toàn bộ bốn mẫu hạm thuộc lực lượng của Ozawa. Bất chấp việc không có sự hiện diện của Halsey trong khu vực, Taffy 3 đã đẩy lùi thành công lực lượng hùng mạnh của Kurita. Halsey, trong sự thở phào nhẹ nhõm, đã gửi một đoạn tin tới Nimitz, Kinkaid và tướng Douglas MacAuthur lúc 12:26: "Có thể thông báo một cách bảo đảm rằng, Hải quân Nhật Bản đã bị tiêu diệt và bị đẩy lùi ra khỏi khu vực bởi Đệ Tam và Đệ Thất Hạm đội."

### Giải cứu người sống sót
Do vấn đề liên lạc của Đệ Thất Hạm đội và e ngại sự phục kích của tàu ngầm Nhật Bản, phần lớn những thủy thủ còn sống sót của Taffy 3, bao gồm người từ chiếc Gambier Bay, Hoel, Johnston và Roberts, không được giải cứu tới ngày 27 tháng 10, sau hai ngày trôi dạt trên biển. Một thủy phi cơ đã phát hiện ra nhóm người sống sót nhưng lại truyền sai thông tin về vị trí của họ tới các tàu và đơn vị ở đất liền. Trong hai ngày sau đó, nhiều thủy thủ tử vong vì phơi mình dưới ánh sáng mặt trời quá lâu, bị thiếu nước ngọt và bị cá mập tấn công. Cuối cùng, một chiếc LCI từ Đơn vị Đặc nhiệm 78.12 xuất hiện, và thuyền trưởng của tàu đã dùng một phương pháp phân biệt bạn và thù tiêu chuẩn hồi đó, đặt câu hỏi về chủ đề thể thao của quốc gia họ. Jack Yusen, một thủy thủ được cứu sống ngày hôm đó, sau này kể lại:

Chúng tôi thấy con tàu đó xuất hiện, nó di chuyển vòng quanh vị trí chúng tôi, và tôi thấy một gã đứng ở đài chỉ huy với một chiếc loa lớn. Anh ta nói lớn "Các anh là ai? Các anh là ai?" và bọn tôi đáp lại "Samuel B. Roberts!". Anh ta tiếp tục di chuyển quanh chỗ bọn tôi nên bọn tôi bắt đầu chửi rủa hắn. Anh ta vòng lại và nói lớn "Ai đã vô địch World Series?" và chúng tôi hét "St. Louis Cardinals". Và chúng tôi nghe thấy tiếng tắt động cơ, và vài tấm lưới được trải ra quanh mạn tàu. Đó là cách chúng tôi được giải cứu.

## Kết cục của trận đánh
Hải quân Nhật Bản đã thành công trong việc dụ Đệ Tam Hạm đội của Halsey ra khỏi vành đai bảo vệ của lực lượng đổ bộ, nhưng những lực lượng nhỏ lẻ còn lại tỏ ra là một đối thủ đáng gờm. Lực lượng mà Halsey đã vô tình bỏ lại bao gồm khoảng 450 máy bay, tương đương với quy mô của năm mẫu hạm chủ lực, dù không phải loại mạnh mẽ và không được trang bị vũ khí chống hạm. Những con tàu này đều chậm chạp và không được vũ trang nhiều, nhưng phần lớn đều sống sót qua trận đánh nhờ việc xả khói che mắt người Nhật và được bảo vệ bởi những cơn mưa rào. Máy bay của họ, dù không được vũ trang đầy đủ, nhưng đã đánh chìm và làm hư hại nhiều tàu, và tạo thế hỗn loạn tới Lực lượng Trung tâm của Kurita suốt trận đánh.
Việc mất liên lạc giữa các bên đã khiến Kurita bỏ lỡ mất những cơ hội ngàn vàng mà đội mồi nhử của Ozawa mang lại. Việc Kurita không thể bắt nhịp với hoạt động của hạm đội mình đã mang lại thêm nhiều tổn thất cho lực lượng của ông. Dù Halsey đã thất bại trong việc bảo vệ sườn phải của Đệ Thất Hạm đội, Taffy 3 cùng các đội bay hỗ trợ đã đẩy lùi một trong những hạm đội mặt nước hùng mạnh nhất của Nhật Bản kể từ Trận Midway. Việc làm chủ bầu trời, điều động tàu hợp lý, những sai lầm chiến thuật của các chỉ huy Nhật Bản, sở hữu công nghệ radar và hệ thống pháo tân tiến, cũng như sự dũng cảm của các thủy thủ đã góp phần dẫn đến chiến thắng vang dội của người Mỹ. 
Trong cuộc giao tranh, người Nhật có lợi thế rất lớn về hỏa lực pháo trên những chiếc thiết giáp hạm và tuần dương hạm của họ, có tầm bắn xa và uy lực hơn nhiều so với người Mỹ, nhưng họ thiếu khả năng "bắn mù" và bị những cơn mưa rào và khói làm ảnh hưởng tới việc dẫn bắn. Hệ thống điều khiển hỏa lực của Nhật tính toán rất thủ công và rất mất thời gian để tính toán lại khi các mục tiêu - những khu trục hạm của Mỹ, liên tục thay đổi lộ trình và tốc độ di chuyển. Trong khi đó, người Mỹ hoàn toàn có thể duy trì sự chính xác cho pháo của họ nhờ Hệ thống kiểm soát hỏa lực Mk-37 và hệ thống máy tính có thể tính toán các thông số rất nhanh, cũng như hệ thống nạp đạn tự động của pháo 5-inch (127 mm) khiến họ nạp đạn nhanh hơn bình thường.
Ngoài ra, sự chính xác của pháo 5-inch (127 mm) và pháo cao xạ 40 mm được dẫn bắn bởi radar đã bắn hạ nhiều chiếc kamikaze, và việc thiếu những hệ thống trên đã khiến người Nhật khá bị động khi bị máy bay Mỹ tấn công. Cuối cùng, lực lượng tấn công của Nhật Bản ban đầu đã sử dụng các loại đạn xuyên giáp, hầu như không hiệu quả đối với các tàu không bọc giáp vì chúng xuyên thẳng qua tàu mà không phát nổ. Các khu trục hạm và khu trục hộ tống hạm của Mỹ đã được thiết kế với sực chịu đựng tốt và có thể duy trì hoạt động bình thường sau khi trúng hơn chục loạt đạn như thế.
Tóm lại, có thể lập luận rằng trong tất cả các trận chiến ở mặt trận Thái Bình Dương, Samar thể hiện rõ nhất tính hiệu quả của các cuộc tấn công bằng đường không và ngư lôi phóng từ khu trục hạm để chống lại các tàu mặt nước lớn hơn. Người Nhật lại tỏ ra quá thận trọng, vì họ tin rằng họ đang phải đối đầu với một lực lượng mạnh hơn rất nhiều.

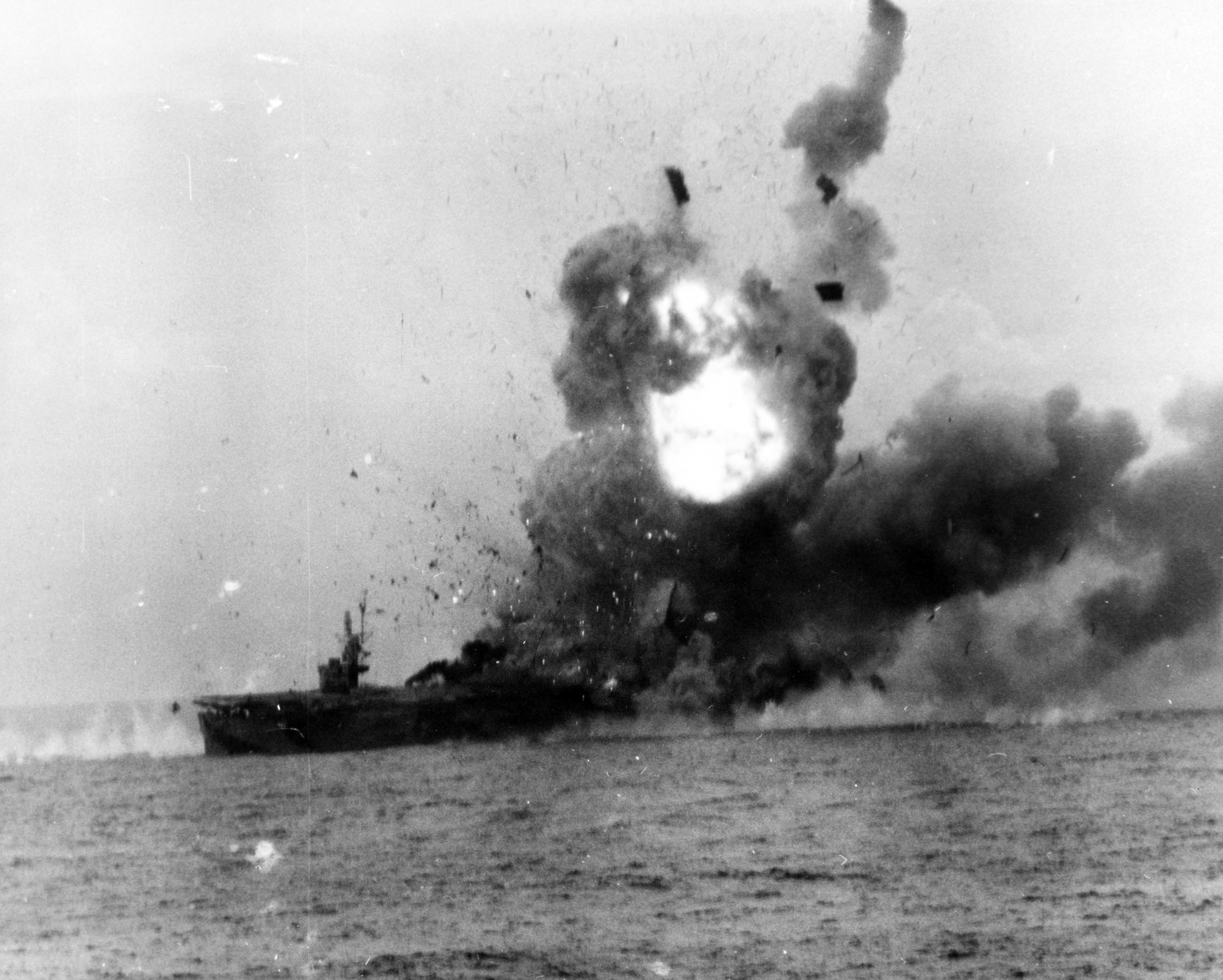
Hàng không mẫu hạm hộ tống USS St. Lo (CVE-63) phát nổ sau khi trúng một chiếc kamikaze, Samar, ngày 25 tháng 10 năm 1944.

Taffy 3 của Clifton Sprague mất hai hàng không mẫu hạm hộ tống: Gambier Bay bởi hỏa lực của tàu mặt nước, và St. Lo bởi các cuộc tấn công cảm tử của máy bay Nhật. Trong số bảy tàu thuộc lực lượng hộ tống, gần một nửa trong số đó bị đánh chìm, bao gồm hai khu trục hạm (Hoel và Johnston) và một khu trục hộ tống hạm (Samuel B. Roberts), cũng như nhiều máy bay. Bốn chiếc còn lại đều bị hư hại ở nhiều mức độ khác nhau. Dù đây chỉ là một lực lượng nhỏ của người Mỹ, hơn 1.500 thủy thủ, phi công và lính Thủy quân Lục chiến tử trận, tương đương với thương vong của Hải quân Đồng Minh tại trận hải chiến ngoài khơi đảo Savo ở Guadalcanal hai năm trước đó. Thương vong của người Mỹ ở Samar cao hơn tổng thương vong của Mỹ ở hai trận đánh nổi tiếng là Biển San Hô và Midway, bao gồm 543 người và ba tàu ở Biển San hô, và 307 người và hai tàu ở Midway.
Về phía Nhật Bản, họ mất ba tuần dương hạm hạng nặng, và chiếc thứ tư rút về căn cứ với hư hỏng rất nặng, mất hẳn phần mũi tàu (chiếc Kumano). Toàn bộ thiết giáp hạm của Kurita, trừ chiếc Yamato, đều chịu thiệt hại đáng kể, toàn bộ các tàu cỡ lớn còn lại đều phải lưu lại trong cảng, và Hải quân Nhật Bản coi như không còn hiệu quả đến khi chiến tranh kết thúc. Người Mỹ mất tổng cộng sáu tàu, với tổng tải trọng 38.000 tấn trong toàn bộ chiến dịch ở vịnh Leyte, năm trong số đó thuộc Taffy 3. Người Nhật mất 26 tàu, với tổng tải trọng hơn 310.000 tấn.
Nếu Kurita tiếp tục cho lực lượng của ông tiến lên, ông có thể dễ dàng chọc thủng hàng phòng ngự của Taffy 3 và toàn bộ tàu vận tải và lực lượng đổ bộ của quân Đồng Minh ở tập trung ở vịnh Leyte sẽ bị đe dọa một cách nghiêm trọng vì chúng hoàn toàn nằm trong tầm pháo của các thiết giáp hạm của Kurita. Lực lượng cứu viện của McCain hay toàn bộ TF 34 của Halsey khó có thể quay về kịp thời gian để hỗ trợ Taffy 3. Kết cục của cuộc hải chiến Leyte nói riêng và chiến dịch tái chiếm Philippines nói chung có thể đã khác.
Do trận đánh diễn ra trên rãnh Philippines, nên phần lớn số tàu đều chìm ở độ sâu rất lớn, hơn 7.000 m so với mực nước biển. Chōkai được tìm thấy vào tháng 5 năm 2019 ở độ sâu 5.173 m và chiếc Johnston được tìm thấy vào tháng 4 năm 2021, ở độ sâu 6.460 m. Ngày 24 tháng 6 năm 2022, xác khu trục hộ tống hạm Samuel B. Roberts được tìm thấy ở độ sâu 6.895 m so với mặt nước biển, và giữ kỉ lực là xác tàu chìm sâu nhất từng được tìm thấy.

## Những chỉ trích đối với Đô đốc Halsey

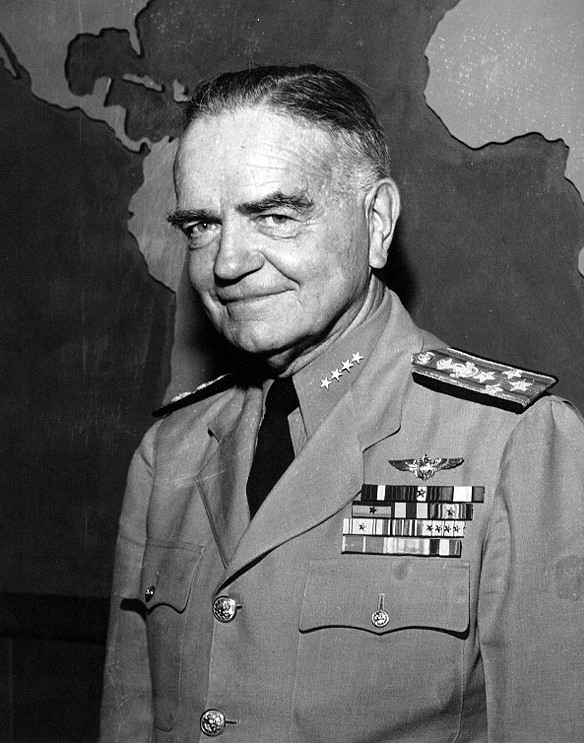
Đô đốc William "Bill" Halsey Jr, tư lệnh Đệ Tam Hạm đội Hoa Kỳ tại Leyte.

Đô đốc Halsey bị phê phán vì quyết định đưa Lực lượng Đặc nhiệm 34 lên phía bắc để săn đuổi Ozawa, và đã không kịp thời tách đơn vị này ra khi Kinkaid yêu cầu trợ giúp. một cụm từ lóng nhanh chóng lan truyền trong giới Hải quân Hoa Kỳ để châm biếm hành động của Halsey là 'Bull's Run', kết hợp tên thông dụng của Halsey trong giới báo chí là "Bull" (ông được đồng nghiệp gọi là 'Bill' Halsey) cùng với sự ám chỉ đến trận Bull Run thời Nội chiến Mỹ.

Trong bản thông báo sau trận đánh, Halsey bào chữa cho quyết định của ông như sau:
Các cuộc truy lùng bằng máy bay trên hàng không mẫu hạm đã tìm ra lực lượng hàng không mẫu hạm phía Bắc vào buổi chiều ngày 24 tháng 10, giúp hoàn tất một bức tranh về sự bố trí của tất cả các lực lượng hải quân đối phương. Có vẻ khá là trẻ con đối với tôi khi phải canh gác một cách bất động tại eo San Bernardino, nên tôi đã tập trung lực lượng của Lực lượng Đặc nhiệm 38 trong đêm và tiến lên phía Bắc để tấn công lực lượng hàng không mẫu hạm vào lúc bình minh. Tôi tin rằng "Lực lượng Trung tâm" đã bị thiệt hại nặng tại biển Sibuyan đến mức nó không còn là mối đe dọa nghiêm trọng cho Đệ Thất Hạm đội.
Halsey cũng tranh luận rằng ông lo ngại việc để lại Lực lượng Đặc nhiệm 34 để bảo vệ eo biển mà không có hàng không mẫu hạm hỗ trợ sẽ khiến chúng trở nên bị động trước các đợt không kích của đối phương từ đất liền, trong khi để lại 1 đội hàng không mẫu hạm nhanh yểm trợ cho những chiếc thiết giáp hạm sẽ làm yếu đi đáng kể lực lượng không quân được tập trung để tấn công Ozawa.

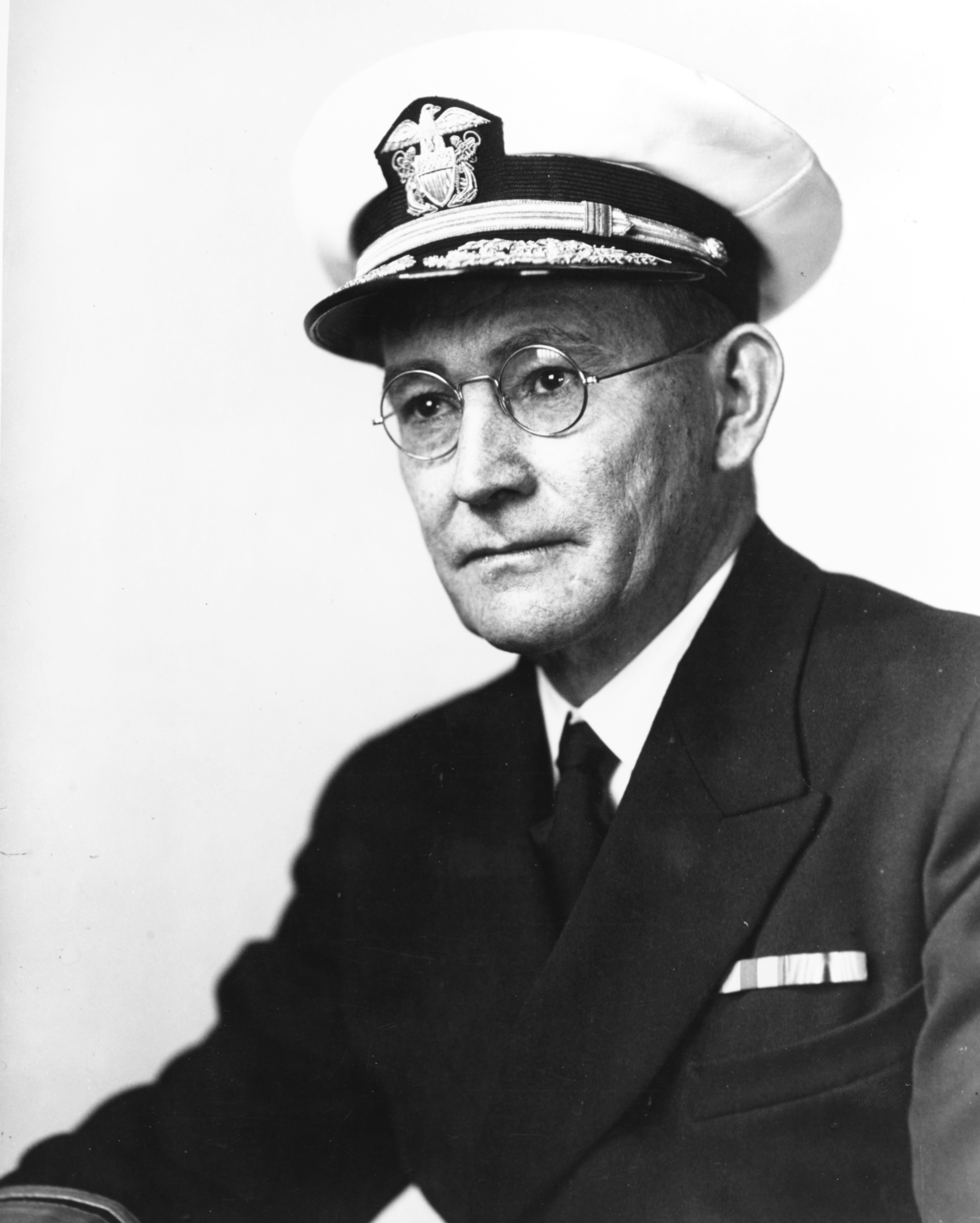
Phó Đô đốc Willis Augustus Lee, tư lệnh COMBATPAC - Hải đội Thiết giáp hạm Hoa Kỳ tại Thái Bình Dương.

Tuy nhiên, nhà sử học Morison khẳng định rằng Phó Đô đốc Willis "Ching" Lee đã báo cáo lên rằng ông đã chuẩn bị sẵn sàng cho các thiết giáp hạm để bảo vệ Eo Biển San Bernardino mà không cần mọi sự hỗ trợ của hàng không mẫu hạm. Hơn nữa, nếu Halsey duy trì thông tin liên lạc chặt chẽ cùng Đệ Thất Hạm đội, vẫn có phương án khả thi sử dụng lực lượng từ các mẫu hạm hộ tống của Lực lượng Đặc nhiệm 77 hỗ trợ trên không thỏa đáng cho Lực lượng Đặc nhiệm 34, một nhiệm vụ dễ hơn nhiều so với việc mẫu hạm hộ tống phải tự vệ chống lại cuộc tấn công của các tàu chiến hạng nặng của Kurita.
Có thể tranh luận rằng trong thực tế Halsey đang trên một thiết giáp hạm, và "cảm giác bị tụt lại phía sau" cùng Lực lượng Đặc nhiệm 34 (trong khi phần lớn hạm đội tấn công lên phía Bắc) góp phần vào quyết định này, nhưng trong mọi tình huống đây chỉ là thứ yếu. Người ta đã chỉ ra rằng, cách rất hiện thực hoàn hảo và hợp lý, là chỉ cần lấy đi một hoặc hai thiết giáp hạm nhanh nhất của Đệ Tam Hạm đội (Iowa và New Jersey) hợp cùng các hàng không mẫu hạm nhằm truy đuổi Ozawa, trong khi có thể để lại hầu hết hàng thiết giáp hạm ngoài khơi eo San Bernardino (thực ra, kế hoạch gốc của Halsey về thành phần của Lực lượng Đặc nhiệm 34 chỉ bao gồm bốn chứ không phải tất cả sáu thiết giáp hạm của Đệ Tam Hạm đội); do đó, việc phòng thủ eo San Bernardino với một lực lượng thiết giáp hạm mạnh không mâu thuẫn với ý muốn riêng của Halsey về việc đích thân đi lên phía bắc trên chiếc New Jersey.
Có lẽ một nhân tố quan trọng trong quyết định này là do bản thân Halsey có xu hướng không muốn tách rời lực lượng của mình; ông có niềm tin sâu sắc vào sự tập trung lực lượng, như được phản ảnh trong những bài viết trước và sau Thế chiến II, cũng như trong những bài báo và phỏng vấn nhằm biện hộ cho quan điểm và các hoạt động của mình. Thêm vào đó, có thể Halsey chịu ảnh hưởng bởi những lời phê phán Đô đốc Spruance, người bị đa số cho là đã quá thận trọng trong trận biển Philippine nên đã để cho hầu hết Hạm đội Nhật Bản chạy thoát. Và dường như là Halsey cũng bị ảnh hưởng bởi Chuẩn Đô đốc Robert "Mick" Carney, Tham mưu trưởng của ông, người cũng toàn tâm toàn ý huy động mọi lực lượng có được của Đệ Tam Hạm đội về phía Bắc để tấn công lực lượng hàng không mẫu hạm Nhật.
Tuy nhiên, với những thông tin mà ông có được, Halsey đã có những lý do cụ thể và dễ hiểu cho hành động của mình. Trước tiên, ông tin rằng lực lượng của Đô đốc Kurita đã bị thiệt hại nghiêm trọng hơn nhiều so với thực tế. Trong khi có thể giả định rằng Halsey phải xem xét việc lực lượng của Kurita tiếp tục tiến quân như là một chỉ thị cho thấy chúng vẫn là mối đe dọa nghiêm trọng, không thể ủng hộ quan điểm này khi xem xét thái độ công khai của binh lính Nhật Bản cứ khăng khăng nỗ lực một cách tuyệt vọng đến mức gần như tự sát. Do đó theo sự ước lượng của Halsey, lực lượng đã bị suy yếu của Kurita là nằm trong khả năng đối phó của Đệ Thất Hạm đội, không đáng để chia tách lực lượng tấn công của mình.
Kế tiếp, Halsey không hề biết, cũng như bất cứ người nào khác trong Hải quân Mỹ, rằng Không lực Hải quân Nhật đang trong tình trạng tệ hại như thế nào, và lực lượng nhử mồi của Ozawa đã gần như cạn kiệt máy bay. Halsey đã cân nhắc, theo cách có thể hiểu được và bảo thủ một cách thận trọng, rằng lực lượng của Ozawa vẫn còn có khả năng tung ra các cuộc không kích nghiêm trọng. Halsey sau đó giải thích một phần các hành động của ông khi tuyên bố dứt khoát rằng ông không muốn bị "ném bom con thoi" bởi lực lượng của Ozawa (một thuật ngữ kỹ thuật trong đó máy bay sau khi tấn công có thể hạ cánh và tái trang bị tại các căn cứ ở cả hai bên của kẻ thù, cho phép chúng tấn công ở cả lượt đi và lượt về) hoặc cho chúng cơ hội "bắn tự do" xuống các lực lượng đổ bộ Mỹ trong vịnh Leyte. Rõ ràng là ông đã không có mối quan tâm tương đương khi để cho các thiết giáp hạm và tuần dương hạm của Kurita cơ hội "bắn tự do" xuống cùng các lực lượng đó.
Thực tế là Halsey đã nhận định theo cách xem ra quá thận trọng về các hàng không mẫu hạm của Ozawa, và một nhận định theo cách hoàn toàn trái ngược về các thiết giáp hạm của Kurita, có thể phản ảnh xu hướng dễ hiểu thiên về các mẫu hạm là mối đe dọa chính của cuộc chiến. Tại vịnh Leyte, Halsey đã không thể đánh giá đầy đủ rằng trong một số hoàn cảnh, thiết giáp hạm và tuần dương hạm vẫn có thể rất nguy hiểm; và mỉa mai thay, chính qua sai lầm không thông tin đầy đủ ý định của mình, ông đã khiến cho những hoàn cảnh đó trở thành hiện thực.

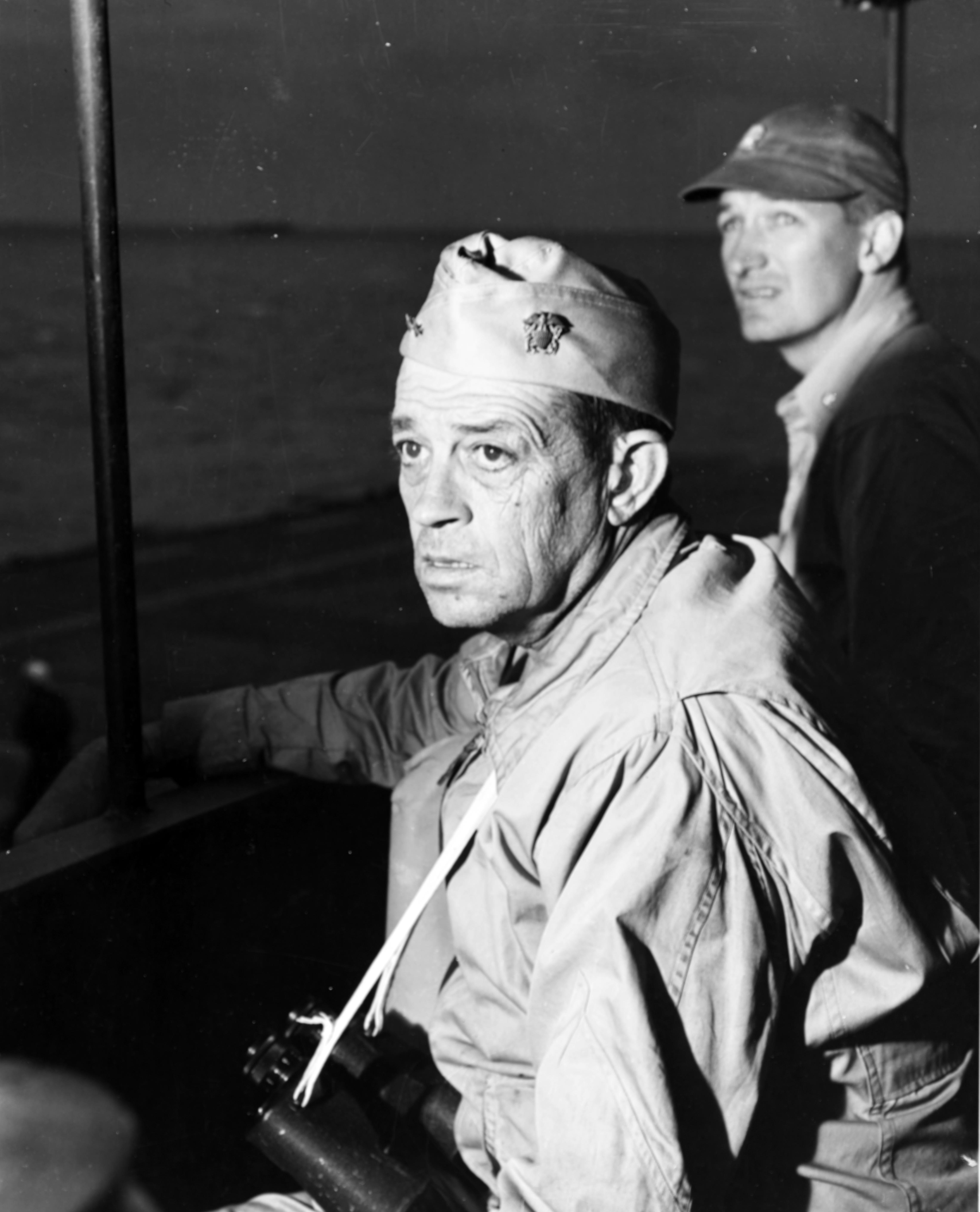
Chuẩn Đô đốc Clifton Sprague, tư lệnh Taffy 3 tại Samar.

Clifton Sprague, chỉ huy Đơn vị Đặc nhiệm 77.4.3 trong trận Samar, sau này đã phê phán quyết liệt quyết định của Halsey, về việc không thông báo rõ ràng cho Kinkaid và Đệ Thất Hạm đội rằng sườn phía Bắc của họ không còn được bảo vệ:
Vì không có bất kỳ thông tin nào về việc cửa biển [eo biển San Bernardino] không còn được bảo vệ, có thể suy luận 1 cách hợp lý rằng sườn phía Bắc của chúng tôi không thể bị hở nếu có được sự cảnh báo kịp thời.
Nhận định việc Halsey đã không chuyển hướng Lực lượng Đặc nhiệm 34 về phía Nam kịp thời sau khi nhận được điện cầu cứu của Đệ Thất Hạm đội ngoài khơi Samar, Morison cho rằng:
Nếu Lực lượng Đặc nhiệm 34 được tách ra vài giờ sớm hơn, sau lời cầu cứu khẩn cấp đầu tiên của Kinkaid, và để các khu trục hạm lại, vì việc tiếp nhiên liệu cho chúng khiến chậm trễ hơn hai giờ rưỡi, một hàng thiết giáp hạm mạnh mẽ bao gồm sáu tàu chiến hiện đại dưới sự chỉ huy của Đô đốc Lee, vị chỉ huy hải đội thiết giáp hạm giàu kinh nghiệm nhất của Hải quân, có thể về đến eo biển San Bernardino kịp lúc để giao chiến với "Lực lượng Trung tâm" của Kurita… Ngoài việc các tai nạn vẫn thường gặp trong hải chiến, có mọi lý do để giả định rằng Lee sẽ áp dụng được chiến thuật "cắt ngang chữ T" và tiêu diệt hoàn toàn "Lực lượng Trung tâm" của người Nhật.
Ngoài ra Morison nói thêm:
Hỏa lực hùng mạnh của đội thiết giáp hạm biên chế trong Đệ Tam Hạm đội, lớn hơn toàn bộ hạm đội Nhật Bản gộp lại, chưa từng được thực chiến hoàn toàn ngoại trừ việc kết liễu một hoặc hai tàu hạng nhẹ đã bị hư hại.
Có lẽ lời bình luận chân thật nhất là từ Phó Đô đốc Willis "Ching" Lee, được ông nêu ra một cách ngắn gọn trong bản báo cáo tác chiến của Tư lệnh Lực lượng Đặc nhiệm 34:
Các tàu chiến [của tôi] không chịu tổn thất nào cũng như không gây ra bất kỳ thiệt hại nào cho đối phương trong thời gian hoạt động ở Lực lượng Đặc nhiệm 34.

## Danh hiệu Đơn vị Tuyên dương Tổng thống
Taffy 3 được trao tặng Danh hiệu Đơn vị Tuyên dương Tổng thống:
Vì sự dũng cảm phi thường trong việc chống lại một lực lượng hùng mạnh của Hải quân Nhật Bản trong trận hải chiến ở ngoài khơi Samar, Philippines, ngày 25 tháng 10 năm 1944,... những con tàu dũng cảm của Đơn vị Đặc nhiệm đã chiến đấu hết mình trước một đối thủ có tốc độ và hỏa lực vượt trội hoàn toàn,.. Hai khu trục hạm và một khu trục hộ tống hạm của đơn vị đã tiến lên chiến đấu với thiết giáp hạm của kẻ thù ở khoảng cách rất gần, và đã phóng đến quả ngư lôi cuối cùng trong một nỗ lực tuyệt vọng để bảo vệ toàn bộ hạm đội, và đã "ngã xuống" vì đã chịu nhiều đạn pháo của kẻ thù sau hơn 2 tiếng rưỡi tử chiến. Sự quyết tâm, lòng dũng cảm và tinh thần đồng đội tuyệt vời giữa các sĩ quan, thủy thủ, phi công và chỉ huy các con tàu của Đơn vị Đặc nhiệm 77.4.3 đã góp phần vào việc đẩy lùi đà tấn công của kẻ thù, vốn có thể đe dọa đến toàn bộ chiến dịch ở Leyte, và đồng thời giữ vững, cũng như phát huy tối đa truyền thống đầy tự hào của Hải quân Hoa Kỳ.

## Kỷ niệm

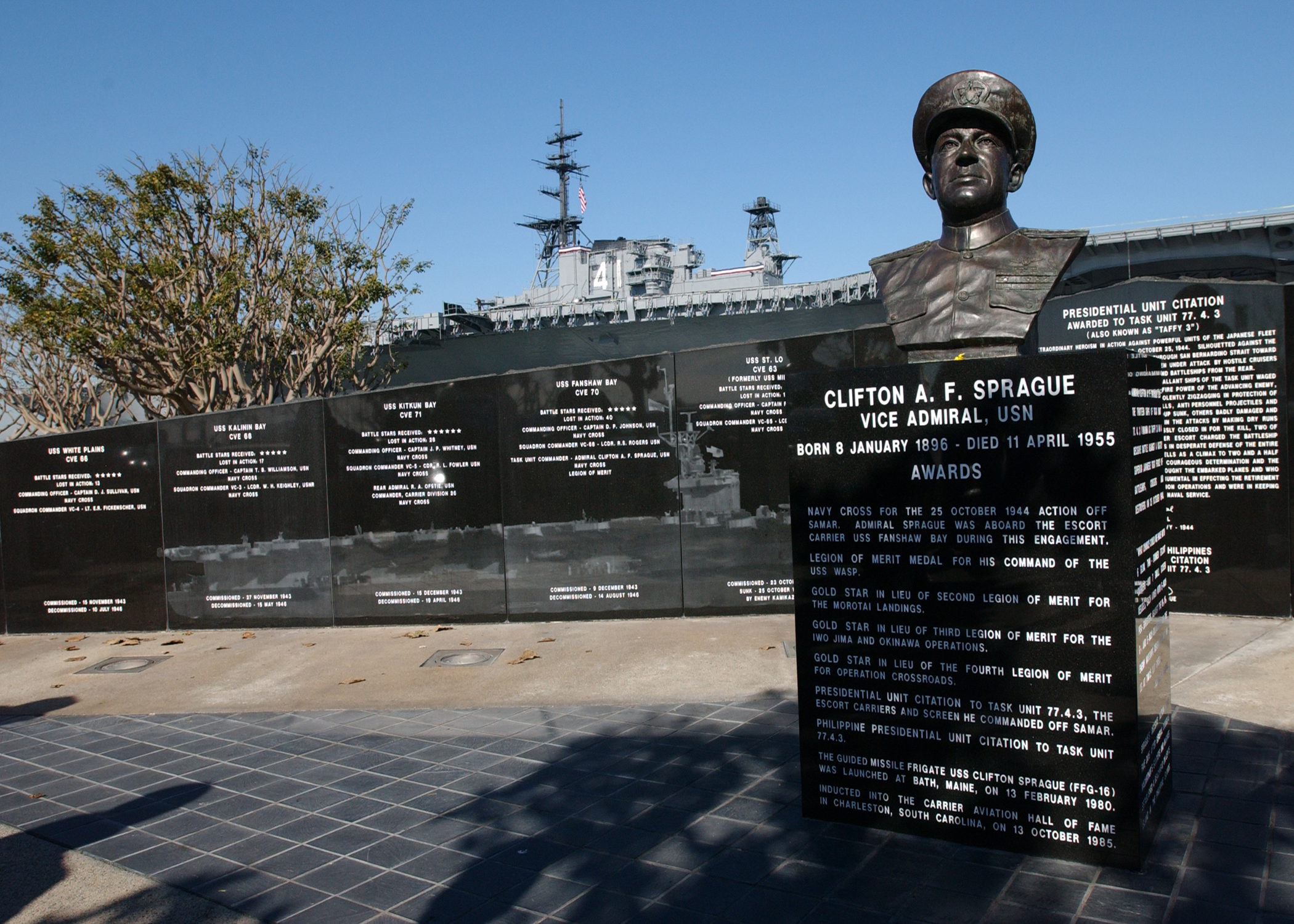
Tượng Phó Đô đốc Clifton Spargue cùng Taffy 3 trước bảo thàng hàng không mẫu hạm Midway tại San Diego, bang California.

Nhiều tàu chiến sau này đã được đặt tên theo những con tàu và thủy thủ đã tham gia vào trận Samar, bao gồm USS Copeland (FFG-25), USS Evans (DE-1023), USS Clifton Sprague (FFG-16), USS Carr (FFG-52), USS Hoel (DDG-13), USS Johnston (DD-821) và USS Samuel B, Roberts (FFG-58)
Trong khi trận chiến này thường xuyên được đưa vào các tài liệu lịch sử về hải chiến Vịnh Leyte, các cuộc đọ sức giữa khu trục hạm, khu trục hộ tống hạm và Yamato và lực lượng Nhật Bản là chủ đề của một tập phim của chương trình Dogfights, "Cái chết của Hải quân Nhật Bản". Tập phim đó, cũng như một bộ phim tài liệu của History Channel, đều được dựa trên cuốn sách The Last Stand of the Tin Can Sailors, của nhà sử học James D. Hornfischer.
Những người sống sót đã lập lên các hiệp hội để tổ chức các cuộc họp mặt thường niên, và tích cực gây quỹ để xây dựng các đài tưởng niệm ở San Diego, gần khu vực bảo tàng USS Midway (CV-41), nơi có lưu giữ một mô hình của chiếc Gambier Bay.

## Phát hiện
Ngày 5 tháng 5 năm 2019, tàu nghiên cứu RV Petrel của người đồng sáng lập Microsoft, tỷ phú Paul Allen trong cuộc thám hiểm ở biển Philippines đã phát hiện ra xác của tuần dương hạm hạng nặng Chōkai. Chōkai nằm thẳng đứng ở độ sâu 5.173 m so với mặt nước biển, gần khu vực Rãnh Philippine. Một chiếc tàu lặn tự hành điều khiển từ xa (ROV) đã được thả xuống và khám xét xác tàu vào ngày 30 tháng 5 và phát hiện phần lớn con tàu vẫn còn khá nguyên vẹn, mũi tàu trước tháp pháo số một đã bị gãy ra và nằm cách phần chính của tàu khoảng 300 m, máy phóng thủy phi cơ cũng bị rời ra và một phần sàn đã bị sập xuống. Họ cũng phát hiện ra cả bốn máy phóng ngư lôi và hai ray chứa ngư lôi dự trữ của Chōkai đều còn nguyên vẹn, góp phần bác bỏ việc khẩu pháo 5-inch duy nhất của White Plains đã bắn nổ một máy phóng ngư lôi và dẫn đến việc Chōkai bị đánh chìm trong trận Samar.

Ngày 30 tháng 10 năm 2019, tàu nghiên cứu RV Petrel đã phát hiện ra một mảnh vỡ được cho là của một con tàu chiến ở độ sâu hơn 6.000 m tại khu vực Rãnh Philippine. Họ phát hiện thêm được hai tháp pháo 5-inch (127 mm) bị phá hủy, một trục quay và một chân vịt, cột buồm, hai mảnh ống khói và vô vàn mảnh vụn khác. Một vết trượt dài trên bùn dẫn vào khu vực sâu hơn trong rãnh, dẫn đến kết luận rằng con tàu có thể đã trượt sâu hơn sau khi va chạm với đáy biển. Tuy nhiên, vì chiếc ROV đã ở giới hạn hoạt động nên không thể tiến sâu thêm. Dựa vào lớp sơn họ thấy trên hai tháp pháo, họ kết luận đây có thể là chiếc Johnston, nhưng chưa được xác nhận hoàn toàn lúc đó. Vào ngày 31 tháng 3 năm 2021, tàu ngầm lặn sâu có người lái DSV Limiting Factor của công ty Caladan Oceanic đã khảo sát và tìm thấy thành công phần xác chính của chiếc Johnston. Nhờ vào số hiệu 557 in trên phần mũi tàu, họ kết luận rằng đây chính là chiếc Johnston. Con tàu nằm thẳng đứng và được bảo quản khá tốt ở độ sâu hơn 6.400 m so với mặt nước biển.

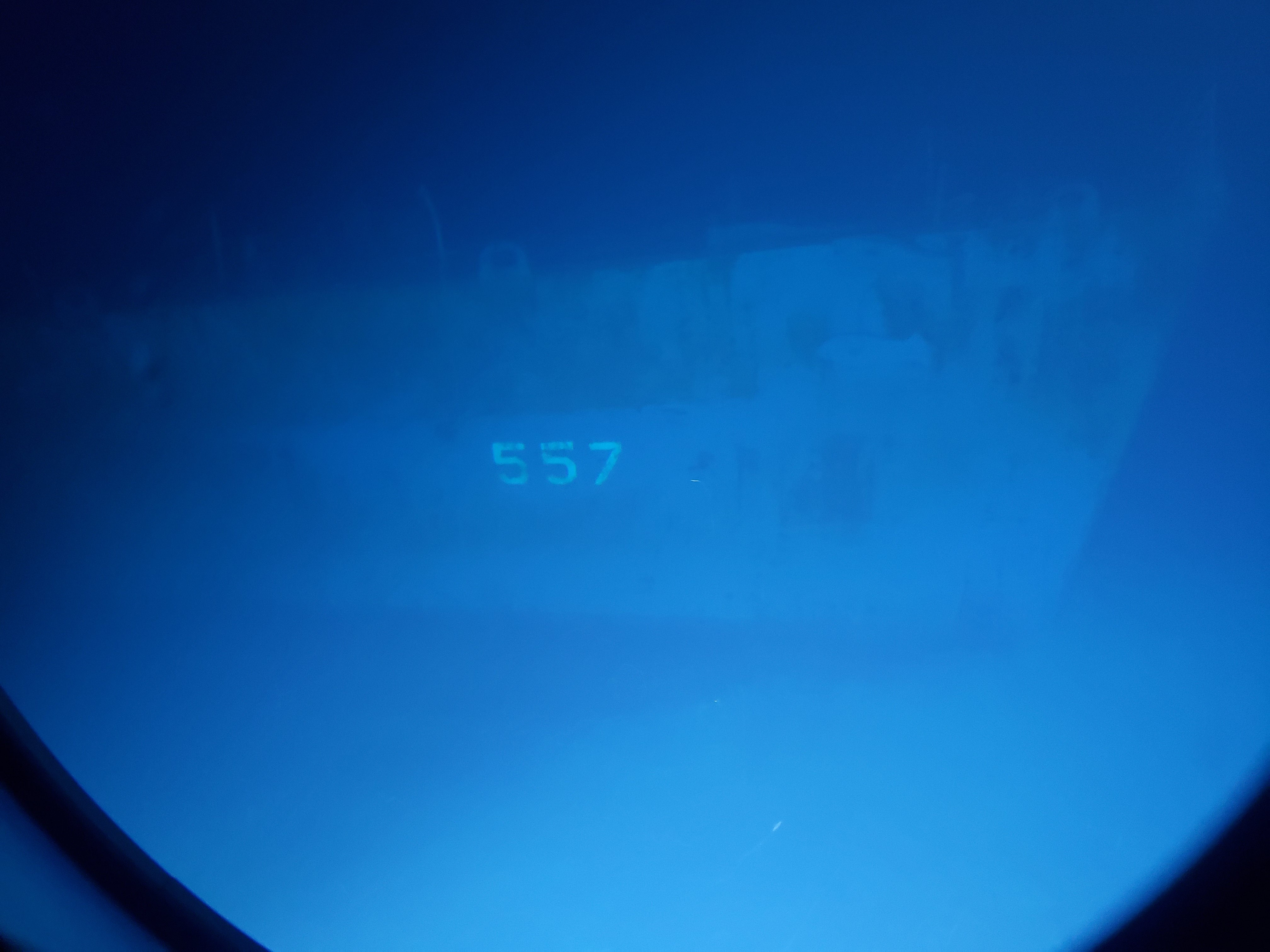
Phần mũi tàu và số hiệu 557 của khu trục hạm Johnston.
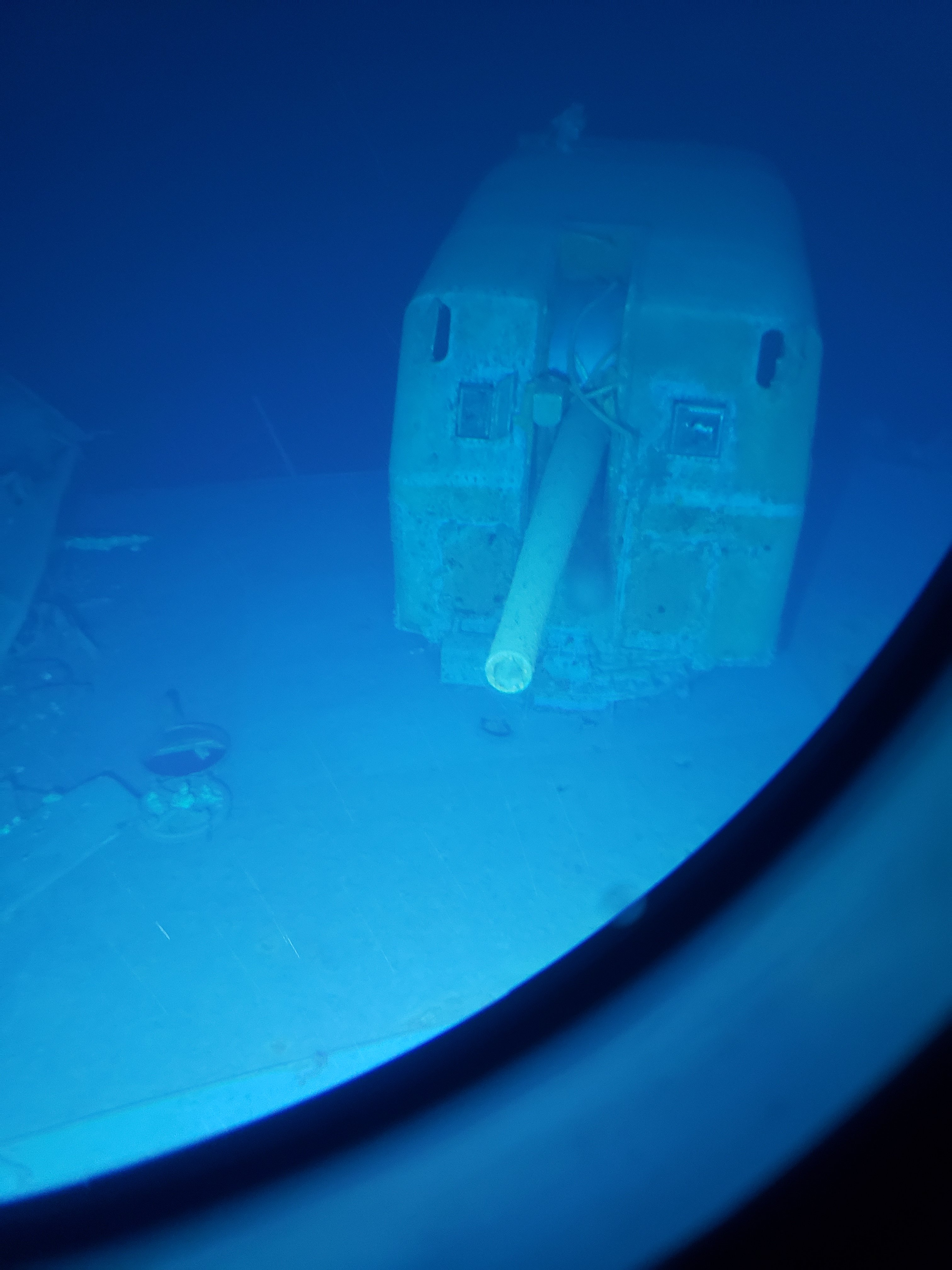
Tháp pháo 5-inch (127 mm) số 51 của Johnston.
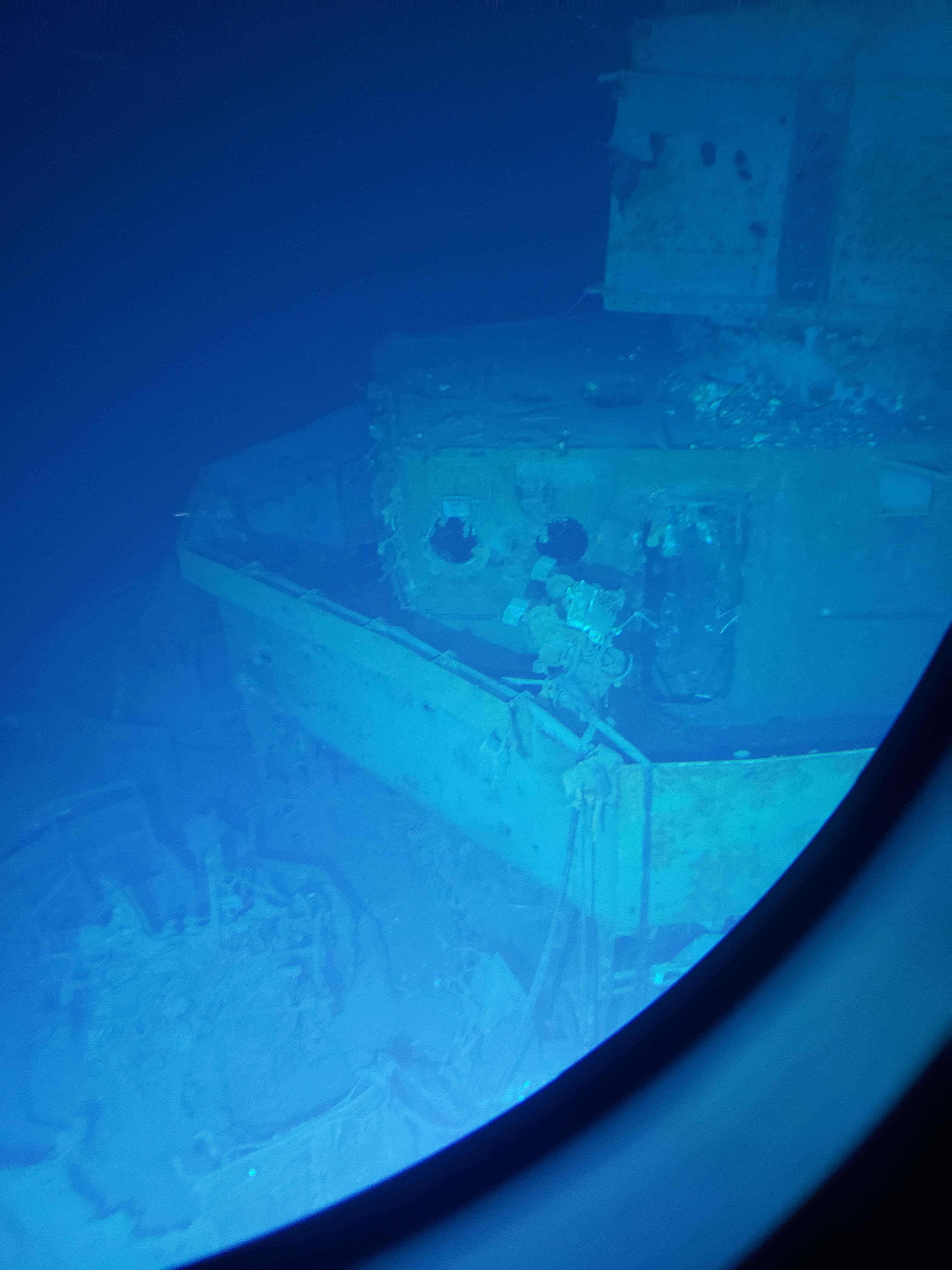
Cận cảnh đài chỉ huy cùng hệ thống kiểm soát hỏa lực Mk 37.

Ngày 18 tháng 6 năm 2022, tàu DSV Limiting Factor của Công ty Caladan Oceanic đã phát hiện ra máy phóng ngư lôi của Samuel B. Roberts khi đang thực hiện chuyến khảo sát tại vùng biển Samar. Sáu ngày sau, xác của Samuel B. Roberts chính thức được tìm thấy, với phần mũi tàu bị sập xuống một phần, phần đuôi tàu bị gãy ra và nằm cách phần thân chính khoảng năm mét. Con tàu nằm thẳng đứng và được bảo quản khá tốt ở độ sâu 6.895 mét so với mặt nước biển. Do nằm ở khu vực Rãnh Philippine và sâu hơn chiếc Johnston (6.460 mét) 435 mét, Samuel B. Roberts trở thành xác tàu sâu nhất từng được phát hiện.

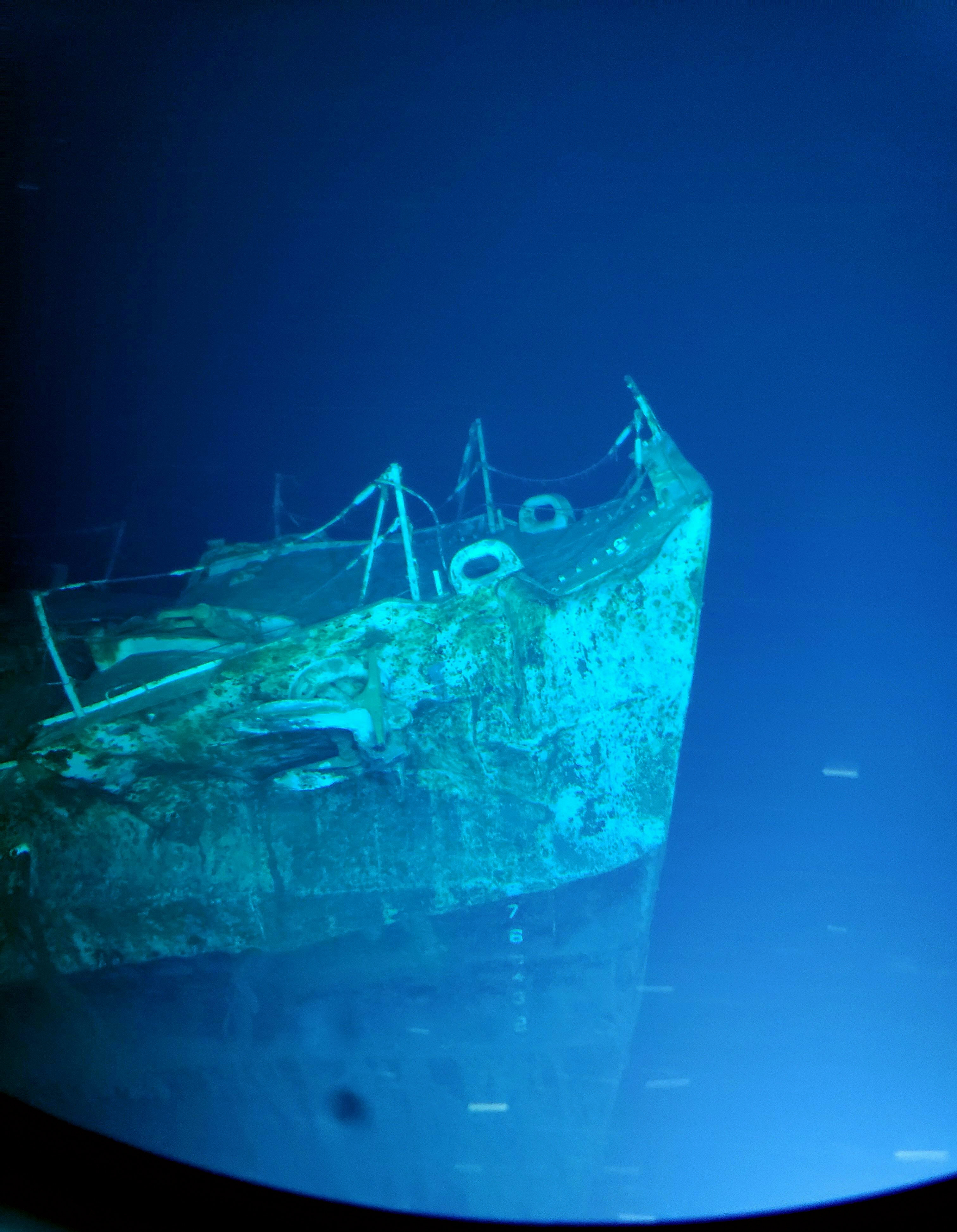
Phần mũi tàu của Samuel B. Roberts.
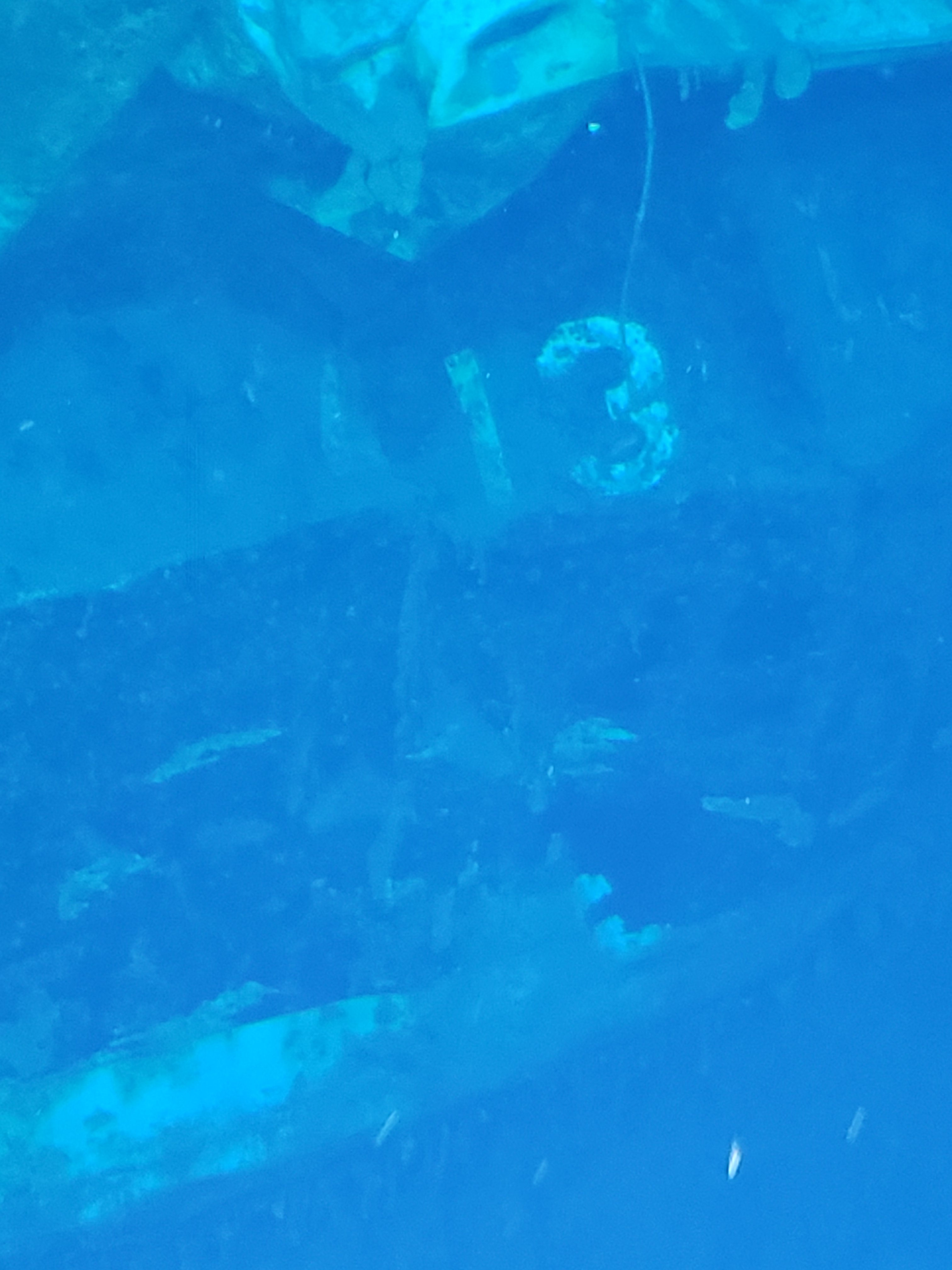
Cận cảnh số hiệu 413 tại phần mũi tàu của Samuel B Roberts.
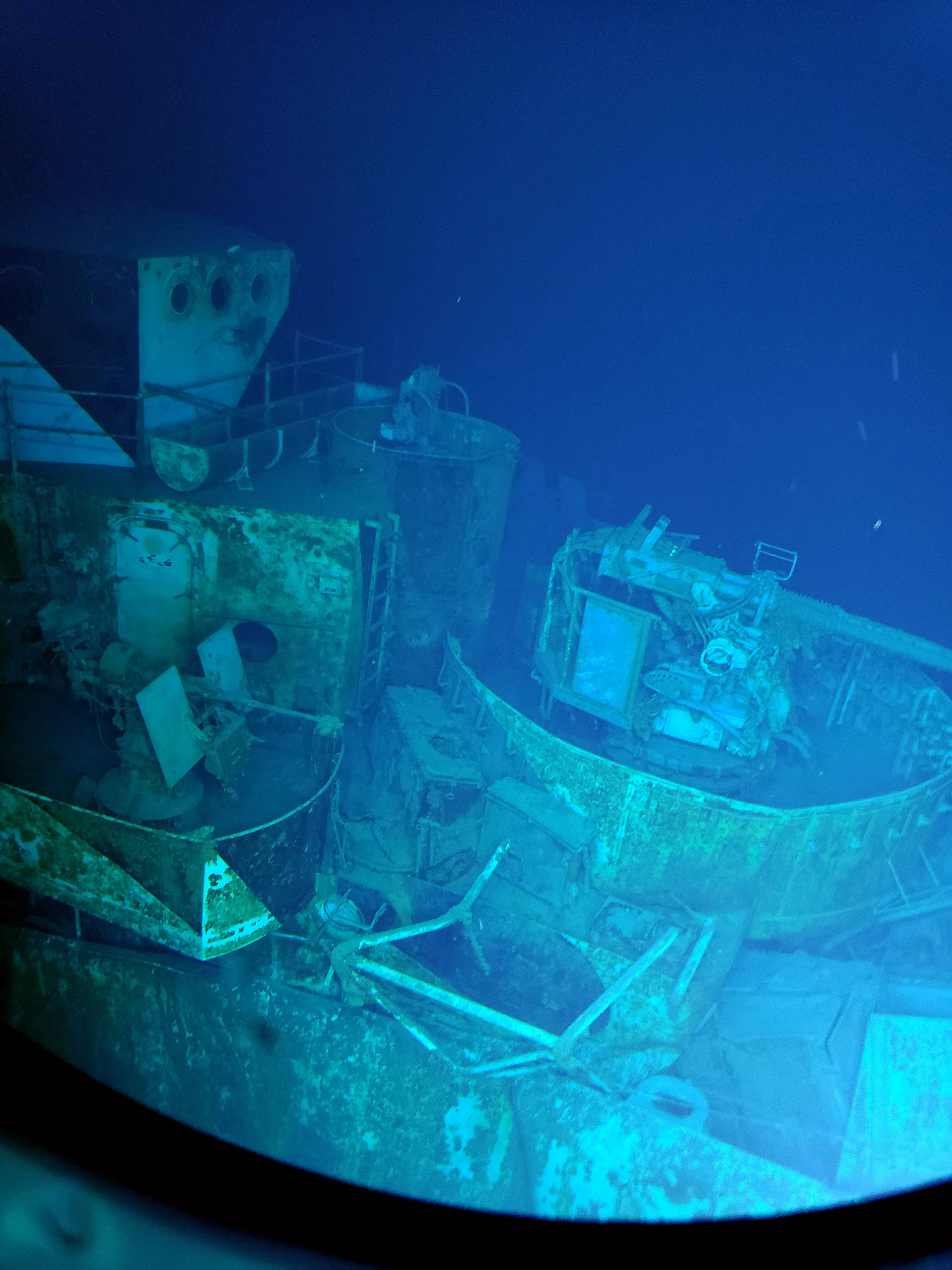
Khu vực ụ pháo 40 mm và đài chỉ huy của Samuel B. Roberts.
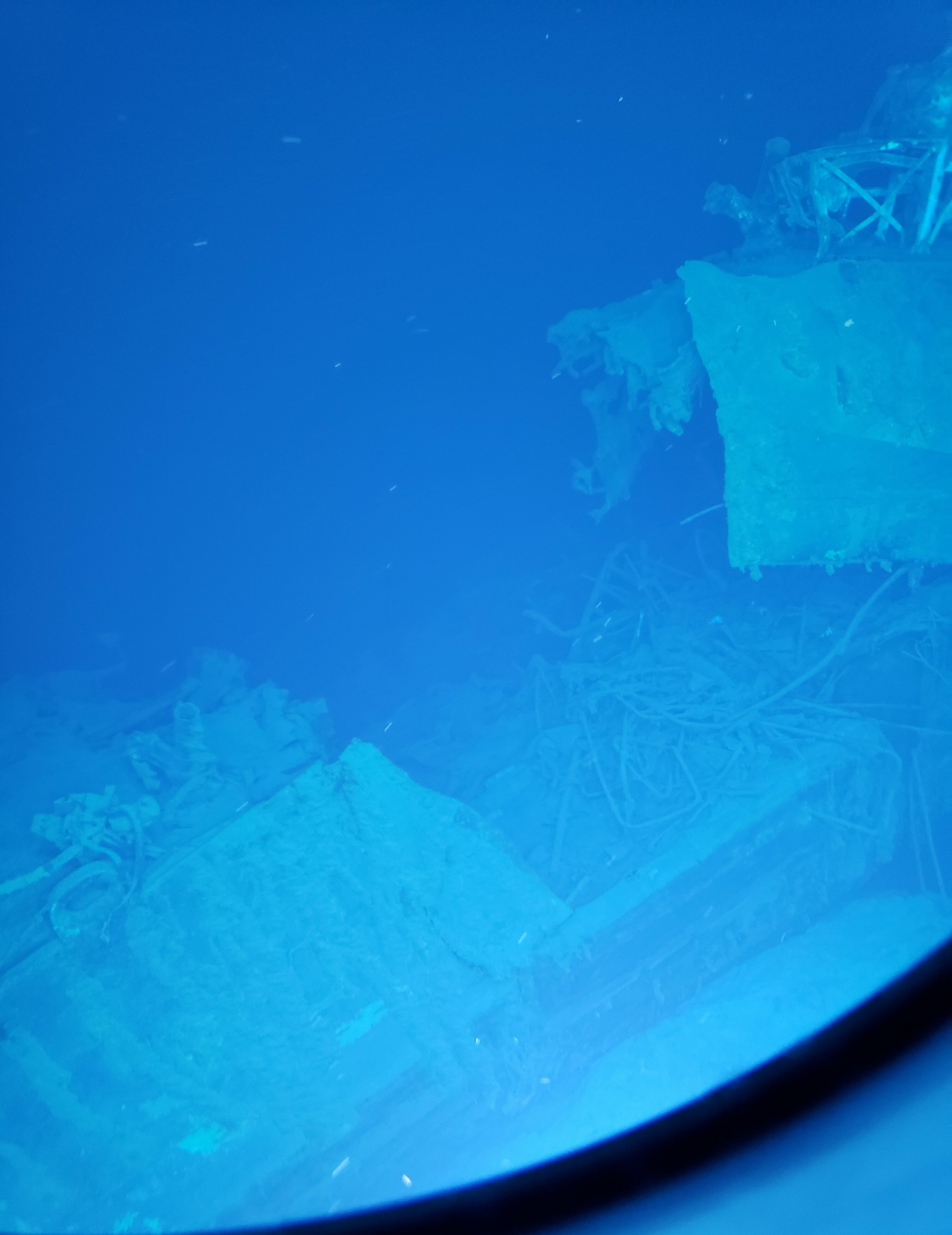
Phần đuôi tàu của Samuel B. Roberts, bị gãy rời ra sau khi va chạm với thềm đại dương.
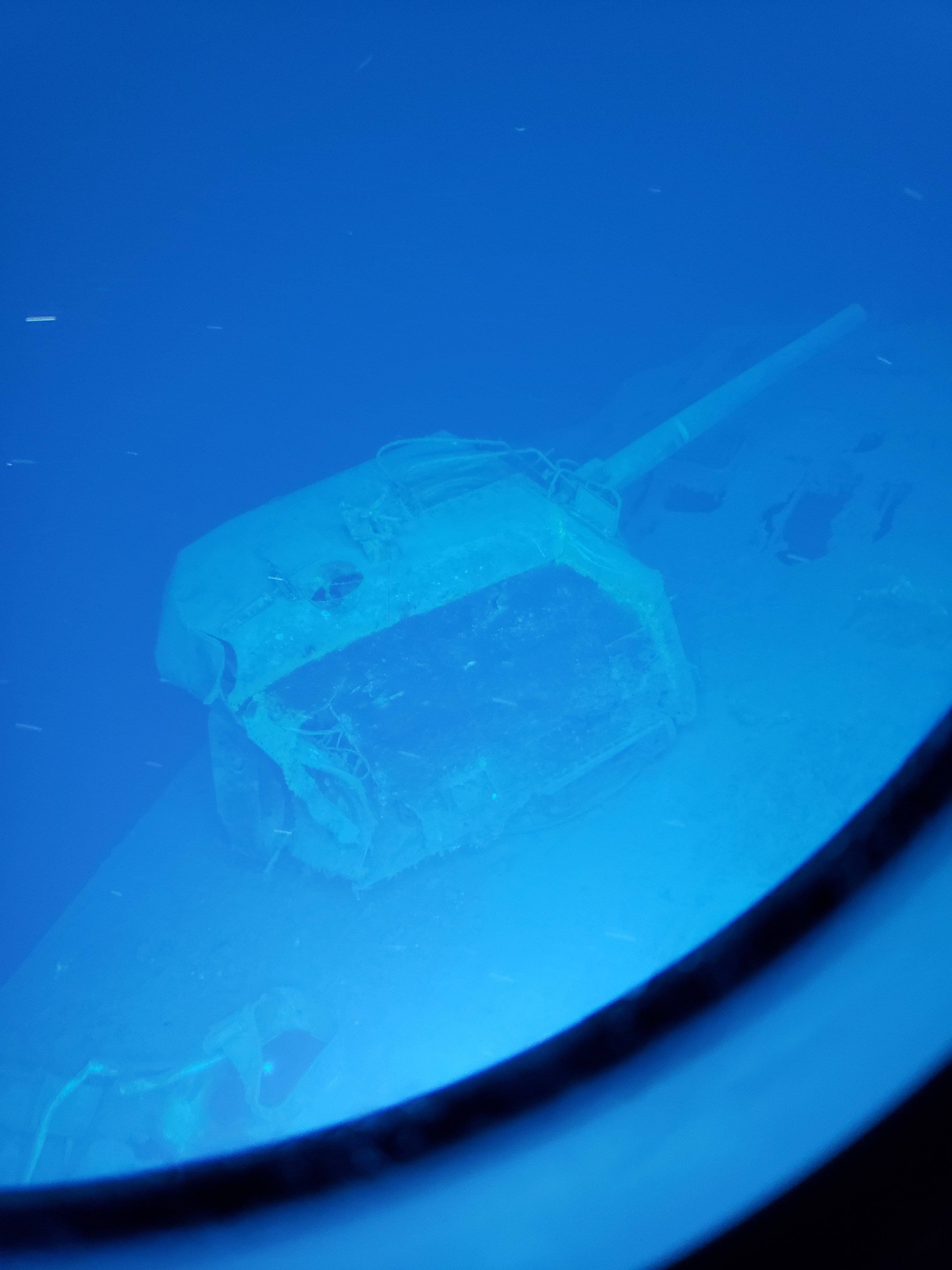
Tháp pháo 5-inch (127 mm) số 52 của Hạ sĩ Paul H. Carr.

### Sách tham khảo
- Cox, Robert Jon (2010). The Battle Off Samar: Taffy III at Leyte Gulf (ấn bản thứ 5). Agogeebic Press. ISBN 978-0-9822390-4-9.
- Hagen, Robert C. (ngày 26 tháng 5 năm 1945). "We Asked For the Jap Fleet—and Got It". The Saturday Evening Post. as told to Sidney Shalett. Saturday Evening Post Society. tr. 9. Truy cập ngày 31 tháng 8 năm 2020.
- Hornfischer, James D. (tháng 2 năm 2004). The Last Stand of the Tin Can Sailors: The Extraordinary World War II Story of the U.S. Navy's Finest Hour. Bantam. ISBN 0-553-80257-7.
- L, Klemen (2000). "Forgotten Campaign: The Dutch East Indies Campaign 1941–1942". Bản gốc lưu trữ ngày 26 tháng 7 năm 2011. Truy cập ngày 2 tháng 8 năm 2021.
- Lundgren, Robert (ngày 23 tháng 10 năm 2014). The World Wonder'd: What really happened off Samar. Nimble Books. ISBN 978-1-608-88046-1.
- Morison, Samuel E. (1958). Leyte, June 1944 – January 1945. History of United States Naval Operations in World War II. Quyển XII. Boston: Little & Brown. Truy cập ngày 13 tháng 9 năm 2020.
- Potter, E. B. (1985). "Last Years". Bull Halsey: A Biography. Annapolis, Maryland: Naval Institute Press. ISBN 0-87021-146-3. Truy cập ngày 2 tháng 9 năm 2020.
- Roblin, Sebastien (ngày 2 tháng 6 năm 2019). "How 1 U.S. World War II Destroyer Charged a Japanese Armada of 4 Battleships". The National Interest. Truy cập ngày 22 tháng 5 năm 2021.
- Thomas, Evan (2006). Sea of Thunder: Four Commanders and the Last Great Naval Campaign 1941–1945. Simon & Schuster. ISBN 0-7432-5221-7.

### Báo cáo
- MacArthur, D. (1994) [1950]. Reports of General MacArthur – Japanese Operations in the Southwest Pacific Area Part II (Báo cáo). Quyển II. tr. 394–402. LCCN 66-60007. Truy cập ngày 17 tháng 3 năm 2021 – qua U.S. Army Center of Military History.
- Summary of War Damage to U.S. Battleships, Carriers, Cruisers, Destroyers and Destroyer Escorts – 8 December 1943 to 7 December 1944 (Báo cáo). U.S. Navy, BuShips. ngày 1 tháng 6 năm 1945. tr. 7, 8, 11, 15, 24, 27–28, 31, 48, 55. War Damage Report A-3 (420). Truy cập ngày 17 tháng 3 năm 2021 – qua HyperWar Foundation.
- War Damage Report No. 60: Escort carriers: Gunfire, Bomb and Kamikaze Damage and Losses During World War II (Báo cáo). U.S. Navy, BuShips. ngày 31 tháng 7 năm 1948. Bản gốc lưu trữ ngày 16 tháng 2 năm 2022. Truy cập ngày 17 tháng 3 năm 2021 – qua U.S. Naval Academy Digital Collections. {{Chú thích báo cáo}}: Liên kết ngoài trong |via= (trợ giúp)
- War Damage Report No. 51: Destroyer Report: Gunfire, Bomb and Kamikaze Damage Including Losses in Action – 17 October, 1941 to 15 August, 1945 (Báo cáo). U.S. Navy, BuShips. ngày 25 tháng 1 năm 1945. tr. 16, 24, 37–41 – qua Naval History and Heritage Command.